# 浜崎真緒
浜崎 真緒（はまさき まお、1993年〈平成5年〉10月20日 - ）は、日本のDJ、元AV女優。事務所はロータスグループのツートッププロモーションを経て、2024年9月まで同グループの再編により新たに設立されたファンスタープロモーションに所属していた。DJとしてはフリーランス。

## 略歴
2012年6月にプレステージ系列の動画配信サイトからAVデビューし、2013年3月まで専属女優として活動。
2013年7月より期間限定でソフト・オン・デマンドに出演した後、同年10月からAV女優引退まで企画単体女優として活動した。
2016年、『スカパー!アダルト放送大賞 2016』にて、女優賞と作品賞にWノミネート。
2017年からは音楽DJ「DJ MAO」としての活動も開始し、香港、マカオ、シンガポール、マレーシア等海外のイベントにも参加する。

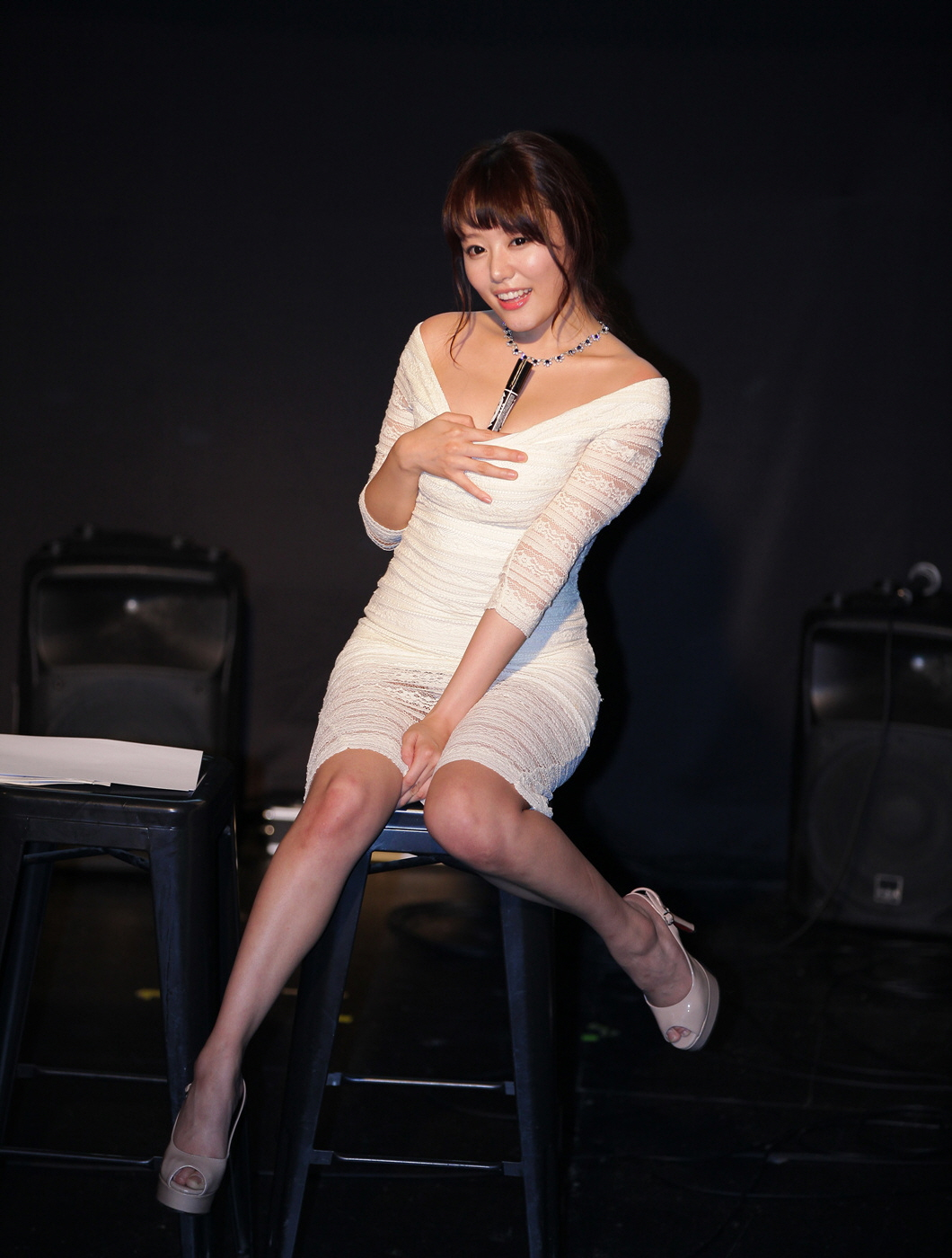
2017年撮影

2018年11月、『スカパー!アダルト放送大賞2019』にて、女優賞にノミネート。
2020年10月、ゲオTV「アエギ声がセクシーだと思うAV女優アンケート」第2位を獲得。同年12月に発表された「FLASH 2020年現役最強セクシー女優BEST100」読者投票・第38位。
2021年2月、ゲオTV「バレンタインチョコを貰いたいAV女優!アンケート」第1位を獲得。2021年4月に発表されたアサヒ芸能「2021現役AV女優SEXY総選挙」で第25位。
2021年11月30日、チェリーボムの推薦を受け、『スカパー!アダルト放送大賞』にて、Valuable Actress of Cherry bombに選出。
2022年4月発売の『本能で快楽を求める即マン美女GET 水着ナンパ ～真夏のGALとパコパコ祭り!!～』が2022年4月11日週FANZA動画フロアランキングで1位を記録。

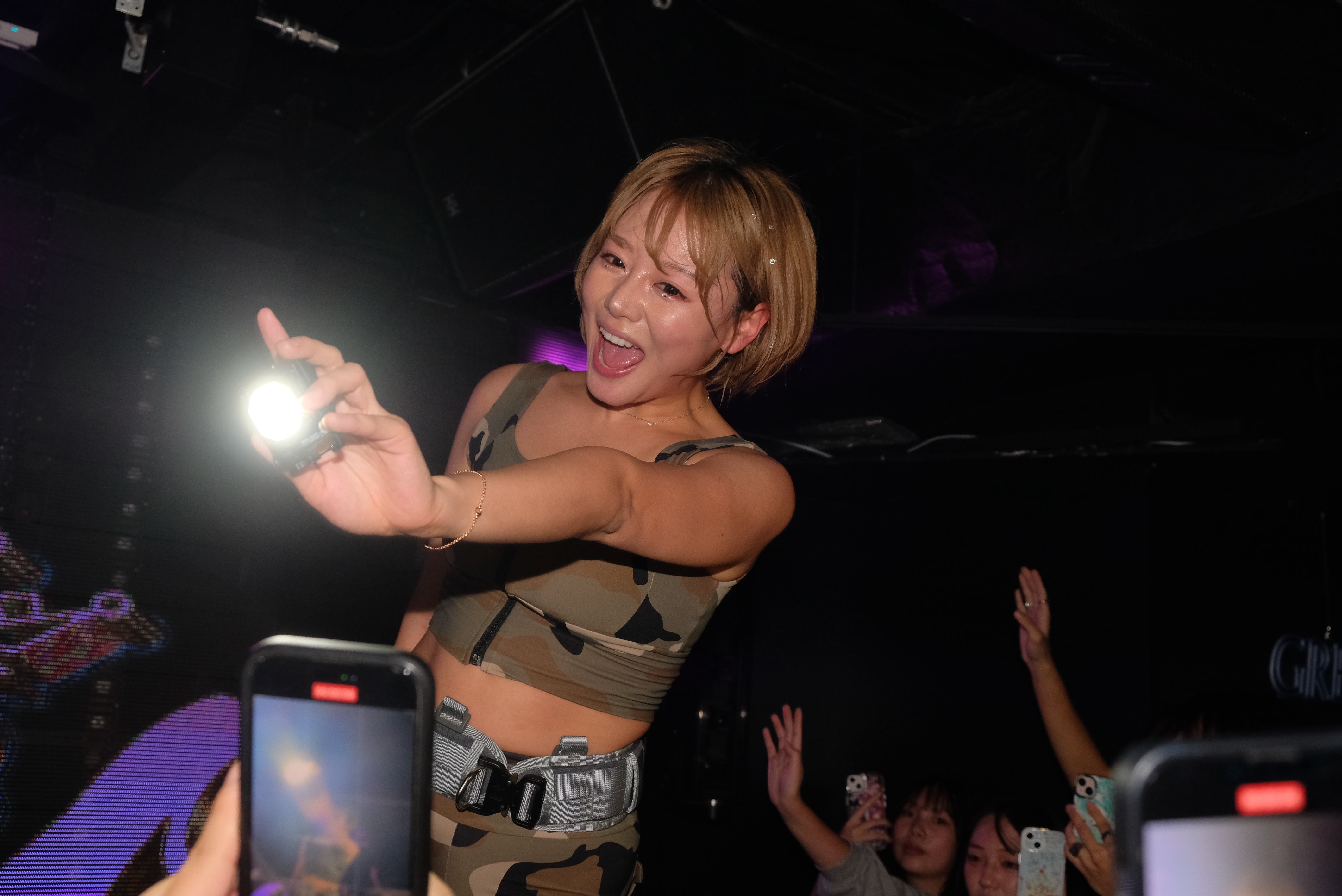
2023年撮影

2023年11月13日週FANZA通販フロアランキングにて、『同じアパートに住む性欲バグり気味 絶倫モンスター女子×2に 朝から晩まで自宅占拠されてめちゃくちゃSEXした件 浜崎真緒 三田サクラ』（椿鳳院）が初登場5位を記録。FANZA動画フロア同年11月女優ランキング8位。同12月度女優ランキングでも8位を維持。
2024年1月19日から2月16日までFANZAで開催の『【AV大好きキャンペーン】I LOVE AV♡』のキャンペーンガールに松本いちか、七瀬アリス、miru、美谷朱音、安達夕莉、山岸あや花と共に就任。FANZA動画フロア2024年1月度月間AV女優ランキングで8位を記録。
同年2月12週FANZA通販フロアランキングにおいて、出演した『MOODYZファン感謝祭 バコバコバスツアー2024 AV男優発掘＆育成スペシャル!! AV男優を目指す素人16名とAV女優16名の1泊2日大乱交ツアー!』が初登場1位となった。
2024年4月発売『アサヒ芸能』発表「2024現役AV女優セクシー総選挙」において総合21位（東京40位、大阪8位）となる。
FANZA動画フロア2024年6月度月間AV女優ランキングで9位にランクイン。
2024年8月9日に台湾で行われたTAEの会場にて現役13年にピリオドを打つ引退宣言をし、当日午後に改めて自身のSNSを通じて日本のファンに向けて引退報告をした。
同年9月18日をもって所属事務所ファンスタープロモーションとの契約が終了したことを自身のInstagramを通じて報告した。
2025年2月8日・9日には、台湾で開催された「TOP女神台北感謝祭」に招かれ参加。
2025年2月17日週FANZA通販フロアにて、引退作『ちんしゃぶ彼女紹介します。 浜崎真緒 Final』（h.m.p.）が初登場1位を獲得。
同年には香港のオンライン番組『怨女俱樂部』に出演。引退理由として潮吹きのために（脱水症状防止も兼ねて）最大で10リットルもの水分補給しており、これが辛くなったこと。また、多くの女優がこのことによる膀胱炎や水中毒に悩まされており、病気になる前に辞めたかったこと、また決定打となった出来事として、2024年に所属事務所による飛行機チケットの取り間違えが起き、信頼関係が崩れたことを挙げた。

### 音楽活動
2017年から海外をメインにDJ Mao名義で音楽DJとしての活動をスタート。わずか1年足らずでアジア最大の豪華船上フェスティバル「It,s The Ship」シンガポールライブに参加。2019年、女性DJランキングメディア DJane Mag Japan (ディージェーン・マグ・ジャパン)が発表する『日本のガールズDJ TOP40』で26位にランクインした。使用機材はPioneer DJ CDJ-2000NXS2 x3、Pioneer DJ DJM-900NXS2。
2025年のインタビューでは各国でのライブのほか、各国での写真集のリリースも予定しており、AV女優時での収入より上回っていると答えている。

## 人物
趣味は、音楽・映画鑑賞。勉強嫌いで、中学卒業後は工場などでアルバイトをしていた。
18歳の時にスカウトされたことがきっかけでAV女優としてデビューをしたが、浜崎自身はそれまでAVを全く観たことがなく、当時の有名女優の名前を1人も知らない状態だった。また当時は『仕事』という意識も持っておらず、遊び感覚で現場へ行ったり、朝から噛んでいたガムを口に含んだままの状態でフェラの撮影をして監督に驚かれたこともあった。浜崎はこの当時を振り返り『完全に舐めきっていた』と明かしている。
AV女優を『仕事』と認識するようになったのは、企画単体（キカタン）女優転身後に他の女優と共演するようになってからで、現場で共演者の仕事ぶりを間近に見たり、色々な話を聞いているうちに『遊びじゃなくて、一つの職業としてみんな必死に頑張っているんだ』と気付かされて考え方が変わっていった。特にほぼ同期デビューだった神波多一花と共演した際には、神波多のカラミを現場で見て大きな衝撃を受けるとともに、1ヶ月に約10日ほどしか仕事がない自分（浜崎）と当時売れっ子だった神波多との間にある「差」に気付かされ、以後の仕事に対する考え方が大きく変わるきっかけになったと明かしている。また、AV女優を引退するまでに、事務所NG以外は全て制覇したいとも語っていた。
特技のひとつに潮吹き（通称：ジェット潮吹き）があり、天井を突き破るほどの勢いから、ある男優は「（上から水が降ってきたので）雨漏りかなと思いました」と述べている。
乳首もとても敏感で、作品内でも乳首イキを連発しており、「乳首が弱点」「乳首が弱い」と語っている。

## 作品

### アダルトビデオ
プレステージ専属期間
- 続・素人娘、お貸しします。 VOL.53（8月21日）
- 一泊二日、美少女完全予約制。 26（9月11日）
- 従順ペット候補生 #030 （10月20日）
- 僕を誘惑する隣の綺麗なお姉さん（11月9日）
- PRESTIGE専属女優があなたの夢叶えます!（12月1日）

- 浜崎真緒、満足度満点新人ソープ （1月1日）
- スプラッシュ・マオ（2月1日）
- 浜崎真緒がご奉仕しちゃう♡ 最新やみつきエステ（3月1日）

SOD契約女子社員 期間
- AV女優 浜崎真緒 SOD中途入社!!「まおちゃん、今日からSOD社員ね…」（7月6日）
- SOD中途女子社員 ガチ童貞初挿入「初めてが私でもいいですか?」（8月8日）
- AV女優 浜崎真緒 SOD業務中ぶっかけファン感謝祭&SOD卒業式（9月5日）
- 元SOD中途女子社員 AV女優浜崎真緒 初中出し超高級ソープ嬢（10月24日）

企画単体期間
- 美少女貸切温泉旅行2（10月22日、GALLOP）
- 続・隣の美人なお姉さんはH好き1（11月1日、GALLOP）
- 俺を小バカにしている姉に巷でウワサの催眠スプレーで『変態女になりさがーる』と冗談半分で催眠術をかけたら本当にかかってしまい解き方が分からないまま俺のムスコを弄ばれた。（11月8日、NON）
- 現役水泳部エース2名に卑猥な競泳水着を着せ、敏感な巨乳のパイズリや青臭い汗が噴き出るほど激しい3Pを股間を中心としたアングルで膣内射精と共に楽しんだ。（11月8日、NON）
- ボイン大好きしょう太くんのHなイタズラ（11月11日、グローリークエスト）
- ホテルデリバリー極上娘（11月13日、オーロラプロジェクト・アネックス）
- アニコス専用スリムBODY（11月13日、E-BODY）
- 友人の妻はドスケベ家庭教師（12月1日、VENUS）
- 朝の通勤ラッシュで間違えて乗ってしまった女性専用車両が、女子校生だらけ! しかも、混雑の熱気で汗だくブラ透け率100%で我慢できず勃起!、周りの女子校生に勃起があたりまくりで、まさかの集団発情!?そして女子校生たちが僕のチ○ポを…。（12月5日、Hunter）
- RQ〜FカップレースクィーンのオイルSEX〜（12月7日、BeFree）
- 浜崎真緒の汗だく、種付け、本気SEX（12月13日、HERO）
- 過激すぎるド素人娘 4時間スペシャル 10（12月13日、S級素人）
- 現役キャバ嬢がドレスを脱いだとき… 5時間 SEVEN GIRLS COLLECTION Vol.2（12月13日、BAZOOKA）
- 全国どスケベ素人OLをナンパして即ハメしちゃいました!!（12月13日、S級素人）
- 禁断介護（12月19日、グローリークエスト）
- 上は着衣下は全裸（12月19日、グローリークエスト）
- 淫乱巨乳ソープ嬢（12月19日、乱丸）
- 生ハメ中出しOK 巨乳女子校生（12月19日、OPPAI）
- 巨乳 × ビキニ チアガール（12月20日、クリスタル映像）DVD&BD

- エロ乳、エロ尻、エロマン毛!!無敵ボディの長身お姉さんと童貞卒業SEX（1月1日、VENUS）
- 生意気は女子校生 まお（1月1日、ワンズファクトリー）
- 夫の友人 浜崎真緒（1月7日、マドンナ）
- 着ぐるみアルバイトのお姉さんにイタズラするエロガキ（1月9日、ROCKET）
- 浜崎真緒 お貸しします。（1月10日、クリスタル映像）
- 結婚2年未満の2名の敏感妻をネットリとした指技でカラダを痙攣させるほど感じさせたら、エロエロな目つきで膣奥への中出しSEXをタップリ楽しんだ。（1月10日、NON）
- ご近所の無防備奥様を生中出し斬り!!（1月10日、S級素人）
- OPPAIナーススペシャル 美少女ご奉仕天国4時間（1月19日、OPPAI）
- 若妻不倫温泉 39（1月24日、S級素人）
- 私達があなたのストレス解消します!巨乳訪問サービス派遣センター 浜崎真緒 知花メイサ さとう遥希（1月24日、おかず。）
- スキだらけの若奥さまが混浴温泉に一人きり… 裸同士でナンパしたら中出しまでヤれた! 2（2月1日、プレステージ）
- 真面目な文系書店員はおとなしい顔して出張買取の査定中にエロ本を盗み読みしていやらしい妄想ばかりしてオマ○コ濡らしてるスケベっ子でした（2月1日、プレステージ）
- 夫達の目の前で乱交させられて 神波多一花 工藤美紗 北川杏樹 浜崎真緒（2月1日、ZUKKON/BAKKON）
- AV女優が撮影現場に来たらいきなりSEX 即ハメ 生中出し（2月6日、グローリークエスト）
- 若い娘の柔らかな乳房と接吻。我慢できない父と兄との近親相姦（2月6日、ヒビノ）
- 5D&自然光で撮影した真昼間の生ナカダシ性交（2月7日、ドリームチケット）
- 絶対癖になる超高級エステ 1（2月11日、GALLOP）
- 女のカラダは腰使いで決まる! 4時間 8（2月14日、BAZOOKA）
- 独身の僕は自分の部屋をわざとらしくHなポスターやアダルトDVDで散らかし、女性ホームヘルパーを呼ぶ。清掃にやって来た彼女たちの反応を伺いつつ、おもむろにセンズリをし始め、ギンギンに勃起したチ●ポを見せつけた!! 2（2月14日、SCOOP）
- 女体淫神改造アクメギガ（2月25日、ダスッ!）
- 日焼けあとがくっきりと残る美女たちの乱交パーティー 紺野マリエ 浜崎真緒 北川エリカ（2月28日、おかず。）
- 「上半身の締め付けは良くない」という健康法に則って、今、マラソン女子の間でノーブラスタイルが流行っている!でも走行中に乳首が擦れてHな気分になっちゃうらしい…（3月1日、プレステージ）
- 女子校生中出しソープ 浜崎真緒（3月1日、ワンズファクトリー）
- 巨乳JK強制丸出し露出調教 真緒 (仮名)（3月1日、山と空）
- 男として育てられた女の子をレイプ（3月6日、アイエナジー）
- パンティがモロ透け!普段絶対に隙を見せない超お堅い美人図書館司書のスカートが透けてパンティがモロ見え状態!想定外のエロい光景に思わず勃起!しかも即バレ!! ドン引きされるかと思いきや、意外や意外、コッソリ本棚の奥でヌイてくれた!（3月6日、Hunter）
- 個室ビデオ店に浜崎真緒 派遣します。（3月7日、クリスタル映像）
- 超kawaii巨乳女子校生との1泊2日の体験学習（3月7日、unfinished）
- 生中出しOK!?妊娠中の友達の嫁と旦那に隠れてこっそりヤッてしまった!? 2（3月14日、SCOOP）
- 料理教室帰りの若妻たちGET センズリ鑑賞お願いします10名260分SP（3月14日、映天）
- 現役女子大生 巨乳中出し家庭教師（3月19日、OPPAI）
- 世界一ザーメンを大量に発射する男のぶっかけSEX（3月19日、ROOKIE）
- 出産して急激に感度があがったママチャリ早漏妻 10（3月20日、ナチュラルハイ）
- 1時間で●万円もらえるからHしちゃったS級素人4時間スペシャル（3月28日、S級素人）※「ユリ」名義
- 麗しの美人OL 5時間 Premium Seven Collection Vol.4（3月28日、BAZOOKA）
- 平然セックス 〜必死な僕と余裕の彼女〜（4月1日、MOODYZ）
- 巨乳3姉妹が僕を奪い合う子作り 浜崎真緒 青山菜々 星野あかり（4月1日、ZUKKON/BAKKON）
- 図書館で媚薬を盛られた女子大生 媚薬の効果が最高潮の時にたまたま僕が居合わせて…（4月1日、MOODYZ）
- お姉ちゃんと2人きりの姉弟王様ゲーム!真面目な大学生活を送っている堅物の姉が、今度初めて合コンに行くらしい。そして遊びを知らない姉は合コンに行けば絶対に王様ゲームをやるものだと思い込んでいるらしく急遽、弟の僕が予行練習に付き合わされることに…。いざ始まるとただの練習(しかもシラフ)なのに、だんだんとエスカレートする命令にボクもお姉ちゃんも引くに引けなくなり遂に最後まで…。2 （4月10日、Hunter）
- いじめっ娘はまさかの処女だった!!去年まで女子高だった高校に入学したらクラスには男がたったの3人!バラ色の高校生活が待っていると思ったらそこで待っていたのは酷く陰湿ないじめ!地獄のようないじめの日々に耐え切れなくなったボクは登校拒否!!何日も家に引きこもっていたら、いじめの事をチクられると恐れたいじめっ子たちが口封じに家までやって来た!!部屋に来てもまだ陰湿にいじめて来るので頭に来たから思い切って押し倒したらなんて事ないただの非力な女の子ちゃん!しかも、まさかの処女でビックリ!あんなに偉そうにしていた彼女たちの処女膜をぶち破って犯しまくって最高の気分でした（4月10日、アパッチ）
- 北青山高級アロマ性感オイルマッサージ 5（4月11日、プレステージ）
- 図書館で媚薬を盛られた女子大生 媚薬の効果が最高潮の時にたまたま僕が居合わせて…（4月13日、MOODYZ）
- kira★kira BLACK GAL × 淫女ギャル学園HIGH SCHOOL SPECIAL 美巨乳日焼け黒ギャル女子校生 生姦JK連続中出しハイスクール（4月19日、kira☆kira）
- 最高級ソープ嬢〜極上フルコースでご奉仕致します!1（4月22日、GALLOP）
- 人生最大のラッキー到来！混浴温泉で泥酔女2人組に遭遇!水面下で大きくなる股間を必死に隠しているとその勃起チ○ポをからかわれ、さらに…巨乳サンドイッチでヌイてくれた!（4月24日、Hunter）
- 僕が童貞なのを知ってか知らずか、ノーブラで乳首ポッチになった胸をチラつかせてくる友達の母親。二人っきりになったのをいいことに僕の息子も可愛がってくれました。 2（4月25日、SCOOP）
- まおと子作り新婚生活（5月1日、ワンズファクトリー）
- AVオタクの僕ん家に巨乳同級生がやってきて谷間チラで挑発（5月1日、MOODYZ）
- 掃除・洗濯・チ○ポの世話…。羞恥家事を義務付けられた裸の家政婦（5月10日、ナチュラルハイ）
- まさか!妹の友達が媚薬を回し飲み!?念願の媚薬を手に入れたのに、意気地がなくていつまでも使えない小心者の僕。なぜバレたのか、妹(毎日友達と遊んで僕を小馬鹿にしてくるリア充)が遊び半分でコッソリ僕の部屋から媚薬を持ちだして「媚薬なんて絶対効くわけないから。ウチの兄貴バカなんだよね(笑)」と友達と回し飲み!? 散々バカにしていたクセに効果は抜群でパンツがヌレヌレに!そして自分でも認めたくないのにどうしても疼いてしまうアソコを全員で僕に差し出してきた!（5月10日、Hunter）
- 「ちょっとそこまでだから…」と不用意にノーブラで出歩く巨乳妻は知らぬ間に男を誘惑して… 2（5月13日、プレステージ）
- 逆3Pソープ天国 山手栞 浜崎真緒（5月13日、MOODYZ）
- マンガみたいな胸の揺れ方をする敏感Fカップ（5月13日、無垢）
- 全裸巨乳家政婦（5月19日、OPPAI）
- 朝から晩まで中出しセックス9（5月22日、アイエナジー）
- まさかお姉ちゃんの裸(巨乳)で勃起するなんて!家族旅行で久しぶりに一緒にお風呂に入った姉の胸が想像以上に巨乳過ぎて、理性を保てなかったボクの股間は痛いくらいビンビンに…。そんな気まずそうにしている僕を最初は子供扱いしてからかっていた姉なのに、いつの間にか男を見るスケベな女の目に変わって絶対ヤッてはいけない近親相姦へと…。4（5月22日、Hunter）
- 同級生に自宅を乗っ取られた女子校生（6月1日、ワンズファクトリー）
- 危険日直撃! 子作り中出しおねだり催眠「赤ちゃんできたら嬉しいから、できるだけ奥で射精してね」浜崎真緒（6月1日、ジェントルマン/妄想族）
- LET’S GO!（6月3日、プレステージ）
- ごめんなさい!実は中に出しちゃってました!しかも4回も!いじめに遭って登校拒否をしているボクの家に超まじめで超優しく責任感が強い学級委員の女子が何度も脚を運び説得しに来る!でも全く学校に行きたくないボクは全く心を開かない!!ある日、ウザくなって『ヤラせてくれたら学校行ってやるよ!』と言ったらもう来ないかと思ったら『分かった』と一言言って本当にヤラせてくれました!でも、初めてだったもんで上手く出来ずに抜かずの4中出ししちゃいました!（6月5日、Hunter）
- 「童貞」「気弱」「もやし」とクラス内最弱を欲しいままにしている僕は、クラスの女子に舐められっぱなし。文句も言わない、手も出さない、と甘く見て僕の部屋(学校から超近くて便利!)に平気で上がり込んできて友達との待ち合わせに使っているのです。そんなある日、僕のエロ本が見つかり、童貞とバカにし「童貞が何も出来るわけ無いじゃん」と鼻で笑うので、隠しておいた、とっておきの秘密兵器『電マ』で股間をグリグリ。「感じるわけない」と強がっていた女子も気持ち良さに負けてお漏らしするほどイキまくってチ○ポをおねだりする即マン女子に豹変しちゃいました。（6月5日、Hunter）
- プレミアム スタイリッシュ ソープ ゴールド 浜崎真緒（6月7日、PREMIUM）
- 東京BUNNY NIGHT6（6月7日、BeFree）
- ストリート素人ゲッター!池袋西口で口説いたチラシ配りの女の子をガチナンパ!情熱口説きで中出しプリーズ!?（6月10日、ホットエンターテイメント）
- 普段は地味な隠れ巨乳娘の着替え姿を偶然目撃してしまい、ブラからハミ出た下乳に見とれていると…2（6月11日、プレステージ）
- 弄ばれる淫らな黄金比BODY ～仲村茉莉恵・浜崎真緒・西條るり～（6月13日、BAZOOKA）
- 親の居ぬ間に睡眠薬で姉を眠らせ妊娠するまで中出し射精を繰り返す弟の記録映像（6月13日、青空ソフト）
- エロ痴女逆レイプナース病棟（6月13日、MOODYZ）
- 素敵なカノジョ 浜崎真緒 Fカップ美女のパイズリご奉仕中出しメイドせっくす（6月13日、BACK DROP）
- 浜崎真緒ですが何か?（6月19日、グローリークエスト）
- 女性社員だけの宴会に勘違いで呼ばれたピンクコンパニオン（6月19日、ROCKET）
- まさか起きてないよね!?寝ているはずのお姉ちゃんの股間が爆濡れ!久しぶりの温泉旅行でお姉ちゃんと一緒に寝ていたら寝相が悪いお姉ちゃんの下着が丸見え!!我慢出来ずに布一枚挟めばセーフと思い込んでチ○ポをお姉ちゃんの股間に擦りつけていたらお姉ちゃんの股間が次第に濡れはじめて爆濡れ状態!それでも擦り続け気付いたらヌルっと入っちゃってました!入っちゃったら最後、腰の動きは止められません出すまでは!!（6月19日、アパッチ）
- 体型を気にしてプールに通う巨乳若妻達を競泳水着に着替えさせ…（6月20日、プレステージ）
- 上司の家で全裸にバスタオル1枚の奥さんと遭遇。奥さんは思わせぶりな視線で誘惑し、やりたい盛りの男が取る行動はただ1つ!2（6月27日、SCOOP）
- 天然成分由来プレステージ汁10000％（7月1日、プレステージ） ※AV OPEN2014スーパーヘビー級エントリー作品
- 悩殺!パーフェクトボディな女たち04（7月1日、GALLOP）
- 嫁の連れ子4人と1日で40回も子作り 浜崎真緒 橘優花 阿部乃みく 高梨あゆみ（7月1日、ZUKKON/BAKKON）
- スク水に着替えてエッチしよう2（7月3日、グローリークエスト）
- 漫画家中華なるとの原点!!義父 〜敦子〜（7月7日、マドンナ）
- 突然僕の目の前で、巨乳若妻のバスタオルがポロリ、直ぐに反応した僕のチ○ポに若妻も目が釘付け!!（7月10日、SWITCH）
- こんな狭い内風呂でまさかの混浴!?(男は僕ひとり)男ひとりで温泉旅行に来たけれど、楽しみにしていた露天風呂がまさかの緊急閉鎖!仕方がない ので内風呂に入ろうとしたら、まさかその内風呂が混浴に変更!? こんな狭い内風呂に、巨乳女子大生達が大量に入って来て大胆な格好ではしゃぎまくり。逆に気まずい僕は隅っこでションボリしていたら、周りを囲まれ襲われ ちゃいました!2（7月10日、Hunter）
- 家族旅行で姉の無防備巨乳が目の前に!!母子家庭で決して裕福ではなかったけど母親が奮発して久しぶりに家族で温泉に行く事に!!久しぶりに川の字になって寝ていたら寝相の悪い姉の浴衣がはだけ、大きな胸がこぼれ落ちボクの目の前数センチ!!日頃、全然意識した事は無かったのですが、あまりにもボインになっていた姉の巨乳にとてもとても我慢なんて出来ません!!我慢できず気付いた時には姉の胸を揉みしだき襲っていました!!（7月10日、アパッチ）
- タイトスカートが似合う美脚OLを自宅まで尾行して押し込みレイプ（7月11日、青空ソフト）
- 巨乳保母さんの癒し射精サポート（7月13日、マルクス兄弟）
- 夢の一夫多妻 乃々果花 浜崎真緒 青山菜々 保坂えり（7月13日、MOODYZ）
- 『栄養ドリンクじゃないじゃん!』間違えて媚薬を飲んだ気の強いお姉ちゃんと姉弟ゲンカ!だけど敏感なカラダは取っ組みあいで感じだして痙攣イキ（7月24日、ナチュラルハイ）
- 現役女子大生家庭教師強制中出し強姦（7月25日、TMA）
- 地味な巨乳メガネの女子校生を狙う家庭教師のわいせつ映像（7月25日、青空ソフト）
- Bi STYLE 美巨乳×美白肌 絶世の究極BODY（7月25日、美）
- 現役女子大生の家庭教師を親がいない時に自宅で中出しレイプ盗撮（8月1日、青空ソフト） ※AV OPEN2014ヘビー級エントリー作品
- kira☆kiraサマーフェスタ2014 BLACK GAL BEACH RESORT-夏祭り特別編-黒ギャル美巨乳ビーチ4時間超壮絶大乱交スペシャル

藤崎りお 倉多まお 浜崎真緒 森咲みお 保坂えり（8月1日、kira☆kira） ※AV OPEN2014ヘビー級エントリー作品
- 密着ご奉仕 逆3P爆乳家政婦（8月1日、ワンズファクトリー）
- 犯された着衣ボディー（8月1日、MOODYZ）
- virgin まおとさとみ（8月1日、U&K）
- 今日、兄貴の嫁を犯します。（8月7日、マドンナ）
- 部活帰りの女子高生のパンチラに目がくぎ付け!僕の視線に気づいてハニカミながら汗とマン汁で濡れたパンツを見せてきたカワイイ娘。（8月7日、SWITCH）
- 野外琉球式ビーチリゾートエステIN沖縄! 秘伝の琉球オイルと偽り、アルコール度数60度の泡盛をカラダに染み込ませれば、野外にも関わらず、突如発情!!熱くなったカラダで自らチ●ポを求めてきたので、そのままヒイヒイ言わせてヤリまくっちゃいました!（8月8日、SCOOP）
- ガチ本番 特上素人ナンパ即挿入in沖縄（8月8日、S級素人）
- 元読モの美人若妻がAV出演 トキメキ待ちの若妻 真緒さん25歳（8月8日、S級素人）
- 普段は意識しない身近な女性の服の隙間から覗く無防備な日焼けあとに興奮してしまい…（8月12日、プレステージ）
- ガンギマリ媚薬失禁アクメ（8月13日、マルクス兄弟）
- 一人暮らしの息子を心配して上京してきたママとパパ。蒸し暑い夜なのにエアコンが壊れている僕の部屋はムシムシで、隣で寝ているママのカラダも汗でスケスケべっとり!（8月21日、SWITCH）
- 家政婦の透けパンティで勃起!僕の小汚いワンルームにやって来た清楚な家政婦の掃除している後ろ姿をふと見たらパンティが透けていてビックリ!当然、僕はフル勃起! それに気がついた家政婦が勃起チ○ポをチラ見して発情!（8月21日、Hunter）
- 猛暑の日、露出度の高すぎる姉の部屋着に僕の性的衝動は抑えられない（8月22日、TMA）
- JK裏風俗中出しソープ（8月22日、TMA）
- 美人過ぎるマドンナ先生の誘惑授業（8月22日、おかず。）
- 代理妊娠4 不妊症の姉の為に義兄と中出しセックスをする巨乳女子校生（8月22日、クリスタル映像）
- 近所の公園を決まった時間にランニングしている女を待ち伏せしレイプする強姦魔の映像（8月22日、青空ソフト）
- 金粉奴隷ソープ 浜崎真緒(8月31日、バミューダ）
- 先生と私 〜青春レズビアン〜 浜崎真緒 佳苗るか（9月1日、U&K）
- かわいいボインの中出し乱交 浜崎真緒 川菜美鈴 佐々木恋海 さとう遥希（9月1日、ZUKKON/BAKKON）
- じぃさんの舐め廻し乳揉み痴漢で感じてしまった巨乳女（9月6日、ナチュラルハイ）
- 満員電車で女子高生グループに身動きができないほど前後密着!10代の甘い香りにたまらず勃起してしまい、痴漢に間違われると思って焦っていたらまさかの勃起チ○ポに興味津々でからかいながらもヌイてくれた!（9月6日、Hunter）
- 『急に開けないでよ!』ムダ毛の処理中だった清楚なお姉ちゃんは小学校以来に見る弟チ○ポが想像以上にデカすぎてヤりたい気持ちを抑えられない」VOL.1（9月6日、DANDY）
- スパリゾート痴漢 若い女性に大人気のスパリゾートで清掃員に成り済まし、ウブそうな巨乳ビキニ娘を周りに気付かれないように痴漢し声が出せないほど感じさせろ!!（9月6日、アパッチ）
- 登山に来た山ガールを狙った野外白昼レイプ（9月12日、TMA）
- 睡眠薬で眠らせて凌辱の限りを尽くす強姦魔の記録映像集（9月12日、TMA）
- MOODYZファン感謝祭バコバコバスツアー2014 南国バコバコランド大乱交!!（9月13日、MOODYZ）※BD版同時発売
- kira☆kiraサマーフェスタ2014 BLACK GAL BEACH RESORT-夏祭り特別編-逆痴漢★美巨乳黒ギャルにオモチャにされ強引ナマ姦中出し野外BEACH FUCK 浜崎真緒（9月19日、kira☆kira）
- 美少女貸切温泉旅行 8時間SP（9月19日、GALLOP）
- イタズラ温泉2014夏☆2枚組8時間!新作撮り下ろし10人全員セックス!! 脱衣所の服やパンティが無くなる!買ったビキニが水で溶ける!一般客が大勢いる温泉旅館で全裸にされてしまった羞恥娘たち!!さぁどうやって自分の部屋に帰る?メーカー創立初期の殿堂入り2作品のヌキどころを凝縮した総集編つき!サディスティックヴィレッジ7周年記念 史上最大規模の総攻撃スペシャル!!（9月25日、サディスティックヴィレッジ）
- 痴漢“痴女化”計画2 感じてもイカセない寸止め痴漢でチ○ポを求めだす女子高生（9月25日、ナチュラルハイ）
- 「ねぇ…アソコも剃ってくれない?」学校でアイドル級にモテモテの幼馴染が、全く冴えない僕の家に久し振りにやって来て悩み相談。水泳部の幼馴染は、自分で体毛を剃ることが怖くてできないらしく、男としてまったく興味を持たれていない僕の元にカミソリを持ってきた。腑に落ちないけど、初めて触る脚や恥ずかしそうな顔に興奮!ついには、デリケートゾーンまで剃ることに。すると恥ずかしさからか、幼馴染の水着越しに(スジの上に)シミが…。（9月25日、Hunter）
- kawaii*航空へようこそ♪-ミニスカ巨乳CA研修編-（9月25日、kawaii*）
- 「ひと夏の想い出聞かせて下さい!!」謝礼を出すのでもう一つ想い出作ってイきませんか?（10月1日、プレステージ）
- 巨乳美人とちっぱいロリ（10月1日、S-Cute）
- 有名コスプレイヤー 月に一度の危険日中出しオフ会（10月1日、ワンズファクトリー）
- 僕のペットは爆乳ファッションモデル〜敏感な乳房が咽び泣くスタジオ内調教〜（10月1日、Fitch）
- 羞恥!彼氏連れ素人娘をマシンバイブでこっそり攻めまくれ!8 素人VSマシンバイブ 宴会場にマジックミラー特設スタジオを設置 番外編・温泉宿編（10月9日、サディスティックヴィレッジ）
- 「常に性交」ビキニマッサージ2（10月9日、SODクリエイト）
- 水着からチラリ!? 見渡す限り『浮きブラ乳首』だらけ!女性に人気のリゾートホテルのプールに行ったら、男は僕1人。しかも気持ちと肩紐が緩んだ女性たちが、水着から乳首をチラリさせながらそこら中にいるもんだから、もちろん男の僕としてはガマンできません! しかも、しかも勃起に気づいた女子は遠ざかると思ったら逆に近寄って来て…。（10月9日、Hunter）
- 浜崎真緒 PLATINUM SELECTION（10月10日、TMA）※BD版同時発売
- 丸1日貸切!何発ヌイても帰さない!!最高級おもてなしソープランド さとう遥希 浜崎真緒 湊莉久 愛須心亜（10月10日、Million）
- ワケあり回春睾丸マッサージ2 〜究極の射精体験へと導く人妻たち〜（10月10日、BAZOOKA）
- Boinガール（10月13日、HERO）
- 祝!KARMA10周年特別企画 突撃!素人お宅訪問!超人気!美爆乳 浜崎真緒 お貸しします。（10月13日、カルマ）
- 純粋無垢な美少女の高画質完全主観フェラチオ 未公開16人4時間（10月13日、無垢）
- マブダチとレズれ! 神波多一花 浜崎真緒（10月19日、レズれ!）
- あれまさか?ノーブラ透け乳首ポッチ?!隣に住む女子大生はいつも優しく僕にあいさつしてくれるけど、服装がラフすぎて乳首まるわかり。視線に気づいて、私のおっぱいでいいの?と聞かれた件。（10月23日、SWITCH）
- 修学旅行の女子部屋で男は僕たち二人だけ!人生初の王様ゲーム!去年まで女子校だったせいか、女子が大多数なので、僕たちは隅に追いやられザコ扱い。もちろん修学旅行でもザコ扱いで夜中に呼び出され王様ゲームに強制参加。好きな人を言わされたり、チ○コを見せろ!と言われたりひどい目に!しかし、【王様の命令は絶対】のルールのおかげで、僕たちが勇気を持って出したドスケベな命令も渋々応じてくれた。でもさすがにセックスまでは無理だと思っていたら…（10月23日、Hunter）
- 新人の回春エステティシャンがマッサージしてくれたが発射は厳しい感じ。諦めていた時、このままじゃお金がもらえないと言って挿入をお願いしてきた!2（10月24日、SCOOP）
- 現役女子大生家庭教師レイプ映像集 4時間（10月24日、TMA）
- 人間フォンデュタワー（10月25日、ビッグモーカル）
- 浜崎真緒&さとう遥希W巨乳の美乳ビキニGALばかりを狙う‘ちっぱい&乳首でイっちゃう’媚薬入り豊胸オイルで感度MAX濃厚レズナンパ IN江の島 ナンパJAPAN レズHunt Vol.10（10月25日、ナンパJAPAN）
- うらバコバコバスツアー2014 補欠者救済? つぼみ風雲斎の野望!!（11月1日、MOODYZ）
- SEX OF THE DEAD 巨乳ゾンビガール2（11月6日、グローリークエスト）
- 浜崎真緒と工藤美紗の旅ビアン（11月7日、ビビアン）
- 初回50%割引の売り文句に釣られてやって来たエステ未経験のお嬢様女子大生を強力媚薬オイルで全身性感帯に!マシンバイブでイカせまくって激潮!海老反り!そして中出し!（11月8日、サディスティックヴィレッジ）
- 超越淫語で超絶手コキの絶～射精!（11月13日、マルクス兄弟）
- kira★kira STREET GAL&おやじっち 中年の俺が家事代行サービスを頼んだら、とびきり可愛いギャル2人がやってきた。家事は完璧にこなしエロサービスは満点で、生チ○ポに跨り美巨乳を揺らしながら何度もイキまくり中出しをせがんできて何のサービスを頼んだのかわからなくなってしまった…。秋吉ひな 浜崎真緒（11月19日、kira☆kira）
- 成熟した姉の裸に触れた童貞弟はイケない事と知りつつもチ○ポを勃起させて「禁断の近親相姦」してしまうのか!?4（11月20日、SODクリエイト）
- 尻コキ倶楽部（11月20日、バミューダ）
- 【全身性感帯】どこに触れてもイクほど感じる美巨乳人妻と… おじさんぽ 付き合って3日目のアノ感じ♡ AVよりエロいエッチ見たくない?知り合いにいそうな色白美人妻と下町探索お散歩デート。おじさんに足を絡めて中出しさせる奥さんの敏感反応がヤバい!（11月25日、ビッグモーカル）
- マゾ乳生中出し（11月25日、ゲインコーポレーション）
- 本番禁止の風俗店で素股を希望しチ●ポにマ●コの入り口をスリスリしてもらっているときに間違ったふりしてナマ挿入!クリトリスを散々刺激されていた風俗嬢はそのままナマチ●ポを受け入れる!!3（11月28日、SCOOP）
- 巷で噂のレズビアンデリバリーヘルス 3 浜崎真緒 野宮さとみ（12月1日、U&K）
- 大音量でAVを流した僕を注意しにきた隣の奥さんに「僕、童貞なので素股だけでもお願いします」と頼み込んだら騎乗位で優しく抜いてくれた!（12月2日、プレステージ）
- 「お願いです!4回だけオッパイ揉ませてください!」昨年まで女子高だった学校に入学して早2年!いい事一切無し!それどころかパシリにされる日々!当然、ちょっとは告白など期待して行った修学旅行でもパシリの日々で部屋に呼び出され、色々と雑用をしていたら怖い先生が見回りにやってきて布団に隠れたら布団の中でしばらく女子と二人きり!慌てて隠れたモンだから胸が顔に当たりまくり!その状況に我慢できなくなった僕は思わず「4回だけ揉ませて!お願い!」と言った瞬間「俺は何を言っているんだ」と後悔したけど意外な反応が!!恥ずかしそうに「いいよ」と言ってうなずいたんです!（12月6日、Hunter）
- 「4人の美人姉がおとなしい弟を溺愛するあまりひとつ屋根の下で近親姦通しているアダルトビデオのような家族は実在した?!」（12月6日、DANDY）
- 首絞め絶頂痙攣失禁痴漢 超満員電車で身動きの取れないウブ女子高生に首絞め痙攣失禁痴漢で白目むき出しで痙攣しながら失禁するほど感じさせろ!!（12月6日、アパッチ）
- 家庭教師が童貞の教え子1●才の子供を妊娠 禁断の快楽に溺れるショタコン家庭教師 ダブルキャストSP（12月12日、V&R PRODUCE）
- 最高級三ツ星巨乳ホテルコンシェルジュのSEXスイートサービス… 4時間 5（12月12日、BAZOOKA）
- 素人男子射精いじめ 浜崎真緒が素人男子のギン勃ちチ○コを手コキで!フェラで!!膣内で!? スレンダーEカップのスペシャルBODYを全て使って金玉が空っぽになるまでイカせまくりました。（12月20日、アマチュアインディーズ）
- 姉弟性交セミナー 中出しSP（12月20日、SODクリエイト）
- ほろ酔いママ(義母)はエッチモード突入でベッタリ甘えてくるから困る。パパと再婚した女は若い女子でなじめず家を出て一人暮らしを始めた僕。ある日、夫婦で訪ねてきて僕と仲良くなろうと気をつかってくるママはお酒を飲むとエロくなるタイプらしく密着してくるので、我慢できずこっそりハメて仲良くなって家族円満。（12月20日、SWITCH）
- 寝ている姉に媚薬を塗ってイタズラしていたら効き過ぎてガチ生ハメを求められて、もう発射しそうなのにカニばさみでロックされて逃げられない!（12月20日、アイエナジー）
- 混浴温泉で思いきって堂々と勃起してみたら、たまたま入浴していた女性客がチラ見どころか我を忘れてガン見急接近!5（12月20日、Hunter）
- 羞恥レズ痴漢 若い女性に大人気のリゾート地でレズ痴漢され周りに友人や彼氏、家族がいるのに感じてしまい、恥ずかしさのあまり声も出せずに犯されてしまうウブ巨乳娘たち!（12月20日、アパッチ）

- ノーパンでオマ○コをチラ見せさせて男を誘惑してくるドスケベ女たち（1月3日、OFFICE K’S）
- 穴パンディルドオナニー（1月3日、OFFICE K’S）
- 欲求不満妻たちのセンズリ鑑賞 其の十（1月3日、OFFICE K’S）
- ゴールデンタイム! おっぱい乱交（1月7日、ゴールデンタイム）
- 親に隠れてこっそり兄妹近親相姦!親の前ではわざと兄妹ケンカ!しかし、実は兄妹以上の関係で二人きりになるとすぐに近親相姦セックスを始める!（1月7日、ゴールデンタイム）
- 女子校生図書館痴漢 図書館のエッチな美術本を読んでいるメガネ女子は実は感じているのでお尻に軽く触れただけで足をガクガク震わせて濡れまくる!（1月7日、ゴールデンタイム）
- 満員バスで逃げられず背後から長時間ねっとりと乳揉み痴漢され感じてしまった巨乳女2（1月8日、ナチュラルハイ）
- 本番禁止の都内有名回春エステでただ口説いてハメるだけじゃつまらない!エステティシャンが自ら挿入してきて生で中出しするまで（1月8日、アイエナジー）
- 学校と家との往復ばかりで何の刺激もない僕の生活だったけど、ある日泊りに来ていた姉友のシャワー姿がガラス越しにはっきり透けて見えていたので、僕は勃起しながらガラス一枚へだてて堂々とのぞき!えっ!?まさか…シャワーを使ってオナニーしてる!?これはラッキー!こんなチャンス二度と無い!と思い、夢中でのぞいていたら、うっかり姉友に見つかり最悪な展開。しかし「お姉ちゃんには絶対言わないで!その代わり…」と僕の勃起チ○ポをつかんでHの交換条件を出してきた!!3（1月8日、Hunter）
- 全身ベロベロ舐めまくりド痴女（1月9日、REAL）
- 緊縛令嬢姉妹 初美沙希 浜崎真緒（1月9日、Million）
- 断りきれずに中出しされる老人介護ホームヘルパー（1月9日、TMA）
- 本気で感じるディルドオナニー Vol.3（1月21日、虎堂）
- 完全主観 ずっと見つめてダブルフェラチオ（1月21日、OFFICE K’S）
- ゆれうごく 不倫妻の告白（1月22日、タカラ映像）
- 真正中出し解禁（1月22日、SOD）
- 怒られたい（1月22日、アマチュアインディーズ）
- 酔った夫に頼まれて仕方なく舐めだした美人妻のフェラ尻に我慢できず後ろから即ハメ4（1月22日、ナチュラルハイ）
- 潮が出なくなるまで繰り返しイカされ続け何をされても絶頂しまくる全身性感帯女（1月22日、ナチュラルハイ）
- ブラコン6姉妹と欲求不満なママに一線を越えてはイケない関係を求められた僕は家族でただ一人の男。しかも毎日チ○ポを可愛いがられて精子を作るヒマもない!（1月22日、SWITCH）
- 温泉宿で大ラッキー!酔った女子大生とまさかのエロ飲み会!中年男の悠々自適の一人旅。都会の喧騒を離れ閑静な温泉宿のはずが…。隣りの部屋の女子大生たちがうるさすぎる! 意を決して文句を言おうと乗りこんだら、酔っ払ってどんちゃん騒ぎの女子大生たちの輪の中に引き込まれてしまい、あれよ、あれよという間に酒池肉林!?2（1月22日、Hunter）
- 土下座セックス 万引きした奥様を捕まえて、土下座謝罪強要!ガラ空きになったケツを上げて勃起チ○ポ挿入!（1月22日、サディスティックヴィレッジ）
- AV撮影現場を覗いてみませんか? イヤらしすぎる女性スタッフ達が撮影現場でチョメチョメしちゃった!! 3（1月23日、SCOOP）
- 満員バスでむっちり尻が密着してきたんで、勃起チ〇コがミニスカートめくり上げて、こりゃもうハメるしかない!（2月5日、SWITCH）
- デリヘル呼んだら幼い頃一緒に遊んだ従姉妹が来た…（2月5日、サディスティックヴィレッジ）
- 男子禁制の巨乳女子寮に勃起生チ○ポがやってきた!!（2月6日、クリスタル映像）
- 人妻ランジェリー（2月6日、光夜蝶）
- お色気ムンムン!セックスができる黒パンストエロ整体院（2月13日、カルマ）
- 一度ハメたチ○ポを、男湯で“生挿入して”探してこれたら100万円…のはずが見知らぬ他人チ○ポを何本も生ハメして暴発真正中出し!! 2（2月19日、SODクリエイト）
- キャリアウーマン理性ぶっ飛び露出 お堅いキャリアウーマンが出張先の旅館で盛られた媚薬が効き過ぎて理性がぶっ飛び旅館(大浴場や大広間など)で自ら足を広げマ○コ丸出しイキ潮大噴射&大量失禁!淫語を言いながら肉棒を求めるド淫乱女に豹変!!（2月19日、アパッチ）
- 初めてのディルドオナニーなのに高速ピストンで腰を振る素人娘が凄すぎる!!（2月20日、映天）
- 出張先のホテルで襲われた新人OL押し込みレイプ映像（2月27日、青空ソフト）
- おっぱいが大きくてエッチな僕の妹の性癖 いまどきの女子校生 まおちゃん（2月28日、Jump-av）
- ランナーズレイプ（3月1日、NIRVANA）
- 秘すれば花なり ～レズビアンなお姉さまたち～ 浜崎真緒 保坂えり（3月1日、U&K）
- 私、本名でセックスしてました。浜崎真緒（3月6日、無名時代）
- マセガキいたずらマッサージ 母性本能をくすぐられおっぱい・マ○コに連続発射させてくれた巨乳保母さん（3月15日、ピーターズ）
- 「お父様、責任取ってください(ハート)」息子の嫁さんのパンチラ誘惑に義父のチ○ポはビンビン 息子や妻にバレないようにこっそりハメさせてくれた（3月19日、SWITCH）[要出典]
- JK姉妹をレズ調教するレズビアン家庭教師 ～美人教師と2人姉妹＆清楚系教師と3人姉妹～（3月19日、Hunter）
- 汗まみれヌードヨガ教室1（3月20日、MAD）
- 中出し人妻不倫旅行38（3月25日、ビッグモーカル）
- 美少女厳選!!少女の激イキオナニー（3月31日、Jump-av）
- 壮絶発狂M調教! 瀕死の中出しセックス（4月3日、h.m.p）
- ネトラセーゼ 実の兄に妻を寝取らせる話し（4月9日、タカラ映像）
- 10代は生理前より生理後が超ヤリたがりモード!「ウソ!何でこんなに濡れてるの?」生理直後でヤリたがりの超敏感娘になっている女子高生はちょっとした事で爆濡れ状態!自分の濡れに気づき初めて糸を引く程のマン汁を見た途端、抑えていた理性が崩壊し男を襲う!（4月9日、Hunter）
- ADの妹のお泊まり会を隠し撮りしたら、女子校生たちの過激な映像が撮れた!（4月9日、Hunter）
- こちら全裸家政婦派遣所巨乳課 浜崎真緒です。（4月10日、なでしこ）
- 巨乳美女と逆3P中出しハーレムSEX 浜崎真緒 水野朝陽（4月13日、MOODYZ）
- 汗と愛液。繰り返す絶頂。（4月19日、TEPPAN）
- 縛り拷問覚醒（4月19日、バミューダ）
- 【浜崎真緒】に我慢できないM王たち（4月19日、M男パラダイス）
- 乱交でレズれ!（4月19日、レズれ!）
- 「お父さん♡ 娘にチ○コ硬くしちゃダメでしょ!」再婚した妻の娘達とウハウハ同居生活。家では無防備なノーブラとパンチラに勃起してたら、そっと握ってはなさない!（4月23日、SWITCH）
- CA飛行機痴漢 豪華版 中出しスペシャル（4月23日、ナチュラルハイ）
- オンナ（女教師・女子生徒）からSEXを求められる特殊な学園生活 倉多まお 浜崎真緒 佳苗るか 保坂えり（4月24日、UMANAMI）
- 「ま、まさかウチの女房が…」旦那とはご無沙汰で欲求不満な人妻は、旦那の出張中にピザ屋の配達員にノーブラ乳首をチラつかせ自宅の玄関で誘惑!!生理前に高まった性欲の処理をしていた一部始終。（4月24日、GIGOLO）
- 巨乳女教師が教えるハーレム中出し学園 浜崎真緒 香山美桜 水野朝陽 篠田あゆみ（4月25日、本中）
- ボディジャックZERO 憑依アプリ誕生編（5月9日、ROCKET）
- 媚薬痴漢10 女教師/キャンギャル/家政婦/仲居…働く女限定SP（5月9日、ナチュラルハイ）
- W高身長お姉さんのハーレム逆3P（5月13日、E-BODY）
- 超ドアップでおま○こ＊アナルくぱあ～ 私だけを見てみてオナニー 絶頂イキまくり4時間10人（5月15日、プリモ）
- 巨乳美女ばかりが何故か行列をつくる池袋にある育乳エステサロン!!その秘密は媚薬入り豊乳アロマオイル!!（5月19日、OPPAI）
- 淫語彼女（5月19日、ドグマ）
- 【新宿Mヤプー】監修 ネオ痴女『浜崎真緒』 甘い体臭体液足臭責め（5月19日、MEGAMI）
- ノーモザイク・レズれ!（5月19日、レズれ!）
- 糸引くほどの濃厚で濃密な接吻に溺れる若妻たち あなた、ごめんなさい…背徳の情交3本立て（5月21日、ヒビノ）
- 夢の近親相姦! 年頃の姉貴達と家族でたった一人の弟の僕が…ミニスカパンチラに勃起してることに気付いてみんなにバレないように挿入させてくれました（5月21日、SWITCH）
- 箱根に遊びに来ていた巨乳女子大生限定! 男湯で初めての密着泡洗体してみませんか?見知らぬ男性客の身体をチ●ポの先までおっぱいで洗う過激洗体ミッションで火照りだすオマ●コ!性欲が恥ずかしさを上回り、素人娘が妊娠をかえりみない生チ●ポ挿入! 5人全員生中出し!!（5月21日、DEEP'S）
- 「このオンナ、最上級。Deluxe」＃16 Mao（5月22日、プレステージ）
- 夜行バスでもたれかかってきた隣の席の女の子。可愛い吐息、匂い、温もりに我慢できず思わず触ってみると声を押し殺しながらもまんざらでもない反応だったので、そのまま最後までやっちゃいました! 2（5月22日、SCOOP）
- セレブ妻ムチ尻Tバック限定ナンパ中出し 5（5月22日、GIGLO）
- お兄ちゃん誕生日おめでとう!と、処女と思ってた天使の妹が俺と同じ位のキモメン相手とのハメ撮りDVDをプレゼントしてきた。 しかも中出しされてメス顔してた。俺、童貞引きこもりニートは、寝取られ気分でただそれを見てるだけ。何年も前からヤリたくてもヤリたくても我慢してたのに!!（5月25日、本中）
- シゲキMax!!手コキ男犯 連射・男の潮吹き・尿道・亀頭・睾丸責め（5月25日、MEGAMI）
- 妻ネトリ（5月29日、ZIZ）
- Wキャスト浜崎真緒 千乃あずみ（6月1日、TEPPAN）
- 幼馴染とHごっこで素股状態!でヌルヌルで“ズボ”小中そして高校生になった今も女の子に全くモテないボクとは対照的に幼馴染はクラスでマドンナ的存在に!!学校では奥手で真面目ぶっているが実は超スケベでHな事に興味津々!!興味あるくせにビビリなもんだから「Hごっこしよう!」と言ってボクでHな事を色々試そうとするんです!ある日、Hごっこだった遊びがエスカレートして素股状態に!!幼馴染の腰の動きが止まらなくなりボクも気持ちよくなり腰を動かしていたら「ダメ、ダメ、それ以上動いたら入っちゃうそれじゃSEXになっちゃう」と息を荒くして…（6月6日、Hunter）
- 社員旅行で女子社員に囲まれて男は僕1人の王様ゲーム!女性だらけの会社に就職してしまった僕。毎日、お茶くみや雑用等なんでも押し付けられている僕なので、社員旅行で温泉旅館に行っても状況は同じでまったく気が休まらない。でも僕をいつもパシリにしている上司の言い出した『王様ゲーム』で超楽しい社員旅行に激変!「王様の命令は絶対!」なので、嫌がりながらも意外とノリノリでエロい命令にも従い予想外にオイシイ思いができた!4（6月6日、Hunter）
- 欲求不満新妻の止まらない打ちつけ騎乗位!悪評高いセクハラエステサロンと知りながらもやって来る新婚なのにセックスレスで欲求不満!もちろんセクハラ程度のマッサージでは我慢できず自らマッサージ師に股がり騎乗位で何度も何度も腰を打ちつけてイキまくる!（6月6日、アパッチ）
- 極上 癒し系従順痴女 イキ過ぎるご奉仕グラマラス。（6月13日、HERO）
- 屈辱と恥辱のウエディングドレス 奴隷花嫁 2（6月18日、ROCKET）
- 女子社員だけの部署で男は一人、黒パンストから透けたパンチラが僕の勃起を誘う。実は!!女子全員が手を出してもらいたくってウズウズ待っているのです（6月18日、SWITCH）
- 新感覚素人ナンパ痴漢 街で声をかけられ『痴漢撃退法の体験モニター』だと騙されやって来た素人娘に抵抗もさせずに羞恥凌辱痴漢でマ●コ痙攣!失禁する程感じさせろ!高学歴お嬢様女子校生6人バージョン（6月18日、アパッチ）
- 暗闇 × 淫語バーチャルリアリティー陵辱 & 従順制服が初々しい新入女子社員完墜ち編（6月26日、ワンダフル）
- 不倫セックス中、旦那からの着信。不倫相手に促され電話に出たが…バレたら家庭崩壊!?必死に喘ぎ声を押し殺すもスリルで感度が急上昇した人妻の腰の動きが止まらない!!（6月26日、GIGLO）
- チンコびんびん!! 少女のチンコ遊びvol.2（6月30日、Jump-av）
- 浜崎真緒のデカ尻は僕の性処理道具（7月1日、ABC/妄想族）
- 初めてのディルドオナニーで大量の白濁マン汁を溢れさせながらカメラを忘れて感じまくっちゃった素人娘（7月3日、虎堂）
- 意外と知らない!?素人娘のマ●コの洗い方（7月3日、虎堂）
- パイスラさせておっぱいを強調させながら街を出歩くような素人娘は絶対スケベなはず!!突撃ナンパで生ハメ中出しまでヤレるか!?（7月3日、虎堂）
- イッてもやめない 素人娘の悶絶手コキ責め（7月3日、虎堂）
- お姉さん、オマ●コ舐めさせて下さい!!イッてもやめないクンニで悶えまくる素人娘たち2（7月3日、虎堂）
- アナル舐めで悶える素人娘（7月3日、OFFICE K’S）
- 縦セタマニア（7月3日、OFFICE K’S）
- JK二人でオマンコおっぴろげコレクション（7月3日、OFFICE K’S）
- 「お爺ちゃんだから油断しちゃった!」近所のイタズラ爺さん達に着替えを覗かれ復活した性欲に串刺しにされた若妻達（7月9日、SWITCH）
- もしも巨チンの僕が巨乳女性客だらけの銭湯の番台だったら… 波多野結衣 浜崎真緒 川菜美鈴 青葉優香（7月10日、BAZOOKA）
- 下品な淫語を連発するスケベ女のディルドオナニー4時間（7月10日、REAL）
- 浜崎真緒スーパーベスト4時間（7月13日、マルクス兄弟）※単体ベスト
- 働く女のおマ●コおっぴろげコレクション（7月17日、OFFICE K’S）
- パンスト地獄（7月17日、OFFICE K’S）
- まさかの本番回春エステサロン 第一報 〜セックス推奨の痴女しか働けないお店〜（7月17日、映天）
- 家族や旦那がいないときに、内緒で自宅撮影会をヤリたがる欲求不満の女たち（7月17日、映天）
- この快楽… 知ったらもう戻れない!! 馬並みディルドでポルチオ開発&超濃厚媚薬オイル漬けにして強制発情状態が続くと女は一体どうなるのか!? 浜崎真緒（7月24日、UMANAMI）
- チーム対抗 逆ナンパでルーレットの旅!! in 中央線沿線編 上原亜衣 浜崎真緒 乙葉ななせ 若月まりあ（7月24日、UMANAMI）
- 働くお姉さん達にセンズリ見てもらいました 5時間撮り下ろし10名（7月24日、S級素人）
- 真面目な女子がお酒で赤面エロスイッチONその時知り合いが隣で寝ている「ナイショだよ…?」と誘って来る彼女の酔って火照ったTバック尻に勃起しないワケ無い!!（7月24日、SCOOP）
- おじさん食堂03 「凄い気持ちいいんだもん…キス…」キスするとすっごい濡れちゃうんです…と告白する位に敏感な奥さんの手料理とセックスが二つの意味でオイシイ。（7月25日、ビッグモーカル）
- 中出し巨乳奴隷ソープ（7月25日、ビッグモーカル）
- ガチンコ全裸レズバトル 2 浜崎真緒 西条沙羅 水原さな（8月6日、ROCKET）
- ウォータースライダーで水着が外れちゃっておっぱい丸見え!女性に人気のリゾートホテルのプールは気持ちと肩紐が緩んだ女性たちだらけで、男はたまたまボクひとり! しかも水着から乳首をチラリさせていたり、お尻がハミ出していたりして隙だらけ!（8月6日、Hunter）
- 美人トイレ清掃員に強引にしびれ薬を飲ませ身体の自由を奪い、地面を這いつくばりながら逃げようとするエロ尻をもてあそび、逃げても逃げても容赦なくバックからガンガン突きまくってヤリました!（8月6日、アパッチ）
- 「フェラ上手すぎっ!」（8月7日、虎堂）
- 124分間ノンストップ撮影、ノーカット編集で生中出し32連発に長時間お掃除フェラ!!（8月7日、FS.KnightsVisual）
- JK自画撮りお漏らしディルドオナニー（8月7日、OFFICE K’S）
- レズクンニリングス 5（8月7日、OFFICE K’S）
- ショック!巨乳過ぎるお姉ちゃんがドストライクだった!家族旅行でお姉ちゃんの背中を流してたらびっくりするくらいチ○ポが反応!まさかの超勃起!（8月7日、ゴールデンタイム）
- 焦らして焦らして契約をとる寸止め性保レディ 3（8月14日、BAZOOKA）
- Mごっくんエンジェル 浜崎真緒（8月19日、エムズビデオグループ）
- 「空中ヨガ教室で女性用バイ○グラを飲まされ無重力状態で何度も空中イキするガンギマリ妻」VOL.1（8月20日、DANDY）
- ネットカフェでオナニーしている女の子に注意したら欲求不満だったのか、その場でチ○ポハメてとお願いされた!（8月21日、虎堂）
- 直下型大失禁!! !Vol.3 女子校のトイレでオナニー中に小便を漏らす10人の女たち（8月21日、映天）
- 夜遅く外回りから戻ると… 一人で残業していた同僚OLのオナニーを見てしまった!「何でもするから誰にも言わないで!」と懇願してきたので、一度したかった緊縛調教してみたら失禁するほどイキまくった!!（8月28日、UMANAMI）
- 東京六大学高学歴現役大学生カップル限定!催眠検証番組と称してエッチな催眠をかけたら、彼女が予想以上に効いてしまって白目を剥くほどブッ飛んだSEXをしながら他人のチ●コも欲しがって彼氏の前で寝取られ大量生中出し!!（8月28日、UMANAMI）
- もしも僕の姉が浜崎真緒ちゃんと紺野ひかるちゃんだったらきっとこうなる…（9月1日、GLAY'z）
- 100人×中出し2015 絶対に濡れてはイケない孕ませ学校（9月1日、本中）※AV OPEN 2015エントリー作品
- え?!特撮?驚愕のメガ潮10リットル! ガチイキ・マジヤバ絶頂アクメでジェット潮吹き（9月1日、Fetish Box/妄想族）※AV OPEN 2015エントリー作品
- 今年から共学になったヤリマン女子校に入学したら…まさかのヤリチンに!去年まで女子校しかも地元でヤリマン高校として有名だった高校が共学になったので、女に無縁なボクは期待とアソコを膨らませて入学!!いざ入学すると男はなんと学校で2人しかいないもんだから、学校中の女子たちが授業中・休み時間・放課後…時間も場所も考えずエロい目で誘惑してくるんです!!とにかく男というだけでモテまくってヤリまくり!登校=SEXの毎日!我が生涯に一片の悔い無し!（9月1日、Hunter）※AV OPEN 2015エントリー作品
- M男ご奉仕エステサロン 〜M男の在籍するS女の為のエステサロン〜（9月4日、OFFICE K’S）
- 浜崎真緒、123発の精子飲む。（9月4日、ワープエンタテインメント）
- ドS美少女は ドM男を徹底的にイジメ抜く（9月7日、M男パラダイス）
- 「生でいいから挿れて!お願い!先っちょだけでもいいから…」突然出来たお姉ちゃんは僕を狙っている!イヤ、僕のチ○コを狙っている!だってヤリマン女子校出身だから…。父親が再婚して突然、お姉ちゃんが出来た!しかもカワイクて巨乳でお姉ちゃんと思える気がしない!しかもしかも流石はヤリマン女子校出身。とにかくスケベさが全面に出ていて目のやり場に困ってしまう格好! 当然、今までにないこの環境で勃起しない方が無理!! いたるところで勃起しまくり!それがお姉ちゃんのヤリマン心に再び火を付けたみたいで…僕が寝ている時に寝込みを襲って無理やり勃起させて「生でもいいから挿れて」と言ってきたんです!! 当然、瞬きしている内に挿れられてしまい中折れするまで何度も中出しさせられちゃいました!!（※多分3回は最低でも中に出しちゃいました）（9月10日、Hunter）
- とってもエッチで過激な痴女ナースたち2 〜おさまらない勃起症状は私たちにお任せ〜 松嶋葵 浜崎真緒 香山美桜 愛原さえ（9月11日、BAZOOKA）
- 自分だけが気持ちいいレイプはもうやめた!ベテラン強姦魔の僕が相手をイカせることに専念して90分後、みずからチ○ポをしゃぶる/勝手にハメる/中出し懇願するウソみたいな淫乱女に変貌した（9月11日、EROTICA）
- 「アイツにはまっとうな人生を歩んでほしい…」風俗バイトが発覚した妹をあえての本指名!今すぐ辞めさせようと説得をはじめて15分後、聞く耳をもたない妹に最後の手段として強制イラマチオ/禁止の本番行為/膣奥中出し（9月11日、EROTICA）
- 人体固定ごっくん便器（9月13日、MOODYZ）
- 竿・金玉・アナルの究極3点同時責め! 下半身3点責め!Vol.5（9月18日、OFFICE K’S）
- 女子校生の美尻ディルドオナニー（9月18日、虎堂）
- 素人エステナンパ 6 【悪徳サロンの性感エステ】でイカされちゃった素人娘 4時間（9月18日、映天）
- 金粉大全集 12人180分スペシャル!豪華絢爛女優たちのエロく輝く狂宴!（9月19日、バミューダ）
- イケイケ黒ギャル3人組に占拠された我が家 香山美桜 倉多まお 浜崎真緒（9月19日、kira☆kira）
- 友達そっちのけで勃起をガン見?巨乳が水着からこぼれ落ちそうだけどわざとですか??温泉スパリゾートに来ている自分の魅力(巨乳)に全く気づいていない女性は今にも胸が飛び出そうな小さな水着を着て無意識のうちに僕を惑わせ勃起させる! こんな子に限って見た目とは裏腹に超純情で勃起チ○ポを見た瞬間、恥ずかしがりつつも発情!（9月24日、Hunter）
- えっ………!? ベランダに裸同然の見知らぬ女!いまだやって来ないモテ期を信じている僕の趣味は、部屋の薄い壁に耳を当て、隣に住むイケメンが連れこんだ女のあえぎ声を盗み聞きしながらシコる事。ある日いつものように盗み聞きしようとしたら、目を疑うような光景が!なんと裸同然の女性がベランダに! イケメンと彼女がエッチの真っ最中に本命彼女がやってきてしまい、裸同然のままのベランダに出されてしまったとのこと。逃げ場を失った彼女は僕の部屋に助けを求めやってきた。裸同然過ぎてチラチラ見えるおっぱいやお尻はエロく当然、僕はフル勃起。しかもモロバレ!そんな微妙な空気の中、隣のイケメンと本命彼女のHな声が聞こえてきてしまい、出会ったばかりの2人は…（9月24日、Hunter）
- 女子に囲まれて男は僕ひとり!?の王様ゲーム 放課後の教室で女子だけでやっている王様ゲームに遭遇。偶然その場を見てしまった僕は拒否権無しの強制参加!普段からクラスの女子にはひどい扱いを受けているので、ビビリながらもメンバーに加わったら予想外のオイシイ展開に…。[王様の命令は絶対!]このルールのおかげで僕は放課後のエロ大王になれた!7（9月24日、Hunter）
- アイアンクリムゾン 5 浜崎真緒（9月25日、ダスッ!）
- 縛られた美人秘書Ⅱ 〜苦痛と快楽のオフィス緊縛〜（9月25日、ビッグモーカル）
- 白昼のオフィスをタイトスカートで歩きまわり男性社員を誘惑する女に媚薬をたっぷり塗ったチ●ポで即ハメしたらアヘ顔で痙攣しながらイキまくった（9月25日、UMANAMI）
- 淫らな言葉ぶっかけてあげるわ 官能淫語プレイ（9月30日、ジャネス）
- 洗脳マンション-セ●ヴィ恵比寿3J-（10月1日、催眠研究所）
- ゴージャスボディーがしゃぶりつく（10月1日、Fetish Box/妄想族）
- THE巨乳女子校生 放課後♡爆乳レッスン（10月2日、ドリームチケット）
- 怒る女 罵倒淫語でイカせてやんよ!!（10月2日、OFFICE K’S）
- レイプクンニ（10月2日、OFFICE K’S）
- 巨乳でサンド!奇跡の3P!母が再婚して突然出来た2人の姉（巨乳）と川の字で寝てたら寝相が悪く服がはだけ巨乳が露わに!しかも両側から顔を巨乳で挟まれて窒息寸前超勃起!その勃起がバレてしまい…（10月7日、ゴールデンタイム）
- 上原花恋、HIKARI、浜崎真緒の凄テクハーレムを我慢できたらご褒美中出し（10月8日、ROCKET）
- 抜かずの無許可中出し5連発!仕事中もサボってばかり!残業あっても勝手に定時退社!可愛いからと他の社員からチヤホヤされてヤリたい放題の新人OL!そんな彼女と組まされたおかげで仕事は失敗続き!彼女のせいでオレまで残業させられる羽目になったのに堂々と居眠りしている彼女にとうとうぶち切れしてセクハラ!起きてもお構いなしに押し倒し、抜かずの無許可中出し5連発キメてヤリました!（10月8日、アパッチ）
- W巨乳擦りつけ痴漢 満員電車で身動きの取れない2人のデカぱい娘の巨乳と巨乳を擦り合わせて感じさせろ（10月8日、アパッチ）
- mow的 ちんぐり騎乗位（10月16日、OFFICE K’S）
- 寝取られレズビアン（10月16日、OFFICE K’S）
- 逆レイプ魔 ～男の精液を搾り尽くすオンナたち～（10月19日、M男パラダイス）
- 同室にお見舞いにくるのは生足女子ばっかりで、モテない僕は日替わり無防備パンチラにチ○ポだけ元気になり、こっそりカーテン越しに痴漢してみた。見て見ぬフリしてた看護師さんもお見舞い女子たちも僕の勃起チ○ポに抑え切れない女ガマン汁、6つのマ○コにのっかられちゃった!（10月22日、SWITCH）
- 男は僕以外全員女性のシェアハウスで王様ゲーム!田舎から上京し、安いという理由で選んだシェアハウスの他の住人がまさかの全員女性!男が僕1人なもんだから非常に肩身が狭いし、僕が冴えない男なもんだからコキ使われまくり!そんなある日、女性住人たちから「1人でも男がいた方が盛り上がる」という理由で王様ゲームに強制参加させられる事に。どうせまた嫌な思いでもするんだろうと思いきや、「王様の命令は絶対!」というルールのおかげで女性住人同士のレズ行為が見れたり、僕もかなりエッチな事が出来ちゃいました!（10月22日、Hunter）
- 街行くお嬢さんがおち〇ちんスケッチ!（10月22日、ATOM）
- 媚薬入りホットドック移動販売車がイクっ!in原宿 若い女の子が集まる人気スポットで移動販売車で媚薬入りのホットドックを販売!媚薬が回り気付かぬうちにキマリ始めた敏感美女を車の陰に連れ込みバックで犯す!（10月22日、アパッチ）
- 帰宅時間を襲って這いつくばって逃げる女を後ろからねじ込み寝バック激ピストンしたら勝手に膣イキしちゃうから中に出しても問題なし（10月25日、本中）
- 弾けそうな桃尻 2 Kinky&Peach（10月30日、ジャネス）
- レズビアン・ゴースト ～死者の恋わずらい～ 芦名ユリア 浜崎真緒 宮下華奈（10月30日、Eドラ!）
- 兄は私のオナペット ♯2.まおちゃん（10月31日、Jump-av）
- 本物の超淫乱女はフェラチオしながら猛烈にオナニーもするんです（11月1日、Fetish Box/妄想族）
- むっちりBODYボンデージ（11月1日、Fetish Box/妄想族）
- 小便刑事2（11月6日、OFFICE K’S）
- CFNM★全身リップ（11月6日、ワープエンタテインメント）
- 親父の教え子はギャルママだった…。（11月7日、GALDQN）
- 公衆トイレで勝手に早ヌキ選手権!2 音羽レオン、星野ひびき、浜崎真緒、乙葉ななせが都内某駅ビルのトイレにやって来た一般男性を射精させるまで何分?（11月7日、お夜食カンパニー）
- 集団凌辱病棟 連続イカセ!大量ぶっかけ!輪姦セックス!肉体懺悔を強いられた美人女医たち（11月12日、ナチュラルハイ）
- エステで男 × 女 × 女 濡れまくり3P! 力強い男の指先 × ソフトな女の指先=爆濡れアクメ! 「男女二人組のエステティシャンに何度もイカされてしまいました…」 女性のエステティシャンの繊細な手つきと、男性エステティシャンのいやらしいテクニックで、胸と股間、上下同時にキワドイ部分を責められ続け、おかしくなるくらい気持ちよくなってしまい、気づいた時にはもうアソコは激しく洪水状態! 腰が浮くほど体が反応してしまう敏感ボディに。二人同時に責められる複数プレイの快感に目覚めた女子は、「チ○ポが欲しい」と思いがけず言ってしまう!（11月12日、Hunter）
- 鬼フェラ地獄XXVI（11月13日、REAL）
- 「ちょっとアソコを見てほしいんだけど…」ビラビラの大きさに悩む姉が相談しに来て20分後、マ○コを目の前に勃起中の僕は「見ているだけじゃわからない」と、その使いごこちも確かめるべく3本指マン/生挿入/膣中出し（11月13日、EROTICA）
- スケベな匂いの愛液が溢れるガチイキ変態ディルドオナニー VOL.2（11月19日、Fetish Box/妄想族）
- 即挿入!! 家事が捗って仕方がない美熟女（11月19日、ABC/妄想族）
- JKガン見淫語手コキ（11月20日、OFFICE K’S）
- パンチラ挑発淫語オナニー（11月20日、虎堂）
- 美尻インストラクターへの突きあげ本番トレーニングが話題の最新フィットネスクラブ ピストンジム 表参道本店（11月26日、SODクリエイト）
- スケベな柄パンスト美脚3（11月30日、ジャネス）
- 家族想いでエッチなDQN娘 まおちゃん（11月30日、Jump-av）
- むっちりプリ尻ブルマの課外授業（12月1日、Fetish Box/妄想族）
- 出張マッサージで際どい所を何度も刺激されイク寸前に終了させられた人妻は自ら延長を申し入れ挿入中出しを懇願する!4（12月1日、プレステージ）
- MEN’S潮吹きアクメ イカされて、吹かされて、イキ果てる 男の射精と潮吹き 4時間 Vol.2（12月1日、Fetish Box/妄想族）
- 痩せなかったら返金します!?挑発!ザーメン発射にコミットする巨乳インストラクター（12月3日、グローリークエスト）
- 浜崎真緒×工藤美紗 ラストレズ Dear Misa ～ From Mao（12月4日、h.m.p）
- 知ってるあの娘が風俗嬢!?こんな所でバッタリ遭遇するなんて…僕も彼女も想定外!!お茶を濁して逃げ帰るか…イヤ、冷静に考えれば彼女の方がバレたくいはず!!普段とのギャップに興奮し過ぎて生ハメ中出し!!で、収まらずお掃除フェラ射まで!!（12月4日、LEO）
- 素人娘をナンパしてディルドオナニーをお願いしたら丸呑みピストンでイキまくり!（12月4日、虎堂）
- レズビアンアスリート 〜グラマラス女子バレーボーラー・熱血!ノンストップ!!レズビアン!!!〜 篠田あゆみ 水野朝陽 浜崎真緒 春原未来 香山美桜 事原みゆ（12月7日、ビビアン）
- 黒ギャルビッチ航空へようこそ!腰フリがハンパない騎乗位フライト中出しギャルCA（12月10日、ROCKET）
- バレないように店内でバイト娘とやっちゃった俺 2（12月10日、AKNR）[30]
- 温泉で女性客の生裸を偶然目撃しちゃった俺（12月10日、AKNR）
- 酔って騒いでナマ乱交7（12月10日、プレステージ）
- もしも巨チンの僕が社長になって、強制的に女子社員にミニスカート着用で働かせてみたら… 蓮実クレア 浜崎真緒 紺野ひかる 香山美桜（12月11日、BAZOOKA）
- 胸キュン!柔らかい舌で優しく乳首を舐められ、凄腕手コキで抜かれたい（12月15日、未来）
- マッハ!!GO-!GO-!手コキ!!（12月18日、OFFICE K’S）
- 神技ピストン!素人娘の手を使わないフェラチオ（12月18日、虎堂）
- あの人にもう一度逢いたくて…イタコに口寄せをお願いしたらまさかの失敗!間違えてド淫乱女が降霊して逆レイプされちゃった!（12月18日、虎堂）
- セックスを死ぬ気で努力するギャル（12月19日、kira☆kira）
- 食ザーごっくんバイキング5（12月19日、エムズ）
- メイド中出しスペシャル 巨乳ご奉仕パラダイス（12月19日、OPPAI）
- 淫語手コキで脳内快楽中枢を刺激せよ!Vol.3 4時間SP（12月19日、Fetish Box/妄想族）
- 変態舌のアンビリーバブルな絶品フェラチオ 4時間（12月19日、Fetish Box/妄想族）
- 宙に浮くほどイキ跳ねる「エビ反り薬漬けエステ」7 完全中出しSPECIAL（12月24日、ナチュラルハイ）
- 女性に大人気のスパリゾートで見つけたほろ酔い水着娘を更に酔わせてヤッちまえ!!（12月24日、アパッチ）
- イカセ拷問 鬼犯（12月25日、REAL）
- 夫の一周忌に遺影の前で義父と姦淫するふしだらな喪服未亡人は一年ぶりのセックスでヨガりまくる不貞女だった!!（12月25日、SCOOP）
- 女子校生 マン筋パンチラ 15人（12月25日、R246’s）
- 本中5周年記念作品!! 美少女中出し島 2015（12月25日、本中）
- 肉感ハレンチ極小レオタード VOL.2（12月30日、ジャネス）

- 隣人交換 川上奈々美 浜崎真緒（1月7日、アタッカーズ）※主演は川上奈々美。浜崎は助演。
- レズビアンに囚われた女潜入捜査官 ～製薬会社に隠された秘密…単独潜入で落ちた罠～ 斉藤みゆ 浜崎真緒 羽月希 加納綾子（1月7日、ビビアン）
- ふとももユートピア（1月13日、アロマ企画）
- SEXYボンデージ BEST 3時間 浜崎真緒（1月17日、未来 フューチャー）※単体ベスト
- ベロキス中毒レズビアン Vol.2（1月19日、レズれ!）
- SODファン大感謝祭!裏ぜつりんバスツアー 脱落者救済 熱血SEX塾 発射できないダメち○ぽは私たちがお仕置きよ（1月19日、SODクリエイト）
- 濃厚接吻 姉妹レズビアン 愛し合って、舐め合って… 禁断の女同士の性行為 浜崎真緒 江上しほ（1月19日、ヒビノ）
- 媚薬漬けごっくんバス痴漢（1月19日、アパッチ）
- 母の再婚相手の家にはエッチな3人の姉が居て、連れ子の僕は毎日のように姉に精子を搾り取られた。（1月27日、TMA）
- 完全着衣の美学 胸・尻が密着するマキシワンピに発情しちゃった俺（2月2日、AKNR）
- 僕のねとられ話しを聞いてほしい 夫婦喧嘩の後に怒って出ていって昔からの友人（独身でそこそこ信頼出来る奴）の部屋に二泊して寝盗られた妻（2月7日、JET映像）
- 久しぶりに同居し始めた巨乳娘のスーツから垣間見える谷間に発情した父!娘に媚薬を飲ませると触れるだけで感じる敏感ボディに!母に隠れて大きく揺れるデカ乳を堪能しながら何度も中出し!（2月10日、V&R PURODUCE）
- 極フェラごっくん天国（2月10日、REAL）
- Twi○terで募集したファンの要望を撮影してみた 2（2月13日、セレブの友）
- 癒しの巨乳お姉さんにねっとりと犯されたい（2月14日、ジャネス）
- ドスケベ秘書のしーあがいなーほいそー系（足、長い、細い）のパンスト美脚が絡みつく中出しSEX（2月14日、ジャネス）
- マイクロビキニでドキッ! 巨乳20人! 水泳大会2016 No,1セールス記念完全版（2月16日、ROCKET）
- ガチンコ全裸女子レスリング Ⅱ 53Kg級編 浜崎真緒 江上しほ 若槻みづな 花咲いあん（2月16日、ROCKET）
- 僕のねとられ話しを聞いてほしい 夫婦喧嘩の後に怒って出ていって昔からの友人（独身でそこそこ信頼出来る奴）の部屋に二泊して寝盗られた妻（2月19日、JET映像）
- 優木涼香 AV Debut 2nd 本気イキ・エビ反り絶頂を繰り返すビアン遊戯3本番（3月2日、SODクリエイト）
- 憧れの母性溢れるデカ乳義母に欲情した童貞息子が優しいパイズリを懇願!柔らかな胸に挟まれて勃起が止まらずまさかの生チ○ポ挿入!大きなオッパイ揺らしながら早漏過ぎて何度も中出し!（3月10日、V&R PRODUCE）
- おもらしが止まらない巨乳OLの大失禁（3月13日、セレブの友）
- 肉感巨尻ディルドオナニー（3月14日、ジャネス）
- オシャブリーナ フェラチオがしたくてたまらないおしゃぶり痴女（3月20日、Fetish Box/妄想族）
- お、お義父様やめて下さい…。息子は恋敵 ドM妻は義父（ワシ）のもの 寝取られ近親相姦（3月25日、ビッグモーカル）
- 絶対的パンストまにあ（4月11日、ジャネス）
- 浜崎真緒 SPECIAL BEST 4時間（4月28日、TMA）※単体ベスト
- 『ナマ』という言葉に異常反応する隣の敏感妻。旦那にバレないように寝取る! (NTR)（4月25日、ビッグモーカル）
- 【超絶倫】ちっちゃい小悪魔シスターズ。思春期を迎えた可愛い妹と仲良し姉の姪っ子姉妹が僕のズルむけチ○ポに興味津々!性春チビマ○コの超積極的な誘惑にイキおいあまって姉妹どんぶり。（5月13日、EROTICA）
- クレーム対応に来た女が僕を難癖つけるクレーマーだと決めつけ上から目線で抗議してきた!が、自らのミスが発覚!ここぞとばかりに全裸マンびらき謝罪を要求!涙を流してお漏らしするまで生ハメガン突き中出しセックスしてやりました。（5月18日、アイエナジー）
- アナルを舐めさせられた借金妻 2（5月25日、セレブの友）
- スーパー手コキ大図鑑 絶品手コキペディア 4時間（6月1日、Fetish Box/妄想族）※単体ベスト
- おしっこ商事 (株)（6月1日、グローリークエスト）
- 初アナル解禁SEX 浜崎真緒（6月14日、セレブの友）
- ガニ股調教レズビアン 浜崎真緒 麻里梨夏（6月16日、OFFICE K’S）
- 胸糞注意!! 寝取られビデオレター 快楽媚薬調教で他人棒を受け入れ、生ハメ中出しされたNTR美人妻たち（6月16日、OFFICE K'S）
- 金返せ!バカヤロー!! 自己破産はさせねーぞ!! 債務者の娘はよくできた親孝行売女… 身体を売って返済します まお（6月23日、KIller Whell/MERCURY）
- 胸の形が強調される軟乳パイスラ女子に発情しちゃった俺（8月10日、AKNR）
- スーパーガチンコ全裸レズバトルDYNAMITE2017 シリーズ優勝者とレジェンド女優が夢の共演 ～史上最大最強レズ女王決定8人制トーナメント～（9月1日、ROCKET）※「AV OPEN 2017」ドキュメンタリー部門 エントリー作品
- レズGAL猥褻!! BIKINIマニア!!! ～爆乳潮吹きビキニモデル×ど淫乱サーファーGAL～ 上原花恋 浜崎真緒（9月1日、U&K）
- 素人童貞救済企画!10分間有名女優の挿入の誘いをガマンできたら賞金10万円（9月21日、アイエナジー）
- HYPER電マサドル自転車（9月21日、ROCKET）
- 買ったばかりのハンモックで寝ていたノーブラ巨乳姉のおっぱいがトコロテン状態!（9月21日、ROCKET）
- 催眠光線で支配された大学テニスサークル（10月19日、SODクリエイト）
- 寝取られた妻 情けないけど鬱勃起する夫（10月20日、STAR PARADISE）
- こんなお店があったらいいなシリーズ 本日開店!おしっこかき氷屋さん（10月20日、レイディックス）
- アナル志願ドM少女とハードレズ愛好女による尻穴拡張レズビアン 舞園かりん 浜崎真緒（10月25日、ビビアン）
- 浜崎真緒 Premium Best 8時間（10月25日、jump-av）※単体ベスト
- 悪の女幹部デスクイーン ヒーロー奴隷化計画（10月27日、GIGA）
- むかつく先輩の彼女をDQN返しで寝取っちゃった俺 2（11月2日、AKNR）
- ノンストップ陵辱 9（11月13日、セレブの友）
- 寝取られた妻 情けないけど鬱勃起する夫（11月20日、STAR PARADISE）
- 淫乱女優限定!大酒飲み泥酔大乱交（11月25日、セレブの友）
- お節介なヤンキー姉貴のスペシャルED治療（12月8日、BAZOOKA）
- 浜崎真緒の下品ガニ股潮吹き4SEX（12月13日、セレブの友）
- 水野朝陽にソーププレイでイカされたい浜崎真緒 くびれ巨乳が絡み合うイキ潮吹き79回 冬愛ことね 浜崎真緒 新村あかり（12月19日、ビビアン）
- SODファン大感謝祭!歴代専属女優大集合!SODStar2名を含む超豪華人気女優16名と一般募集素人ファンによる夢の大乱交1泊2日!総発射数68発!射精無制限ぜつりんバスツアー 2 (※素人男性18名参加)（12月21日、SODクリエイト）
- ガチンコレズ貝合わせ相撲 ～Tribbing fight～ 黒木いくみ 浜崎真緒 碧しの 小西まりえ（12月21日、ROCKET）
- 狂乱ノンストップ同性愛 浜崎真緒 二宮和香 紺野ひかる 橋下まこ（12月25日、セレブの友）

- 年上のボインお姉ちゃんたちが僕の生意気チ○コに性教育!「子供のくせに絶倫だョ」大喜びのお姉ちゃんたちに何回も白いオシッコ出されちゃった。 (1月11日、SWITCH)
- 怪盗ブリリアントキャット (1月12日、GIGA)
- 「私も子供が欲しい!」保育園で働くデカ乳保母さんが同僚の男に悩みを相談!妊娠願望強すぎて母性溢れるオッパイでまさかの授乳手コキ!衰え知らずの若いチ○ポを自ら挿入しデカ乳激揺れさせながら何度も中出し懇願! (1月12日、V&R PRODUCE)
- 熱狂女神拷問哀歌 -残酷処刑台のアマゾネス咆哮絶頂- EPISODE-01 必殺女仕置人の淫液垂れ流し地獄 (1月19日、Baby Entertainment)
- 『今日だけあなたの愛人でいさせてください』限られた時間だから燃え上がるハメっぱなしの密着濃厚SEX!!! (2月1日、MILK)
- もう～まさにアニメ!解れた糸を引っ張るとみるみる服が短くなっていくwww 2（2月8日、AKNR)
- 全裸で城攻め! 戦国レズ合戦（2月8日、ROCKET）
- まさかの乳首テロ勃発!働く美女にいきなり乳首責めされちゃった俺（2月22日、AKNR）
- 威圧系 痴女 浜崎真緒 安いピンサロしか行けないこのクソニート野郎!（3月1日、レイディックス）
- 完全M男化ペット生活 ～真緒様…、僕だけをイ●メテ下さい～（3月8日、AKNR）
- 家事代行サービスのバイトを始めた妻がゴミ屋敷の住人たちに不潔ザーメンを何度も中出しされたっぽい（3月19日、ミセスの素顔/エマニエル）
- 人妻デリヘルを呼んだらやってきたのは会社のお局女…（でも美人で巨乳）ウジ虫同然の扱いを受けていた俺は弱みにつけ込みリベンジセックスすることにした（4月7日、VENUS）
- 朝ゴミ出しする近所のノーブラ奥さんとやっちゃった俺10 SPECIAL（4月12日、AKNR）
- ヒロイン陵辱 Vol.106 美聖女戦士セーラーファイヤーエルメス（4月13日、GIGA)
- 夜勤中に居眠りしている看護師を夜這いしちゃった俺 6（4月26日、AKNR）
- 下半身丸出しハメられ屋台でアルバイト（4月26日、ROCKET）
- 家事代行サービスの現役専業主婦3 どうせ来るのおばさんだろうと思って頼んだらモロ好みの人妻がやって来たので中出しした!!（5月7日、かぐや姫Pt/妄想族）
- いきなり出張遊郭!! 浜崎真緒 童貞編（5月8日、桃太郎映像出版）
- 働くサラリーマン応援企画!ソープランドワゴンがイクッ!! 2（5月10日、アイエナジー）
- 「混浴温泉でご近所の美熟妻と二人きり♡ 大きな胸を見ながらせんずりしているのがバレて怒られるかと思ったら…」VOL.4（5月24日、DANDY）
- 最高にそそる、エロくてデカイ乳輪レズビアン ～コンプレックスが魅力に変わる時～ 浜崎真緒 枢木みかん（6月1日、U&K）
- 童貞筆下ろしファン感謝祭!!（6月7日、MILK）
- BDSM調教志願（6月7日、グローリークエスト）
- 私立喉じゃくり大学病院 精液吸引採取科（6月13日、MOODYZ）
- 究極の寝取られ 上司に愛おしい若妻を結婚させました。 (6月25日、ながえSTYLE)
- 神波多一花さん、結婚引退おめでとう。（7月1日、ワンズファクトリー）
- セックスが溶け込んでいる番組 「常に性交」サスペンス劇場（7月12日、SODクリエイト）
- 濡れてテカってピッタリ密着 神スク水 浜崎真緒 美少女から人妻まで可愛い女子のスクール水着姿をじっとりと堪能!着替え盗撮から始まり貧乳から巨乳にパイパン、ハミ毛、ジョリワキ等のフェチ接写やローションソーププレイやスク水ぶっかけに生中出し等を完全着衣で楽しむAV（7月12日、親父の個撮）
- いんらんワカメ酒 浜崎真緒 愛液混じりの美酒で乾杯してみたくない?（7月20日、レイディックス）
- 美しき勇者もーれつ仮面 ヌルヌルナメクジ怪人の恐怖（7月27日、GIGA）
- ショートパンツからハミ出したパンティーに発情しちゃった俺（8月1日、AKNR）
- 真面目でお堅い義母の正体はセックス狂いの超ヤリたがり獣欲淑女!一度誘惑に負ければ最後!家族のそばでもおかまいなしに何度も生ハメ中出しを強要されてしまった!（8月9日、アイエナジー）
- ヒロイン痴態ストップモーション（8月10日、GIGA）
- おっぱいマニアックス 私のおっぱいマ○コで中出しして!!（8月26日、MAX-A）
- 喉奥性感イラマ痴女（9月7日、ワープエンタテインメント）
- レズテクNo.1決定戦 台本なしのイカセ合いバトル! DOCUMENT LESBIAN 2018 Season. 2（9月7日、ビビアン）
- エロすぎる日本昔ばなし8 第14話 加藤あやの「牡丹灯籠 巨乳幽霊に生中出し」第15話 枢木みかん「舌切りベロちゅう雀」第16話 浜崎真緒「ぶんぶく潮釜」（9月7日、桃太郎映像出版）
- 夫婦二人っきりの家にやってきたデカ乳営業レディがコッソリ夫を挑発!豊満過ぎるオッパイに我慢できず妻に隠れて浮気SEX!契約欲しさに仕掛けた枕営業のつもりが気持ち良過ぎて何度も悶絶イキ! 3（9月14日、V&R PRODUCE）
- 浜崎真緒のソープテクに10分我慢できれば生中出し（10月4日、MILK）
- 一番恥ずかしい穴!じっくりアナルガン見（10月11日、AKNR）
- 国民的AV女優浜崎真緒が温泉宿にナマ潜入!社員研修に来ていた男たちのギンギンチ○ポをとっかえひっかえエロしごき 夜這いに乱交でザー汁まみれでごマン悦!（10月13日、ドバドバ大作戦/HERO）
- 嫁にいったヤリマンの姉との2泊3日の中出し同棲性活（10月26日、MAX-A）
- すーぱーさせ子mao 2 企業ブースでお馴染みの天然Fカップ巨乳ちゃん!現役有名コスプレイヤーの恋愛プライベート妊娠中出し生パコオフwww（10月27日、ビッグモーカル）
- 1泊2日10射精・特別スロー騎乗位責め｢性交付き｣温泉仲居のお仕事 2（11月8日、SODクリエイト）
- バトルプリンセス スパンデクサー前編 actアフターウォー（12月14日、GIGA）
- 一度でいいから揉んでみたい」無防備に谷間をチラつかせる憧れのデカ乳女上司を昏睡状態にさせてオッパイ鷲掴み!オナホール化した肉便器マ○コに好き放題中出し!（12月14日、V&R PRODUCE）
- ケツ穴御開帳ファーストエアライン（12月20日、ROCKET）

- 何度イッテもチ●ポを離さない汁漬け汗だくぶっ壊れオンナ（1月4日、ワープエンタテインメント）
- 権力強姦 ～仕事のため、結婚相手の前で上司とファックした女～（2月26日、ながえSTYLE）
- 一般素人男性モニタリング企画 街頭インタビュー中にナイショでご本人登場!!波多野結衣 蓮実クレア 浜崎真緒と素人さんがご対面中出しSEX（3月8日、Million）
- エロテ過ぎる痴女浜崎真緒とレズに溺れる 初レズビアン。松本菜奈実レズ解禁!!（4月7日、ビビアン）
- むちむちデカ尻 神ブルマ 浜崎真緒 ロリ美少女から人妻、ぽっちゃり娘達にピチピチブルマ&体操着を着せ、ハミパン、ムレムレワレメなど毛穴まで見えるほどの超ドアップ接写!さらに尻コキ、着衣お漏らし放尿やブルマぶっかけ、生中出し等ブルマ好きに送る完全着衣AV（4月11日、親父の個撮）
- 本気で赤面する、美少女の放尿（4月25日、MAX-A）
- 濃交 浜崎真緒のリアル中出しセックス（5月26日、アリスJAPAN）
- 義理の妹がナマイキ!! まおちゃん（6月22日、JUMP）
- 密着大好きお姉さんが耳元で淫語を囁きながらず～っと乳首を責めてきます…。（8月2日、ワープエンタテインメント）
- 恋慕 有村のぞみ 浜崎真緒（8月19日、レズれ!）
- まるまる! 浜崎真緒（8月23日、なでしこ）※単体ベスト
- 仕事帰りの性欲を持て余したお姉さんが奥までビショ濡れイキ狂い（8月30日、ワープエンタテインメント）
- 彼女がボンデージに着替えたら。Mな私とSな私…どっちの私が好き?（9月6日、クリスタル映像）
- 激動のノーカットレズビアン 絶頂地獄 イッてもイッても終わらない追撃イカセでレズ奴隷にされた梨々花（9月7日、ビビアン）
- 【完全主観】巨乳ナースだらけの病棟に入院したボクのエロすぎるハーレム看護日誌（9月13日、BAZOOKA）
- 「まさか…僕を誘惑してるわけじゃないですよね…」ワイシャツ1枚羽織ったノーブラ巨乳の兄の彼女と弟が自宅で2人っきり!無防備な姿から垣間見えるオッパイ・パンチラにフル勃起! 兄では満たし切れない欲求不満マ〇コに弟チ〇ポが生挿入! デカ乳振り乱しながら連続絶頂兄には絶対ナイショの横取り中出しSEX! 2（9月11日、V&R PRODUCE）
- 着衣巨乳で誘惑してくるエロ過ぎる俺の彼女（9月25日、MAX-A）
- 濡れてテカってピッタリ密着 神競泳水着 浜崎真緒 ロリ可愛い女子の競泳水着姿をじっとりと堪能!着替え盗撮から始まり貧乳から巨乳にパイパン、ハミ毛、ジョリワキ等のフェチ接写やローションソーププレイや競泳水着ぶっかけに生中出し等を完全着衣で楽しむAV（10月10日、親父の個撮）
- 泡姫桃源郷 絶対生中出し出来るご奉仕ソープ嬢（10月25日、MAX-A）
- 私の美尻と小便で窒息しなさい（11月1日、OFFICE K'S）
- 巨乳デリヘル 浜崎真緒（11月20日、ゲインコーポレーション）
- 転職・再雇用先の年下女上司（11月26日、ながえSTYLE）
- 一般宿泊客をところ構わず逆ナンパ!巨乳AV女優ヤリまくり温泉旅館（12月13日、Million）
- 超接写! 乳首で何度もイキまくるアルティメットおっぱい Vol.2（12月13日、BAZOOKA）

- レズ狂い 笠木いちか 初レズベロキス激イキ轟沈（1月7日、ビビアン）
- 甘えん坊新妻の子作り中出し性活（3月25日、MAX-A）
- フォンテーヌふたなりレズ調教 ～魔法美少女戦士フォンテーヌ～（3月27日、GIGA）
- ヤリたすぎる巨乳若妻 旦那とは違う剛直他人チ●ポにどっぷりイキ溺れる（4月20日、メディアキューブ/SHARK）
- 殿堂! スーパーアイドル4時間 浜崎真緒 2（4月24日、million）※単体ベスト
- AV事務所で働くドスケベ巨乳女子マネージャーがクライアント相手に肉体接待 「社長、私といっぱいエッチな事をしましょ!?」（4月25日、jump-av/深海）
- 浜崎真緒 12本番×4時間（4月25日、MAX-A）※単体ベスト
- sweet platinum 天下一品ドスケベDANCE & FUCK（4月27日、MERCURY）
- 同棲生活で初めて知る彼女の性癖（5月15日、ヒメゴト）
- オトコの娘オイルエステ ペニクリアナル性交メス逝きレズ（5月15日、ピーターズ）
- Wニーハイブーツ 淫乱どS痴女（5月21日、グローリークエスト）
- 仕事ができない部下にムリヤリ襲われ堕ちた人妻…（5月29日、人妻花園劇場）
- 浜崎真緒先生の誰でも簡単!潮吹き講座（6月11日、RADIX）
- 大槻ひびきと浜崎真緒 ノーカットレズビアンライブ（7月7日、ビビアン）
- どんな女でも絶対にイカせる玩具で何度もガチイキするアヘ顔晒しオナニー（7月9日、グローリークエスト）
- 危険日直撃!! 子作りできるソープランド 21（7月9日、Mr.michiru）
- 猛女注意! オチチの大きな牝ギャルが発情期で言うことを聞きません。常にサカってはチ○ポを求めてきます。（7月19日、ドグマ）
- ノーブラノーパンで挑発してくるスケベ奥さんが隣に引っ越してきた!（8月6日、グローリークエスト）
- 浜崎真緒 レズビアンベスト（8月7日、ビビアン）※単体ベスト
- 変態レズ狂奏曲 ～潮吹き首絞めレズビアン～（8月13日、U&K）
- 縛ったら… アヘった（8月14日、REAL）
- 極上のヤリマン美女と肉ヒダ濃厚接触!（8月22日、オイスター海運）
- ヒプノシス・ドキュメント 浜崎真緒VS催眠術師RED 上巻（8月25日、ヒプノシスRASH）
- 浜崎真緒の店 猥談酒豪バーMAO（9月12日、MERCURY）
- ザ・オヤジキラー 浜崎真緒 永久保存版（9月13日、ながえSTYLE）※単体ベスト
- ヒプノシス・ドキュメント 浜崎真緒VS催眠術師RED 下巻（9月25日、ヒプノシスRASH）
- お子様目線で母性全開 まおママにバブみを感じてオギャりたい!（9月25日、MAX-A）
- 最愛の夫のため… マネキンになった私 ～麗しのマネキン夫人外伝～（10月1日、VENUS）
- ペニバンイラマチオ絶頂地獄。激動のノーカット映像。少女を可愛がるレズ3P 冬愛ことね 浜崎真緒 新村あかり（10月7日、ビビアン）
- 汗だくスタイル抜群でオトコを誘惑するヌルテカヨガ講師の逆セクハラレッスン（10月9日、BAZOOKA）
- 深夜のマンションエレベーター 無防備すぎるゴミ捨てノーブラ部屋着の巨乳お姉さんと二人っきり! 気まずい空気の中でエレベーターが緊急停止! 汗で強調された乳首ポチに暴発寸前!（10月13日、MOODYZ）
- 【ハメログ】浜崎真緒ちゃんにお酒を飲ませたらヤリマンオーラが全開だったのでそのままハメ撮りしちゃいました!（10月19日、チキチキカマー/妄想族）
- 夫の出張中に…人妻NTR ～隣人に●され続けて26時間～（10月25日、MAX-A）
- 女姉妹幹部ヒーロー陥落 ヴィダール&キマリス（11月13日、GIGA）
- 浜崎真緒 SUPER BEST COLLECTION 5時間（12月1日、OFFICE K’S）※単体ベスト
- ヤリマンワゴンが行く!! ハプニング ア ゴーゴー!! 浜崎真緒とリズの珍道中～アグレッシブ&ハイテンション!!!! 潮だくスプラッシュに水没寸前!～（12月7日、桃太郎映像出版）
- フロントホックブラと小さいパンティーで童貞の僕を挑発するとなりの奥さん（12月13日、VENUS）
- バイセクニューハーフ Debut（12月13日、ダスッ!）
- 誘惑ちん舐め顔 ～勃起したちんちんを見てると咥えたくなるフェラチオ好き女子たちの貪欲な口奉仕～（12月25日、SEX Agent/妄想族）
- 【迷ったらコレ!】 再生して3分で即ヌケます。ピュアな笑顔と止まらない豪快潮吹き!! 真正変態巨乳美女の最高級セックス!! 浜崎真緒 4時間（12月26日、ビッグモーカル）※単体ベスト

- 官能小説 息子の嫁 ～巨乳ギャル妻の淫靡な秘蜜～（1月1日、MAX-A）
- レズ解禁なのに汁だらけ 月乃さくら レズ解禁 初めては浜崎真緒ちゃんに捧げました（1月7日、ビビアン）
- 人生初・トランス状態 激イキ絶頂セックス 55 蜜美杏 長身・完璧ボディが跳ねまくりの大絶頂170分!!（1月15日、プレステージ）※主演は蜜美杏。浜崎は一部コーナーに出演。
- 卑猥なカラダで男を欲情させる 巨乳女医カウンセリングルーム（2月12日、million）
- 有名AV女優の一般素人男性逆ナンパ企画 ワタシたち’フェラチオのプロ’極上フェラをひぃひぃ言いながら1時間耐えてみませんか?（2月12日、million）
- S級熟女コンプリートファイル 浜崎真緒 6時間（2月13日、VENUS）※単体ベスト
- 痴女妻に芽生えた白昼の絶叫夫には絶対見せられない猥褻不妊治療マッサージ（2月26日、NAGIRA）
- 奥さまはスーパーヒロイン 美魔女戦礼舞パンティーヌ（2月26日、GIGA）
- ヒロインオークション 怪盗ブリリアントキャット ～闇の敗北ヒロインバイヤー～（2月26日、GIGA）
- 引きこもりの弟に家庭内で毎日中出しされ続けてます。（4月9日、million）
- 殺したいほど憎い悪の女幹部に死にたくなるほどイカされたヒロイン リュウセイブルー レズ地獄（4月9日、GIGA）
- 浜崎真緒ベストセラーBOX 20時間39分8枚組（4月13日、セレブの友）※単体ベスト
- デカ乳娘があざと可愛く誘惑するうちに暴走して絶叫痙攣 卑猥語女（4月19日、MARRION）
- 親に言われてなんとなく進学・上京してバイト感覚でマッチングアプリに手を出した【パパ活】女子大生 まおちゃん（4月24日、JUMP）
- W巨乳奴隷（5月20日、グローリークエスト）
- 高飛車ヒロイン 淫乱堕ち 美少女戦士セーラーアリス（5月28日、GIGA）
- 会員制高級回春オイルメンズエステ～美形エステティシャンによる無制限射精サービス（6月13日、BAZOOKA）
- パンティの中にチ○ポを挟んで射精に導くお姉さん Part.2（6月13日、アロマ企画）
- 【ヌキ過ぎ注意】おっぱいデカ娘は世界を救う! 巨乳ハメ撮り神動画!（6月19日、チキチキカマー/妄想族）
- 唾液ダラダラ濃厚接吻レズビアン 憧れの先輩と相思相愛、躰の相性抜群で燃え上がるレズセックス（6月24日、ヒビノ）
- 絶対本番出来る生中出し風俗嬢（7月1日、MAX-A）
- ゲリラ豪雨が降るたびにノーブラおっぱいで隣人のデカチン青年を誘惑し夫の居ない間に何度も中出しセックスさせる巨乳発情妻（7月1日、LUNATICS）
- W脅迫スイートルーム 女医&秘書in…（7月2日、ドリームチケット）
- 唾液まみれでヌメヌメ温かい巨乳と口唇がチ○ポに絡みつく快感（7月7日、アロマ企画）
- エロ尻アナル見せ騎乗位（7月7日、アロマ企画）
- 完全顔出し現役ナースをガチナンパ! 白衣の天使がEDに悩む男を改善! ギン勃ちしたら喜んで中出しセックスまでさせてくれました!（7月8日、アイエナジー）
- 緊縛調教妻 崩れ去った幸せな夫婦生活。 過激で偏執的な縄快楽に堕ちた妻（7月13日、グローバルメディアアネックス）
- RQ痴女（7月13日、ミル）
- 足を伸ばせば貴方もシンクロ! もう足ピーンしか愛せない!（8月12日、RADIX）
- レゲエダンサーでデカ尻な姉と、それに輪をかけてデカ尻な姉友にケツ穴丸見えなダブルグラインド騎乗位で金玉がスッカラカンになるまで何度も中出しさせられたデカチンだけど童貞な僕 ナマ中出し合計12発!（8月12日、サディスティックヴィレッジ）
- 常に乳首いじりメンズエステ 2（8月12日、アイエナジー）
- 勃起したままの男を一切動かさないS字尻振り騎乗位メンズエステで骨抜きにする巨乳おばさんセラピスト（8月12日、DANDY）
- ハイレグ痴女（8月13日、ミル）
- 美形巨乳エステティシャンによるチ●ポをイカセ尽くす無制限搾精 エンドレス膣内施術VIPメンズエステ（8月13日、BAZOOKA）
- 黒人覚醒 黒い衝撃（8月19日、バミューダ/妄想族）
- ものすごい吸引音の乳首舐め（8月19日、アロマ企画）
- 今日は朝までうちらとパコろうよ! アゲアゲ中出しヤリマンNIGHT!! 潮吹き、ごっくん、アナル、メスイキ、おしっこ、NG無しの無制限射精ハーレム乱交パーティー!! ハママオ かほパイ ゆーりまん あずーん みつきんぐ（8月25日、本中）
- おしっこ114連発 98人（9月2日、グローリークエスト）
- バイノーラルで浜崎真緒をハメドリッ!（9月7日、MAX-A）
- じんかくそうさ洗脳催眠 逃げるは得だし役に立つ! 出来過ぎ上司にポンコツの催眠レッテルをプレゼン編（9月7日、山と空/妄想族）
- おっぱいがエチエチ過ぎる女の子たち S-Cute美少女とホテルでプライベートSEX（9月7日、S-Cute）
- 巨乳ホテル客室員 密室ナマ性交 Go to セックス宿泊プラン（9月14日、BAZOOKA）
- No.1バニーガール史上最悪の恥辱 7（9月16日、グローリークエスト）
- いきなり逆ナンハーレムビーチ 色白ガリ細なキミ達じゃ海は楽しめないからウチらとパコろうよ!!（9月21日、kira☆kira）
- 黒人巨大マラ 犯された日本人美女 些細な借金と嘘から壊れていく人生… 裏切り続けた人妻が堕ちた陵辱4P輪姦地獄（9月28日、グローバルメディアエンタテインメント）
- 痴女ギャルハーレム 淫乱ビッチに囲まれ挟まれナイトプールで何度も射精させられた僕（9月28日、痴女ヘブン）
- SUPER COMPLETE BEST 浜崎真緒（9月28日、million）※単体ベスト
- 新しい義姉は、鬼畜な人なのに僕の勃起は治まらない。（10月1日、NON）
- セクシー仮面 樹液怪人オニウルシ（10月8日、GIGA）
- オイルで身体をテッカテカにして男をイカせまくる最狂痴女ハーレム監禁射精プリズン（10月12日、million）
- 痴漢盗撮&中出し素人娘 媚薬オイルマッサージVOL.4 超強力媚薬を配合したマッサージオイルを施術中に知らずに塗りこまれたオンナは、身体の火照りに驚き、チ○ポを欲しがる自分に戸惑い、垂れ出したマン汁に恥ずかしがりながらも生ハメ中出しまで欲してしまう!（10月21日、親父の個撮）
- どエロ女優に丸投げ!! 夢の筆下ろしガチドキュメント はじめてはAV女優。 03（10月22日、プレステージ）
- 一人旅で狙われた乳房 レズビアンいいなり温泉旅行 北野未奈 浜崎真緒 波多野結衣 （11月9日、ビビアン）
- フェロモン先生の囁き淫語レッスン（11月9日、アロマ企画）
- 病院中の男のアナルを●す天才S痴女ナースがいるM性感クリニック（11月23日、MEGAMI）
- 奇縄第十章 失われた恥毛（12月1日、バミューダ）
- たった7時間2人っきりにしてみたら…結果、11発セックスしてました。（12月3日、ドリームチケット）
- 美女ベスト 浜崎真緒 4時間 ムチムチ巨乳マドンナ（12月7日、Mellow Moon）※単体ベスト
- 素人巨乳娘の恥じらい顔に大興奮! 顔だしアクメ駐車 車の窓から顔だけ出させている間に‘無断で’激ピストンされイっちゃった女たち（12月9日、ナチュラルハイ）
- 1日1シーンずつ見進めるリアル射精管理（12月14日、犬/妄想族）
- 全日本ねとられ大賞受賞作品 パワハラ気質で生理的にぜったい無理な夫の上司に同行した地方出張で 悶絶の絶倫巨根で突かれまくった僕の妻が健闘むなしく翌朝までには快楽堕ちしてしまった……的な話です（12月14日、JET映像）
- 完全着衣 スイートルームアメイジング（12月21日、ミル）
- 最強属性 53 浜崎真緒（12月24日、最強属性）
- 従妹と従兄 まおちゃん（12月25日、JUMP）
- 聖水ギャル痴女ハーレム 囲まれ挟まれエロ汁かけられ何度も射精させられる! AIKA 浜崎真緒 若宮はずき（12月28日、痴女ヘブン）

- 悶絶くすぐり地獄 02（1月1日、バミューダ）
- 監禁! 拷問! 調教! 絶叫! 絶頂! 強制絶頂絶叫拷問調教 無惨エリート麻薬捜査官 快楽淫覚狂う潮吹きAWABI踊り喰い 浜崎真緒（1月4日、AVS collector’s）
- 強制的に女の子の恰好にさせられてビンカン乳首もアナルマ○コも悪戯されて犯される話。 浜崎真緒（1月11日、M男パラダイス）
- 憑依増殖おじさん in 浜崎真緒&有村のぞみ レズカップルに憑依し、勝手に男と大乱交。（1月11日、ダスッ!）
- ニューハーフレズセックス初めての筆おろし 香椎つむぎ 浜崎真緒（1月11日、僕たち男の娘）
- 首絞め強制失神（1月18日、バミューダ）
- ゴム手袋Mフェティッシュ 痴女清掃員に手袋で変態ザーメン搾り取られるOffice（1月18日、MEGAMI）
- 淫猥性交 浜崎真緒（2月1日、MAX-A）
- エロいポーズで顔とチ○ポを交互に見ながらオナニー指示 2（2月1日、アロマ企画）
- コートの中は裸で調教されに来る極上M女 浜崎真緒（2月8日、ILLEGAL/妄想族）
- チ○ポや乳首にご奉仕する美脚お姉さまの脚をひたすら舐め続け脚で射精する男（2月15日、アロマ企画）
- 縄酔い人妻 緊縛不倫温泉 浜崎真緒（2月22日、AVS collector’s）
- キャンギャル狂想脚 Wキャスト 浜崎真緒 永原なつき（2月22日、ミル）
- 全裸メンズエステ 六本木店（2月22日、SEX Agent/妄想族）
- どっちも好きで選べない! 可愛すぎる2人が俺のチ○コを奪い合うヤリまくり性活!! 大槻ひびき×浜崎真緒（3月1日、MAX-A）
- 会社のお荷物と蔑まれる窓際中年社員のデカチンをめりめり挿れられめろめろにされた高飛車キャリア女史 浜崎真緒（3月8日、JET映像）
- THE剃毛 有名人気女優7人の割れ目を暴く!（3月22日、バミューダ）
- ド痴女ビッチ舐めしゃぶり逆ナンハーレム ケダモノ美女に囲まれ、挟まれ、身動き出来ずに、何度も、何度も、射精させられる! 佐伯由美香 浜崎真緒 有岡みう（3月22日、痴女ヘブン）
- セクシーガールズバー 痴女ハーレム接客 Hなお姉さん達に密着挟まれ中出しさせられる AIKA 浜崎真緒 推川ゆうり 若宮はずき（4月5日、痴女ヘブン）
- 全裸聖水飲ませ ～色んなシチュエーション女子のお小水編～（4月12日、犬/妄想族）
- 媚薬BDSM 強力媚薬で快楽地獄の虜 媚薬調教File14 ナンバーワン巨乳キャバ嬢 25歳 浜崎真緒（4月12日、AVS collector’s）
- 完全CFMN 全裸ですけべ椅子に拘束され乳首・亀頭・蟻の門渡りの3点責めされ続ける（4月12日、アロマ企画）
- スペンス乳腺開発クリニック 浜崎真緒（4月19日、OPPAI）
- 美しきスーパーボディ姉妹捜査官 潮で溺れる程のイキ潮大洪水キメセク拷問 浜崎真緒 乙アリス（4月19日、E-BODY）
- セクシーモデル淫乱レズビアン ～2人だけの変態レズパーティー～ 浜崎真緒 有村のぞみ（4月19日、U&K）
- 【シコり過ぎ注意】 個撮・ドスケベ娘・肉尻・ギャル・ハメ撮り（4月19日、チキチキカマー/妄想族）
- 浜崎真緒の凄テクを我慢できれば生★中出しSEX!（5月3日、ワンズファクトリー）
- MAX-A30周年記念作品 18禁ハーレムハウス 咲野瑞希 最上一花 大槻ひびき 波多野結衣 浜崎真緒（5月3日、MAX-A）
- 世界一エロくて美しい角オナニー（5月12日、RADIX）
- ドスケベ美人巨乳姉妹マラ喰い露天温泉 浜崎真緒 有村のぞみ（5月13日、ま○こ銀行）
- ハイレグスイートルーム アメイジング Vol2（5月17日、ミル）
- ドスケベでノリノリ、超明るい美尻ギャルは黒人さんとパコりたい 結果、ガチハマり 浜崎真緒（5月28日、Shark）
- 浜崎真緒10周年記念作品 Vol.1 性癖開放SEX（6月7日、MAX-A）
- 鬼フェラごっくん鬼ピス騎乗位中出しでずっと留年してるギャル生徒二人に痴女られた担任のボク 百永さりな 浜崎真緒（6月7日、MOODYZ）
- 痴女3姉妹にイカされ続ける 膣絞りM性感HOUSE Second 紺野ひかる 百永さりな 浜崎真緒（6月14日、Million）
- 彼女に内緒で彼女の母ともヤってます… 浜崎真緒（6月14日、JET映像）
- 男の娘ドッキリレズナンパ。 素人の女の子達をペニクリでイカせまくるはずが、逆に凄テクでイカされましたスペシャル 七瀬るい 佐伯由美香 / 浜崎真緒 / 栄川乃亜（6月28日、ダスッ!）
- 痴女ギャル風俗マンション☆ 「もう射精してるってばぁ」状態でもヌイてくる悶絶6コーナー AIKA 浜崎真緒（7月5日、MOODYZ）
- ささやき淫語で男性を確実に昇天させる絶品中出しチャイナエステ 5（7月12日、BAZOOKA）
- もちもちの豊満乳房に顔埋めベロンベロンに乳首舐められ続けながらじゅるじゅるにち○ぽしゃぶられ続ける（7月19日、アロマ企画）
- W巨乳人妻に毎日密着乳まみれで痴女られる挟み撃ちマンションに引っ越してきた僕… 水原みその 浜崎真緒（7月19日、OPPAI）
- 痴女ギャルナイトプール 淫乱ビッチに囲まれ挟まれ超ハーレムタイム☆何度も射精させられた僕 AIKA 浜崎真緒 百永さりな 逢見リカ（7月26日、痴女ヘブン）
- 下品だとか上品だとか関係なく、エグイくらい浜崎さんを弄びたい 浜崎真緒（7月29日、光夜蝶）
- 浜崎真緒10周年記念作品 Vol.2 Re:START（8月2日、MAX-A）
- 色気ムンムン女上司に仕組まれた相部屋マラ喰い逆NTR 朝までムチ乳デカ尻中出しプレスで12発ヌカれたボク… 浜崎真緒 百永さりな（8月2日、ワンズファクトリー）
- W Ma○ko Device BondageII 鉄拘束マ○コ拷問 浜崎真緒 皇ゆず（8月2日、グローリークエスト）
- 本生ごっくん! OL倶楽部 2 ～女上司には心も体も捧げなきゃいけないのよ! もちろんザーメンもネ～（8月2日、下半身タイガース/妄想族）
- 初老の小説家に飼われた編集者の妻 浜崎真緒（8月5日、プラネットプラス/七狗留）
- 抱きたい元嫁 浜崎真緒（8月9日、タカラ映像）
- 性欲が強すぎる巨乳人妻 肉欲を求めて快楽に溺れる生ハメ不倫旅行（8月9日、BAZOOKA）
- 超高級中出し専門ソープ 浜崎真緒（8月16日、MOODYZ）
- 夫婦で挑戦! 浜崎真緒の凄テクで夫が2回イカされたら妻が寝取られナマ中出しSEX!（8月16日、はじめ企画）
- 復活!! 2周年記念 桃園怜奈 最初で最後のレズ解禁 女だらけの大乱交スペシャル! 桃園怜奈 木下ひまり 八乃つばさ 浜崎真緒（8月16日、Fitch）
- 美少女専科・レンタル彼女 まおちゃん（8月27日、JUMP）
- ヒィヒィ～言っちゃうほど、浜崎さんに弄られたい 浜崎真緒（9月2日、NON）
- 狂い咲きバイブロード 浜崎真緒（9月6日、DEEP'S）
- 亀頭 & アナルW舐め吸い鬼フェラ遊戯クライマックス 浜崎真緒 乙アリス（9月6日、MOODYZ）
- ママ友の溜まり場 メスイキ中出しサークル ～新米パパの僕が完全メス化させられちゃった1日～ 乙アリス 浜崎真緒 大槻ひびき 波多野結衣（9月6日、MOODYZ）
- 浜崎真緒と逢見リカが真夏のビーチで地元女子を口説いてレズナンパ! 私たちと一緒に気持ちよくなろうよ!（9月13日、ビビアン）
- 水着×ナンパ イキ乱れる真夏の女子たち4連発（9月15日、ピーターズMAX）
- M男ってチョロくない!? アナル見せつけギャルはW尻ビッチ 浜崎真緒 今井夏帆（9月20日、Fitch）
- ひまりが私の好きな男と結ばれるなんて超ムカつくッ! だから… 結婚前中出しレ×プしてもらったんだ… 木下ひまり 浜崎真緒（9月20日、MOODYZ）
- 本人熱望! 濃厚すぎたレズ解禁 竹内有紀 浜崎真緒 加藤ツバキ 川上ゆう（9月20日、PREMIUM）
- アソコに直穿きスポウェア女子 股間からじゅんっと溢れてエロエロモードに変貌エクササイズ!（9月24日、オイスター海運）
- 浜崎真緒に溺れたい 唾液と小便で溺死寸前まで追い込む体液B.C.P.（9月27日、SEX Agent/妄想族）
- 奴隷女の全身舐めまくりご奉仕 2（9月27日、SEX Agent/妄想族）
- 憧れの女上司と 浜崎真緒（9月27日、タカラ映像）
- マゾ女の尻を赤く染めるスパンキング調教集（9月27日、ILLEGAL/妄想族）
- 若妻のやべーカラダを貪りたい 浜崎真緒（9月30日、NON）
- 最高級 M性感倶楽部 西麻布店 浜崎真緒（10月11日、バルタン）
- 射精無制限!! オトコの乳首をた～っぷりこねくりして連続絶頂させる極上和風乳首ヘルス（10月11日、BAZOOKA）
- THEドキュメント 本能丸出しでする絶頂SEX 淫乱痴女終わらない快楽限界突破スプラッシュ乱交 浜崎真緒（10月18日、美人魔女/エマニエル）
- 義父に犯され、その一部始終をビデオ撮影された私… 浜崎真緒（10月18日、KSB企画/エマニエル）
- お色気P●A会長と悪ガキ生徒会 浜崎真緒（11月1日、グローリークエスト）
- ドMな男の娘と痴女レズビアンのメスイキ性感アナルFUCK 浜崎真緒 波多野結衣 ちびとり（11月1日、ワンズファクトリー）
- 浜崎真緒にベロベロチュウチュウされながらずっーーと乳首を弄り回されてるのに抜け出せそうにない（11月4日、NON）
- ノーカットレズビアンライブ Special 波多野結衣 大槻ひびき 浜崎真緒 加藤ツバキ（11月8日、ビビアン）
- 浜崎真緒 レズ限定 2枚組ハイパーベスト6時間46分（11月8日、セレブの友）※単体ベスト
- 我慢出来なきゃラブホへGO!! リモコンバイブお散歩デート（11月8日、椿鳳院）
- 結婚生活のストレスでノイローゼになり身も心もやさぐれて廃人になった巨乳妻 浜崎真緒（11月15日、マザー）
- 神 浜崎真緒 240分7作品7SEX!! 競泳水着からスク水にブルマにパンスト、はたまた盗撮マッサージや夜這いにAV面接風景まで僕らが大好き浜崎真緒ちゃんの全てが詰まったコンプリート作品集!!（11月23日、親父の個撮）※単体ベスト
- シン・イカセバトルロワイヤル 咲野瑞希 浜崎真緒（12月6日、MAX-A）
- Z世代えろえろ女子旅の記録 2022 in Summer 浜崎真緒  広仲みなみ  真矢みつき （12月8日、SODクリエイト）
- 愛と憧れの肉欲レズビアン 美波ももレズ解禁 女流エッセイスト浜崎真緒の証明（12月13日、ビビアン）
- ひびやん & はままおがフードデリバリーで素人男子とガチ交渉! ハーレム逆3P狙いで「撮影協力してくれたら中出しハメ放題キャンペーン実施中です!」（12月22日、SODクリエイト）
- 「終電ないならうちのシェアハウスに泊まりなよ」 会社先輩のシェアハウスで始発を待つことにしたけど住んでいる人たちは、ノーパンノーブラ部屋着の無防備な格好! 思わず勃起したら朝まで精子を搾り取られた。 倉多まお 浜崎真緒 紺野ひかる（12月22日、SODクリエイト）
- ギャルサーが先輩宅で家飲み女子会していたら女だけのレズ王様ゲーム→女王様ゲームに! 2 浜崎真緒 紺野ひかる 白雪ひめ 猫宮みけ（12月22日、アイエナジー）
- 巨乳ギャル義姉は彼氏と喧嘩するといつも寝てる僕（義理弟）を襲ってきて、何度も何度も慰め中出しを迫ってくる。喧嘩後逆NTR 浜崎真緒（12月27日、本中）
- ヤリマン金髪ギャル VS クレーマー絶倫おじさん 絶対に交わることのなかった両者が隣人同士に! 言い合いがもつれた結果まさかのSEXバトルが勃発 2 勝負は精子が乱れ散る中出し乱交にまで発展していき…!?（12月27日、Hunter）

- 息子の嫁 ～ギャル妻、淫靡な秘密～AIKA / 息子の嫁 ～巨乳ギャル妻の淫靡な秘蜜～ 浜崎真緒（1月3日、MAX-A）
- GIN GIRA GAL 狙われたら最後!? 超絶ド迫力スプラッシャー × 蛇舌バキューマーのヤリフェス参戦 浜崎真緒 佐伯由美香（1月3日、桃太郎映像出版）
- 女のイキツボ直撃レズエステ 5 乳首いじりとこねくり責めで拒絶しながらも絶頂をくり返す未開発のカラダ 増量スペシャル（1月12日、ナチュラルハイ）
- 唾液ぬり & 飲ませチクビッチ（襲来）とろとろヨダレで乳首を舐めこねくり小便マン汁を味わわせて痴女覚醒! 凄テク乳首責めセラピストから逃れられない体液マーキングSEX 10日間 浜崎真緒（1月17日、DEEP'S）
- 終電逃して泊りにきた巨乳先輩たちが金曜夜から月曜朝まで精子残量0確定の追撃無限囲い撃ち! 乙アリス 新村あかり 浜崎真緒（1月17日、OPPAI）
- 【神ギャル殿堂入り】やっぱりギャルが最強説! vol.6（1月17日、チキチキカマー/妄想族）
- チ○ポ依存ギャル義姉さんと僕の、玄関待機で帰宅と同時の初速トップギア即尺フェラチオからの毎日ザーメンごっくんされてお掃除フェラされまくる同居生活 浜崎真緒（1月24日、グローリークエスト）
- 常に耳元で囁き続ける 媚薬キメセク淫語痴女 脳内バグらせハーレム中出し逆3P 乙アリス 浜崎真緒（1月24日、本中）
- 極上の美巨乳ボディ × 大量ローションで絶頂必至!! エゲつないぬるテカ肉感デリヘル（1月24日、BAZOOKA）
- 人生初・トランス状態 激イキ絶頂セックス 65 かつてない連続絶頂。痙攣覚醒＆快楽堕ち。 流川夕（2月3日、プレステージ）- 主演は流川夕。浜崎は一部コーナーに出演。
- PLAY GIRL HAMA-MAO・イカセバトルロワイヤル 浜崎真緒（2月7日、MAX-A）
- 聖水ナース 射精病棟24h 挟撃おしっこびっちょりかけられ犯された患者たち 百瀬あすか 浜崎真緒（2月7日、MOODYZ）
- ヒロインプライド崩壊 スーパーレディー 浜崎真緒（2月10日、GIGA）
- 【SEX日本代表入り確定】絶頂回数?痙攣回数?潮吹き量?たぶん最高だよ♡ 圧倒的性交 MAO（2月23日、Materiall）
- 潮吹きレズ露出 指ズボ快楽でセルフ潮をまき散らす金髪と黒髪のイチャビチャ絶頂デート』（2月23日、SUN）[31]
- 緊縛飼育 ～危険な毒花～ 5 浜崎真緒（3月1日、ヴァンアソシエイツ）
- 一般男女モニタリングAV 特設マジックミラー部屋でラブラブ大学生カップルが男女に別れてAV女優 & 男優の凄テクイキ我慢に挑戦!! ド痴女潮吹き女優・浜崎真緒 × 素人男子大学生（彼氏）/（彼女）素人女子大生 × デカチン激ピストン男優 編（3月7日、DEEP'S）
- 【シコり過ぎ注意】 個撮! ドスケベ娘! 巨乳! 肉尻! ギャル! 中出し! ハメ撮り! フル勃起で金玉カラッポ250分!（3月21日、チキチキカマー/妄想族）
- 仕事が欲しくてAV制作会社の監督面接でやってきた女の子たちに行っていた職権乱用の一部始終… 8名収録（3月25日、JUMP）
- 聖水ぶっかけ女上司 びちょ濡れ状態で溺れ射精させられた僕 浜崎真緒 大槻ひびき（3月28日、痴女ヘブン）
- 見られたくないけど見られたい性癖の女子 婚活★露出好き 週末のお見合いに向け校内を全裸徘徊!! 露出姿が生徒にバレるとカラダが引き締まったと喜ぶ以上に 羞恥快楽の虜になり放尿発情し… 浜崎真緒（4月4日、山と空/妄想族）
- MGC ACT.2 MAX GIRLS COLLECTION 2023（4月4日、MAX-A）
- 超絶絶頂!! 性癖開放びしょ濡れSEX 4時間 浜崎真緒（5月2日、MAX-A）※単体ベスト
- Extreme（過激な）オナニスト! 33 浜崎真緒 ～9オナニー151分（5月9日、セレブの友）
- 我らがハママオがイク! Non Stopイキまくり噴きまくりの240分! 浜崎真緒ベスト!!（6月6日、桃太郎映像出版）※単体ベスト
- 究極BODY美乳 & 美尻ゆれっ放し潮吹き中出しフェスタ 浜崎真緒（6月8日、BonキュンBon）
- 浜崎真緒BEST VOL.1（6月13日、グローリークエスト）※単体ベスト
- 息子の嫁は元ギャル!? エロ尻! エロ谷間! エロい腰つき! に義父とはいえ我慢の限界! 息子がいない間にギャル嫁をおかしくなるまで突きまくり! 真面目だった息子の嫁はまさかのギャル! とにかくエロギャル! 息子はどうやら貞操観念が強くて性生活が満足できないのか性生活は貧しいらしくギャル嫁は満足していない! 私といえばそんな嫁の姿を見て思わず勃起してしまう…。我慢しっぱなしの2人が昼間2人の家にいたら…（7月25日、Hunter）
- レズ喰い家庭教師の私が愛したのは天然美少女なニューハーフでした。 柏木かなみ 浜崎真緒（8月8日、ダスッ!）
- プロポーズされた逢花がリア充でムカつくから、結婚式前に輪姦レイプしてたくさん中出ししてもらおっと。 山岸逢花（8月15日、PREMIUM）※主演は山岸逢花。浜崎は助演女優として出演。DVD版・BD版同時発売。
- FINAL SEX 完全引退ドキュメント 若月まりあ  浜崎真緒とのレズプレイ、男装でデンマ責め、旧友! 涼宮琴音との対談、涙ありの完全燃焼（8月8日、MAX-A）※主演は若月まりあ。浜崎は相手役として友情出演。
- トリプル逆バニー風俗マンション 中出し放題! 追撃男潮! チ○ポバカになるまで精子搾られる! 木下ひまり 浜崎真緒 波多野結衣（8月15日、PREMIUM）
- シン・浜崎真緒（8月25日、h.m.p）
- 外国語教室の先生 浜崎さん（8月26日、JUMP）
- 人の良さそうな外国人に拉致監禁され飲まず食わずで犯される人妻 浜崎真緒（8月29日、マザー）
- お触りNGの派遣マッサージ師を呼んで施術中にバカなフリしてしつこくタッチし続けていると感じてきたのでデカチン見せつけハメるおかわり中出しOK出張人妻（9月5日、変態紳士倶楽部）
- チ●ポがぶっ壊れるまでやめてくれない唾液ダラダラ舐めずりW痴女 浜崎真緒 紺野ひかる（9月12日、BALTAN）
- 欲求不満ちゃんととろけるせっくちゅ 浜崎真緒（9月29日、光夜蝶）
- 新しい義母は、鬼畜な人なのに僕の勃起は治まらない。 浜崎真緒（9月29日、NON）
- 清純巨乳 × 乳輪痴女 先輩とレズしたい!! ～事務所の先輩と初めてのレズが気持ちよすぎる～ 浜崎真緒 三田サクラ（10月3日、U&K）
- 「わたくしの穴という穴を犯してくださいまし」  変態ドマゾ令嬢の雌穴全開3穴狂乱デスワルツ!! 鈴音杏夏 浜崎真緒 新村あかり（10月10日、ビビアン）
- マッサージ師のなすがまま、カーテン越しに上から下まで弄られまくりの人妻たち!! 声を殺して、鼻息も荒くオイルで火照ったカラダをふるわせ旦那にバレずにイキ放題っ!! 久々の中出しに子宮は切なく痺れ、たっぷり染み込む他人種がメスの性を目覚めさせるっ!! 6（10月12日、LEO）
- フェイスペイントプロレズ（10月12日、ROCKET）
- 集団レズ調教痴漢 童顔美少女J〇を連日メスイキさせる性欲ビアン女たち（10月12日、ナチュラルハイ）
- 生贄の村 浜崎真緒（10月17日、グローリークエスト）
- 【パコパコ動画】このイチャラブカップル! エロ過ぎて無理 www 浜崎真緒（10月17日、チキチキカマー/妄想族）
- 日常に性行為が足りてないスケベ童顔妻 変態Mおじさんをドピュドピュヌキ倒して激アツ浮気セックス! ロリ顔エロ天使 真緒さん (30)（10月17日、あたご屋/エマニエル）
- デカ尻人妻限定! ケツ肉プルプル! 1cmハメ空気イス我慢ゲーム大会！ 旦那よりはるかに大きいデカチンの先っぽをご無沙汰マ○コにあてがったまま我慢できたら100万円! 失敗したらそのまま激ピス中出し罰ゲーム!（10月17日、はじめ企画）
- 義理の息子にオモチャとして扱われてるのにマン汁を滴らせる私は変態です。 浜崎真緒（11月3日、光夜蝶）
- いちゃラブ宅飲み濃厚べろちゅう密着せっくちゅ 浜崎真緒が彼女になった日（11月7日、桃太郎映像出版）
- 腰のうねりがハンパない!! 前代未聞のスクリューグラインドで精子を何発も何発も搾り取る超絶ヤリマンビッチ 浜崎真緒（11月28日、Million）
- M男クン家にケダモノ痴女襲撃ハーレム 挟撃ホールドロック責め & 涎、聖水、マン汁体液ぶっかけマーキング☆ぐっちょり逆レイプ破滅篇! 新村あかり 望月あやか 浜崎真緒 沙月恵奈（11月28日、痴女ヘブン）
- 頭もチ〇ポもバカにさせてやんよ!  嘘つきM男を追い詰める1日監禁パニックルーム! おしっこ・飲尿・メスイキ・レズ・大乱交 最狂女ハーレム中出し!! 波多野結衣 浜崎真緒 望月あやか 新村あかり 岬あずさ（11月28日、本中）
- シロウト観察 モニタリング 純欲美女はままおの吹き過ぎイキ過ぎ中出しセックスサービス! 逆ドッキリで大歓喜の絶頂潮吹き! 浜崎真緒（12月5日、桃太郎映像出版）
- MM号特別編「ザーメン50ml溜めるまで逃さないからね!」 仲良しAV女優2人組による極上チ○ポ責め逆3Pハーレム乱交 in ザ・マジックミラー 乙アリス & 浜崎真緒 / 渚みつき & 宮沢ちはる / 沙月恵奈 & 菊池まや（12月5日、DEEP'S）
- 潜入っ!! ●●駅北口から徒歩2分! これがウワサの闇リフレ!! 3（12月7日、LEO）
- ミニスカパンチラでその気にさせ回春を誘うメンズエステ。オイルまみれのボインとデカ尻が勃起ペニスに密着! もう挿入するしかないっすよね!!（12月7日、SWITCH）
- 同じアパートに住む性欲バグり気味 絶倫モンスター女子×2に 朝から晩まで自宅占拠されてめちゃくちゃSEXした件 浜崎真緒 三田サクラ（12月12日、椿鳳院）
- ヤリたくなったら即注文 家にやって来る配達員を狙って犯す痴女人妻 浜崎真緒（12月26日、クリスタル映像）
- 美人ジャーナリスト 知りすぎた女 2 浜崎真緒（12月26日、レッド）
- 親友から嫉妬を買った大人気インフルエンサーは犯○れ廻され垢BANレ○プ生・配・信!! 全世界のネット民の前でメス堕ちしたうんぱい（12月26日、S1 NO.1 STYLE）※主演はうんぱい。浜崎は助演。
- パンスト美脚のFカップお姉さんがド痴女に豹変 メス堕ちセックス! 浜崎真緒（12月31日、オリンポス）

- 入院生活が長すぎて無防備な新人ナースのぱつぱつスケパン尻で毎日勃起してしまう僕 6（1月5日、LEO）
- 夫婦交姦 寝取り寝取られ乱れ狂うとある夫婦の中出し記録 通野未帆 浜崎真緒（1月9日、VENUS）
- 「ヤリたいって思った時にヤリたいの」 フッ軽ヤリマン義姉はレベチな性欲! ボクがどこで何してようが関係なし! SEXの為ならいつでもどこでも飛んで来て止まらない性欲をぶつけては勝手にイキまくり! 一旦気が済んだらまたどこかへ行って、またヤリたくなって戻ってきての繰り返し! もうチ○ポがもちません! しんどいです!（1月9日、Hunter）
- 女のイキツボ直撃レズエステ 7  乳首いじりとこねくり責めで拒絶しながらも絶頂をくり返す未開発のカラダ（1月25日、ナチュラルハイ）
- 痴女神様のささやきで連射確定脳バグシコサポASMR（2月8日、BonキュンBon）※配信版は2023年10月6日リリース。
- 推しの接吻は見てられない! 浜崎真緒（2月22日、RADIX）
- イチャイチャ二人きり生ラブホお泊まり会 浜崎真緒（2月22日、月刊彼女）
- ゆめ莉りか レズ解禁 ～落花流水～ ゆめ莉りか 浜崎真緒（2月22日、アイエナジー）
- 肛門クンニ大好き女子の突然のアナル見せ誘惑（2月23日、h.m.p）
- エーゲ海で奇蹟と興奮のセックスしまくったエロ旅 浜崎真緒（2月27日、バミューダ/妄想族）
- 「ウチらが気持ち良くイカせてアゲる」 甘サド逆3Pオナニーサポート! W耳元囁き淫語オッパイ挑発ラッシュ! 【脳がトロけるASMR主観】 浜崎真緒 美園和花（3月5日、ワンズファクトリー）
- 浜崎真緒と夜に… 美女とホテルで性愛を楽しむ（3月7日、Mr.michiru）
- 勉強を教えてもらいに来た教え子はポロチラ乳首で発情誘惑してくる巨乳ノーブラ女子校生（3月12日、BAZOOKA）
- 酔っパコごっくん巨乳GAL! Wビッチにキンタマカラッポ痴女られナイト 浜崎真緒 新村あかり（3月19日、チキチキカマー/妄想族）
- MILU-キャンギャル狂想脚アメイジング（3月19日、ミル）
- 一夜レズ ～初めてのレズは酒の勢いで～（3月19日、U&K）
- スプラッシュシェアハウス! 朝から即潮吹きまくり! イキまくり!（3月26日、Hunter）
- MOODYZファン感謝祭 バコバコバスツアー2024 AV男優発掘＆育成スペシャル!! AV男優を目指す素人16名とAV女優16名の1泊2日大乱交ツアー!（4月2日、MOODYZ）
- おほ声媚び媚び鬼キメセク 01（4月5日、ONE MORE）
- アナル拷姦レズビアン 天晴乃愛 浜崎真緒（4月9日、ダスッ!）
- 浜崎真緒 まるごと完全収録16時間02分BEST（4月9日、セレブの友）※単体ベスト
- 催淫ガス強制スプラッシュ発情空間 ～突然出来た可愛すぎる3人の巨乳義姉を催淫ガスで充満した部屋に閉じ込めて強制発情～（4月9日、Hunter）
- MOODYZファン感謝祭 うらバコバコバスツアー2024 補欠者救済? 魁! 男優塾である! 浜崎真緒 岬あずさ 望月あやか ちゃんよた（4月16日、MOODYZ）
- 南国ビーチ羞恥露出 HAMASAKI MAO（4月25日、hawaii）
- 頭は悪いけど性欲の強い新しい義姉に飼われてます。 浜崎真緒（5月4日、NON）
- 尊敬している父と再婚した年下の母親は射精管理してくる鬼畜な人でした。 浜崎真緒（5月4日、光夜蝶）
- 仕事中に唾液だらだらベロキスを見せつけられ注意できず発情した看護師は誘惑3Pを拒めない（5月9日、DANDY）
- お触りヌキ無し 新敏感型メンズエステ 淫乱ギャルママメンエス嬢の凄テクNTR連続中出し 裏メニューを隠し撮り 3（5月15日、ロータス）
- 【神ギャル殿堂入り】ギャルがやっぱり最強説! vol.8（5月21日、チキチキカマー/妄想族）
- 浜崎真緒の射精管理（6月7日、NON）[32]
- 最高すぎる!! 浜崎真緒 がっつり4時間てんこ盛りスペシャル!!（6月11日、BALTAN）※単体ベスト
- ＃港区 高級人妻ラウンジ嬢 親友同士が初不倫に走った日（6月12日、MERCURY）
- #同人モデル 真緒ちゃん（6月22日、JUMP）
- 精子を口に入れたまま射精させる口内2連射フェラチオ 2（6月25日、SEX Agent/妄想族）
- メスイキ専門に魔改造された凸凹口枷サンドイッチで何度も何度も竿 & アナルで射精させられるボク… 辻井ほのか 浜崎真緒（7月2日、MOODYZ）
- ノーカット合コン 同じアパートに住む性欲バグり気味絶倫モンスター女子×2と酔った勢いでめちゃくちゃSEXした件 焼肉パーティーで乾杯宅飲みが盛り上がり 王様ゲームで生パコ大乱交ヤッちゃいました 浜崎真緒 三田サクラ（7月9日、椿鳳院）
- 「お風呂いっしょに入ろ!」 従姉妹＆叔母さんとまさかの混浴。大人になった僕のチ○ポを目にして興奮が止まらず、みんなにバレないように握りしめ濡れ濡れマ○コに誘ってきた（7月11日、SWITCH）
- まだまだ性欲が止まらない! 不貞行為を自ら望んで応募してきた美人ヤリ妻のイケない完堕ち性交 浜崎真緒（7月12日、ホットエンターテイメント）
- 誰もが羨む巨乳ビッチ。ほろ酔い甘々逆3Pスイートルーム 百永さりな 浜崎真緒（7月23日、ROYAL）
- 夫婦で挑戦! 夫がAV女優の凄テクを20分我慢できたら賞金! イカされちゃったら妻が寝取られ中出しSEX!! 7（7月30日、はじめ企画）
- パリピ淫乱ニューハーフとギャル痴女レズビアンのメスイキ性感アナルFUCK 乙アリス 浜崎真緒 一ノ瀬ラム（8月6日、ワンズファクトリー）
- 梨穂が私の好きな男と結ばれるなんて超ムカつくッ! だから…結婚前中出しレ×プしてもらったんだ… 松本梨穂（8月6日、MOODYZ）※主演は松本梨穂。浜崎は助演。
- 2段階NTR  1、弱みを握った男に彼女とのハメ撮り映像を献上させる。 2、その後、断れない彼女を無茶苦茶ハメる。 新宿区で同棲4年、アパレル / DJ あかねさん (30)（8月8日、SODクリエイト）
- 母子交尾 ～越後湯沢路～ 浜崎真緒（8月20日、RUBY）
- 恋人いちゃラブドキュメント 仕事を忘れて心で没頭した日 浜崎真緒ちゃんと1日イチャイチャデート（8月20日、パコパコ団とゆかいな仲間たち/妄想族）
- 逆時間停止 オンナに時間を止められる 痴女たちの快楽責めが終わらない世界（8月27日、まるかあの/妄想族）
- 下から見上げるストリップ & ディルド（8月27日、SEX Agent/妄想族）
- 下品なSEXでアへ顔晒してオホ声絶頂 浜崎真緒（9月3日、MAX-A）
- 同僚の隠れビッチ女子社員は高級痴女M性感で働くアナル凸責め風俗嬢 浜崎真緒（9月3日、MEGAMI）
- ギャラ飲みアプリで確実にセックスできる! 夜遊びアプリの達人が実践する港区ま●こ攻略 HOW TO 動画（9月3日、ナンパJAPAN）
- 先輩CAがまさかのレズビアン?! 仕事中に乳揉みレズハラされて感じてしまった新人CA VOL.2（9月12日、DANDY）
- 息子をイジメていた死ぬほど大っ嫌いな息子の同級生のおチ○ポにハマった欲求不満妻 浜崎真緒（9月13日、人妻花園劇場）
- 人妻かたりかけ11人 Gスポ激震クリ吸引バイブ ガニ股アヘ顔イキ絶頂オナニー 2（9月15日、ロータス）
- これが現代のレジェンド浜崎真緒240分（9月17日、マザー）
- MOODYZファン感謝祭バコバコバスツアー2024完全版 バコバス7時間50分 + うらバコ4時間 + 未公開シーン収録13時間（9月17日、MOODYZ）
- 女体フェチ図鑑 7 完全全裸60人（9月24日、グローリークエスト）
- 中出し大好きG乳性欲モンスター まお (28)（9月27日、First Star）
- 契約の秘訣は実演販売!? 大人のオモチャの人妻訪問販売員!（9月30日、五次元）
- シコサポ!! エステティシャン浜崎真緒の囁き淫語で脳までトロける最高のオイルマッサージ（10月1日、MAX-A）
- ん? 目の錯覚か…違う! たわわな乳がゆっさゆさ 隣に引っ越してきたノーブラノーパン巨乳奥さんが無自覚風な浮き乳首とまんチラで挑発してきた!（10月15日、OPPAI）
- 【神ギャル殿堂入り】ギャルがやっぱり最強説! vol.9（10月15日、チキチキカマー/妄想族）
- スキニーガール『M』ハンティング! 浜崎真緒（10月22日、M男パラダイス）
- 柊かな、サクセス始動。理論値最強のAV女優で育成させてみた。featuring 浜崎真緒（10月22日、ダスッ!）
- てめえら全員チ〇ポ出して並べ 男性の人権ZERO。マゾ調教プリズン 森日向子 木下ひまり 浜崎真緒（10月22日、Million）
- 野外露出 青姦SEX (DOA-079)（10月22日、ブラックドッグ/妄想族）
- アナルのシワの数までハッキリわかる! ノーモザイク連続絶頂アナル見せオナニー 29（10月24日、アイエナジー）
- お礼は唾液じゅるじゅる潮まみれ? ご近所付き合いがエロ過ぎる隣の真緒さん 浜崎真緒（11月5日、DEEP'S）
- 精子の匂いでガンギマリする変態OLにザーメン製造機扱いでメチャクチャにされる僕 浜崎真緒（11月5日、DEEP'S）
- とある男の秘録集 10（11月5日、ティーチャー/妄想族）
- 聖水痴女レズビアン 美女がおしっこビチャビチャぶっかけイカセあうトリプルレズSEX! 美園和花 響乃うた 浜崎真緒（11月12日、ビビアン）
- ‘失禁媚薬’ 学生時代から今に至るまでイジメられ、パシリ扱いしてきたヤンキーギャルに利尿ドラッグを注入!! 初めは威勢がよかった彼女もボクの逆襲チ〇ポに屈服!! 何度も絶頂!! 失禁しながら快楽堕ち…!（11月12日、SCOOP）
- ブーツの美魔女とナマ交尾 即ズボチ〇ポの快感に美貌が蕩ける… まおさん32歳（11月19日、有閑ミセス/エマニエル）
- 美脚パンストの保険セールスレディーに痴女られて即落ち!（11月19日、DEEP'S）
- SNSナマ配信公開処刑レ×プ インフルエンサー真緒の復讐 学生時代イジメてきた張本人の女を強制孕ませ中出し輪姦される痴態をライブ配信して地獄を見させた── 藤森里穂 浜崎真緒（11月26日、本中）
- カメラの前でおしっこする女 5（11月26日、グローリークエスト）
- レイヤーをやり始めた姉を無言で貪った 浜崎真緒（12月6日、光夜蝶）
- ママといっしょ ～超過保護のママは父も知らない間に僕の射精管理する変態さんでした～ 浜崎真緒（12月6日、NON）
- 夫婦交換スワッピングパーティー! 奥手な若夫婦がヤリマン & ヤリチン夫婦にSEXの新しい快楽を垂らし込まれました（12月26日、SWITCH）

- 浜崎真緒コンプリートVol.1 15SEX × 4時間（1月7日、MAX-A）※単体ベスト
- 最終電車でド痴女とまさかの2人きり! 座席で指オナする変態女の大量イキ潮がぶっかかり勃起したらヤられた（1月9日、DANDY）
- 今日も乳首が最弱の俺がエステティシャンの姉に乳首弄りを無双されて弄ばれる。 浜崎真緒（1月11日、NON）
- 最下層のWクソマゾ女メス豚頂上対決 浜崎真緒/水川潤（1月21日、グローリークエスト）[33]
- AV引退 浜崎真緒 36タイトルCOMPLETE BEST 2017-2024（1月28日、Million）※単体ベスト
- 女ハメ撮り師ミカとレズな女優たち ＃1 浜崎真緒が人生最後のレズ撮影（2月4日、パコパコ団とゆかいな仲間たち/妄想族）
- 男も思わず喘ぐフェラテクの持ち主15名の撮り下ろしフェラチオ180分（2月4日、MAX-A）
- 超優良、リピート確実! 神ギャルが超絶テクでおもてなす Special風俗♡ 浜崎真緒（2月16日、MAXING）
- チーム中出し プカプカZ ＃003（2月18日、ティーチャー/妄想族）
- ガニ股ギャル乳首こねくり素股早ヌキチャレンジ!! ミッション成功で賞金 100万円! …のはずが規格外のデカチンで擦りすぎて感度が上がったGAL はルール無視して自ら腰振り騎乗位で連続生中出し!?（2月18日、はじめ企画）
- ブーツのお姉さんにしゃぶってもらいたい! フェラチオ好きのブーツ女子12名（2月18日、有閑ミセス/エマニエル）
- 彼氏がいるのに呼んだらすぐ来る生セフレ まお (26)（2月27日、First Star）
- オタクに優しいギャルにSEX練習と称して素股ヌキしてもらうはずが擦れ過ぎたマ〇コ感度MAXで性欲爆発させ何度も生ハメ中出しできたHow to SEX盗撮（3月4日、変態紳士倶楽部）
- 光夜蝶は浜崎真緒とヤリまくる（3月7日、光夜蝶）※単体ベスト
- ～無理矢理ヤラれて感じまくる～ 浜崎真緒 2枚組ハイパーベスト7時間48分（3月11日、セレブの友）※単体ベスト
- 生ハメ膣中出しをお尻を振っておねだりする真緒女将 浜崎真緒（3月18日、RUBY）
- 長生きしたいならエッチであれ!! 「アタシたちのスケベパンティ見て、一緒にイキませんか?」 ～赤パンツ愛好家16人と、精の巡りが良くなるオトナのエロ体操第一～（3月22日、ビッグモーカル）
- ちんしゃぶ彼女紹介します。 浜崎真緒 Final（3月28日、h.m.p）
- 「シャンパン入れてくれたらヤラせてアゲル」 キャバ嬢に貢いでお持ち帰りしたらドS絶倫の変態女で返り討ちに会った夜。。。（4月1日、ナンパJAPAN）
- キャバクラで働く真緒さんは、エロ店長達にセクハラされ抵抗するも身体が敏感に感じて大量スプラッシュしまくる No.1キャバ嬢 浜崎真緒（4月8日、AVS collector’s）
- 暗黒痴女まとめ 02（4月8日、ティーチャー/妄想族）
- 露出天国 太陽を浴びながら解放SEX（5月23日、ワルキューレ）
- ギャル逆バニーデリヘルで好評の素股サービスはあまりにもナチュラルにズボリと挿れさせてくれる（5月27日、BAZOOKA）
- 裏 浜崎真緒 セックストラベル 海にプールに買い物! 遊び尽くした後は濃厚イチャラブSEX!!（6月24日、ブラックドッグ/妄想族）
- 強制トランス覚醒ガンギマリ!! 媚薬イカせエステ（6月27日、h.m.p）
- 浜崎真緒Complete Best 3枚組11.5時間（7月25日、h.m.p）※単体ベスト
- AV女優とAV男優 本気のリアル合コンモニタリング 浜崎真緒 笠木いちか 三田サクラ（8月5日、MAX-A）
- 人妻不倫快楽漬け!! キメセク中出し性交 本能剥き出し愛液駄々洩れで肉便器と化した人妻の姿 12名5時間 2（8月8日、ホットエンターテイメント）

### アダルトVR
- 集団VRフェラ ～VRだから実現!これが本当のハーレム状態!～（11月10日、KMPVR）
- 浜崎真緒の超発情中潮吹きオナニー実況（12月9日、CASANOVA）
- 女優5人ハーレムフェラ VRだからこそのリアル感!! 人気AV女優5人が完全主観でご奉仕!!（12月16日、KMPVR）

- 完全チ○ポ陶酔なイチャイチャフェラ（2月10日、CASANOVA）
- 超発情期美女とアヘアヘSEX（3月24日、CASANOVA）
- ハメ潮生中出しSEX! VRならではの臨場感! 思わず避けてしまう潮吹き!!（3月31日、ブイワンVR）
- レズビアン 貪りあう連続イカセ!!（3月31日、ブイワンVR）
- 「みんなに内緒だよ♡」 二人っきりの濃厚パイズリフェラ（3月31日、KMPVR）
- 2人だけの秘密の休日!! イチャイチャ濃密中出しSEX（3月31日、KMPVR）
- 爆乳エステティシャンの二人が貴方の元へ出張サービス!! 極上のサービスを体験してね♡（3月31日、KMPVR）
- 超豪華!! 3人の有名女優とどスケベ王様ゲーム!! VRだから実現できる夢の空間でたっぷりヌイちゃって!!（3月31日、KMPVR）
- 生中出し 癒やしの看病ラブラブSEX（4月19日、ブイワンVR）
- KMP15周年特別企画 60億分の1の確率に見事当選!! 超豪華10人共演 夢の極上ハーレムスペシャル!!（4月21日、KMPVR）
- KMP15周年特別企画 夢の10人共演! 催眠術でモテまくりヌキまくり僕だけのおチ●ポハーレムスペシャル（4月21日、KMPVR）
- KMP15周年特別企画 集団おしゃぶりナース 3DVRでオチ●ポ奪い合い（4月21日、KMPVR）
- KMP15周年特別企画 集団痴女ナース 超リアル連続中出しSEX（4月21日、KMPVR）
- 浜崎真緒がアナタのチ○ポが気持ち良すぎて敏感にイキまくる! 大量ハメ潮顔面浴び体験激イキ中出しSEX（4月26日、SODクリエイト）
- SODstar×超人気女優 6人夢の共演 指舐め、足舐め、乳首舐め、玉舐め、アナル舐め、全身舐め尽くし&6人全員フェラ比べ極上ハーレム天国スペシャル 市川まさみ 桐谷まつり 戸田真琴 春原未来 波多野結衣 浜崎真緒（4月26日、SODクリエイト）
- 超ギリモザイク! ギリギリを攻めた超至近距離食い込みマンスジ見せつけオナニー 春原未来 波多野結衣 浜崎真緒（4月26日、SODクリエイト）
- 最強人気女優4人×SODVR 澁谷果歩、春原未来、波多野結衣、浜崎真緒 気持ち良すぎる究極ハーレムSEX 「イカせすぎちゃってゴメンなさい」 キスと淫語もたっぷり全員挿入全員中出しスペシャル（4月26日、SODクリエイト）
- SODstar×超人気女優コラボ 桐谷まつり×澁谷果歩・浜崎真緒 目の前おっぱいだらけ密着圧迫ハーレム天国マシュマロ柔らか美巨乳パイズリスペシャル（4月26日、SODクリエイト）
- 舐める音、漏れる吐息、囁く声、口の中まで鮮明に見える超至近距離フェラ（4月26日、SODVR）
- 甘えんボイン Ver.VR 浜崎真緒（5月30日、ワープエンタテインメント）
- 卑猥な唇、濃厚な舌 浜崎真緒（5月30日、ワープエンタテインメント）
- 誘惑・巨乳家庭教師 浜崎真緒（5月30日、ワープエンタテインメント）
- 浜崎真緒 パイズリフェラ Eカップ美乳の極上テク（6月5日、ブイワンVR）
- 今夜はあげないよ。欲求不満女のぐちゅねちょオナニーアクメ（7月28日、電影ガール）
- いつも俺をいじめてた、あの鬼女上司が、会社に帰ったら密室でねぶり回し、いたわりフェラしてくれた。Theサービス残業（7月29日、電影ガール）
- 臭ーいチ○ポをネットリご奉仕。お掃除しぼりだしフェラ（7月30日、電影ガール）
- 清楚だったはずの彼女が、2ヶ月ほったらかしにしてたらち○ぽ狂いの変態女になっていた。（8月1日、IMAX）※「VR-1グランプリ2017」エントリー作品。
- SEXのハードルが異常に低い世界 ～エンドレスに大量ザーメンを連続射精する僕～ 浜崎真緒 阿部乃みく 紺野ひかる 江上しほ（8月1日、DEEP'S）  ※「VR-1グランプリ2017」エントリー作品。
- 射精コントロール! オナ指示痴女 vol.3 佐々木あき / 浜崎真緒（8月11日、CASANOVA）
- ハズレ無し風俗店 浜崎真緒 川村まや（8月11日、CASANOVA）
- 18cmメガち●ぽ連続中出しSEX 浜崎真緒（8月19日、エロタイム）
- キャンプで没入密室 発情テント 浜崎真緒（8月25日、CASANOVA）
- 絶童 浜崎真緒 川村まや（8月25日、CASANOVA）
- VR長尺 浜崎真緒 生中出しハメ潮5発! 思わず避けてしまう潮吹き2発! 数秒で即挿入!（9月9日、ブイワンVR）
- 超高級Wソープ 真木今日子 浜崎真緒（9月19日、KMPVR）
- 長尺VR リアル風俗卒業宣言! この1作品で色んな風俗がバーチャル体験できる!! 4コーナー+特典1コーナー すべて本番あり 水野朝陽・浜崎真緒・推川ゆうり・真木今日子（9月29日、BAZOOKA VR）
- 嫁のスペック高過ぎで風俗いらず 浜崎真緒（10月20日、CASANOVA）
- 長尺 浜崎真緒 ハメ潮7噴射 怒涛の快楽で噴き上がる潮性交。（10月28日、TEPPAN VR）
- 超VIP席! お姉様達の見せ付けレズ 浜崎真緒 真木今日子（11月3日、CASANOVA）
- ハズレ無しデリヘル 浜崎真緒 真木今日子（11月24日、CASANOVA）
- ヴァーチャルセックス 四十八手 浜崎真緒（12月8日、SMM）
- ボクにセックスのやり方を教えてくれた隣に住んでいるキレイなお姉さん 浜崎真緒（12月9日、SMM）
- MOODYZ VR 女の子になってレズ責めされてみませんか?ハーレムレズエステ編 麻里梨夏 椎名そら 浜崎真緒 碧しの（12月14日、MOODYZ）
- イチャラブ・スイーツ嫁 浜崎真緒（12月22日、CASANOVA）

- 長尺・高画質 唾液ダラダラ 寸止め痴女 浜崎真緒（1月13日、ブイワンVR）
- 360°でシェアルーム（1月26日、CASANOVA）
- 360°! 導きの快感研究所（3月9日、CASANOVA）
- 裸エプロンからこぼれそうな巨乳新妻と朝からラブラブ!!1回じゃ満足できない異常性欲の嫁と3連続中出しSEX（4月5日、KMPVR）
- 間違えて入った女子トイレで密着SEX（4月26日、アロマ企画）
- ハズレを引くことはありません!! VRだから実現! 人気No.1超高級デリヘル嬢と本番セックス!（8月8日、BAZOOKA VR）※ 2017年9月29日リリース「長尺VR リアル風俗卒業宣言! この1作品で色んな風俗がバーチャル体験できる!! 4コーナー＋特典1コーナー すべて本番あり」から浜崎真緒出演部分を抜き出し単体リリースした作品。
- 僕の早漏絶倫チンポをめちゃシコしてくる（9月21日、あさりVR）
- 綺麗なお姉さんが上から目線でオマ●コ見せつけ（10月19日、あさりVR）
- HQ版 どぴゅっ×9 連続射精!! イっても止めないエッチな女教師まお先生と超濃密生中出しセックスしよ!（10月31日、KMPVR-bibi-）
- 濃厚密着高級ソープランド極上泡姫3名VR×180分（10月31日、まるはんVR）
- 初めてできた彼女が浜崎真緒、きったない俺の部屋でヤリまくる夢の性活（11月8日、イエロー）
- VR 真夏の炎天下の狭い車内で汗だくになって肉食系カーセックスしまくりました（11月9日、VR総研9課）
- VR 浜崎真緒 雨の大人デート ずーっと昔から愛してます! いつだって至近距離で一緒にいたいの!（11月21日、VR総研9課）
- スパイダー騎乗位三姉妹 若月みいな 浜崎真緒 蓮実クレア（11月28日、KMPVR）
- 美聖女戦士セーラーファイヤーエルメス（12月8日、GIGA）
- ハイパーバイノーラル むっちり巨乳お姉さんが高密着濃厚中出し痴女ハーレムSEX 両耳でささやき誘惑する 浜崎真緒 若月みいな（12月25日、KMPVR-bibi-）

- 浜崎真緒の快感乳首んびんクリニック（1月26日、イエロー/妄想族）
- 顔面総攻撃VR 俺vs.女子○生たち クラスメイト4人から唾たらし・顔舐め・尿・ハメ潮ぶっかけ! 顔中汁まみれハーレム5P あおいれな 玉木くるみ 富田優衣 浜崎真緒（4月12日、SODクリエイト）
- AV女優にVRカメラを持たせて自撮りさせたりハメ撮りさせてみたら想像を遥かに超えた卑猥映像に仕上がった。浜崎真緒（4月26日、CASANOVA）
- 前後左右から淫語責めWバイノーラル唾たらし痴女嫁ハーレム妊娠孕ませ連続中出しSEX 浜崎真緒 玉木くるみ（4月26日、SODクリエイト）
- 劇的高画質 浜崎真緒が我が家に来た!! 2 ドキドキが止まらない! 淫語と潮3噴射、潮飲み 2発射!（4月27日、ブイワンVR）
- 高画質 浜崎真緒 隣のお姉さんが酔った勢いでボクの知らないパラダイスへ… ガチイキ! 痙攣! 中出しOK!（5月15日、MAX-A）
- 【悲報】悪徳出張ホスト体験!のはずが、媚薬入りオイルでイキまくりの潮吹き中出しセックスになり、結果…（5月29日、KMPVR）
- フードクラッシュVR（5月31日、SODクリエイト）
- 大量潮吹き1000cc不倫妻!! 吹けば吹くほど興奮を増長させる変態妻に貪られ、連続潮吹き&濃厚生中出し! 浜崎真緒（6月1日、KMPVR-bibi-）
- 高画質 湿った黒パンスト 挑発オナニーJOI（6月12日、MAX-A）
- HQ 劇的超高画質 浜崎真緒 性奴隷契約 5（6月15日、ブイワンVR）
- VR 女子♡生のくちゃくちゃ つばたらし vol.2（7月24日、VR総研9課）
- 彼女がボンデージに着替えたら… 大人しかった彼女が豹変! 驚愕… 潮吹き痴女SEX! 浜崎真緒（8月1日、CRYSTAL VR）
- 朝まで女上司と二人きり… 深夜残業VR 浜崎真緒（8月2日、マドンナ）
- 【赤ちゃんプレイ風俗体験VR】母性溢れるデカ乳ママがボクに優しくキス/おっぱい揉み/授乳手コキ/フェラ/パイズリ! 大きくて元気なおちんちん見て騎乗位生挿入! ママのおま○こにおち○ぽミルク大量発射! 浜崎真緒（8月2日、V&R PRODUCE）
- 【M男専用VR】「おい! テメェ! 早くシコれよ!」元ヤンキーの黒パンスト穿いたドS上司が上から目線で僕をバカにしながら見下し淫語オナサポ/ビンタ/金蹴り/脚コキ/唾吐き! 罵倒されフル勃起したチ○ポにガニ股生挿入! 「全然気持ちよくねぇよ…」 言葉とは裏腹に僕とのSEXで何度もイキ乱れた! 浜崎真緒（8月23日、V&R PRODUCE）
- 可愛すぎる愛人 ～ホテルでセックス三昧～ 浜崎真緒（8月30日、ながえSTYLE）
- 顎チ○コ人間VR 大槻ひびき 浜崎真緒（9月9日、SODクリエイト）
- お姉さんの股間に食い込み! 股縄VR（9月10日、バミューダVR）
- HQ 劇的超高画質 浜崎真緒 ドキッ! 浴衣のはだけた姿がエロすぎ彼女… ムラムラしてしまったイチャラブセックス（10月2日、ブイワンVR）
- 飲み会後の女上司2人に前から! 後から! ノリノリで痴女られる!! フロントでたっぷりチ○ポを責められながら、バックで耳舐め＆言葉責め＆羽交い締め! シリーズ最強の淫乱潮吹きコンビネーション逆3P VR!! 浜崎真緒 大槻ひびき（10月16日、ワンズファクトリー）
- 触手VR 大量発生した異形の群れ! 浜崎真緒（11月6日、バミューダVR）
- 彼女の旅行中、レズビアンカップルだと思っていたルームメイトが男もいけるバイセクシャルだと判明!! チ○ポとマ○コでイキまくる濃厚3P VR!! 真緒とももかのぐっちゃぐちゃに混ざりあった唾液と愛液に溺れ続ける新感覚VR!! 浜崎真緒 加藤ももか（11月6日、MOODYZ）

- HQ劇的超高画質 恥辱レ×プ「お客様のご要望に全力でお応え対応致します。」浜崎真緒（2月14日、ブイワンVR）
- VR 女子♡生のみせつけ がんき vol.2（3月6日、VR総研9課）
- 個室トイレの中で見るVR 家族にバレないようこっそりオナニーしていた僕を淫語で責めながらWフェラ&Wパイズリでオナサポしてくれたトイレの女神様たち♡ 浜崎真緒 桜庭ひかり（4月16日、こあらVR）
- 3Dハメ撮りVR改 狂気的ストーカーが一目惚れしたあの子を追いかけ強引FUCK! 怯える巨乳美女に生ハメして激突きし一撃顔射してやった! 浜崎真緒（4月27日、こあらVR）
- 集団キメセクVRスペシャル!! 媚薬・覚醒・絶頂・SEX中毒になった女子大生たちにキメパコ好き放題ハメ倒されまくるVR 奏音かのん 宮沢ちはる 浜崎真緒 中尾芽衣子（5月13日、SODクリエイト）
- VR 女子♡生のぷるぷる おっぱい vol.3（6月4日、VR総研9課）
- VR 女子♡生のまるみえ パンティー vol.3（6月4日、VR総研9課）
- 色白美巨乳がオイルでテカる超敏感エステ嬢の極上のおもてなし 淫語を連呼しながら献身的に責めてくれる激エロお姉さんとアクメ連発の中出しエステサロン 浜崎真緒（6月9日、こあらVR）
- AV女優の同級生 マオ（7月9日、PINK FOREST）
- マオの一人暮らし（7月9日、PINK FOREST）
- 初共演! 浜崎真緒と東条蒼によるマシンガン淫語責めVR（9月11日、CASANOVA）
- 変態女医の射精治療 ～浜崎真緒せんせーい、チ●ポの調子が悪いんです、診てもらえますか?～（10月16日、CASANOVA）
- 乳首責め専門デリヘル嬢 じ～っくりね～っとり騎乗位で生中出し 浜崎真緒（10月22日、Mr.michiru）
- 淫乱ママ友2人に誘惑されて不倫大連射 浜崎真緒 東条蒼（11月6日、CASANOVA）
- 新しくお隣へ引っ越してきたギャルはウチの合鍵を勝手に作って何度も何度も逆夜這いを繰り返す 浜崎真緒（12月10日、KMPVR-bibi-）

- マ●コにバイブを突っ込んだ状態でアヘ顔INしてくる神対応デリヘルがあるという都市伝説的な噂を聞いて呼んでみたら、勃起確率200%の淫乱デリ嬢がやってきた! 浜崎真緒（1月17日、SCOOP VR）
- 天井特化アングルVR 絶頂リラクゼーションASMR ～淫音と淫語で快楽射精!!～（1月22日、KMPVR）
- 卑猥な身体を魅せつけながら痴女が唾液を垂らす（2月22日、KMPVR）
- 超スペレズVR ドスケベ美乳と潮吹き爆乳お姉さんが精子をレズ口移し 浜崎真緒 中条カノン（2月24日、ROOKIE）
- 食い込んだ競泳水着で顔騎されるVR（3月16日、KMPVR）
- 角オナで感じる表情を見続けるVR（3月22日、KMPVR）
- 淫語でオナサポVR ～射精を管理されたいM男向け!オナ指示痴女によるJOIスペシャル 2～（4月16日、CASANOVA）
- ド淫乱過ぎて手に負えないデリ嬢 ナイショと言いつつ度を超えたサービスw ボクのチ○コで無限絶頂! 浜崎真緒（4月21日、MAX-A）
- ボンデージVR 4時間35分SP Deluxe（5月8日、CRYSTAL VR Plus）
- 【射精管理】職場では俺様だけど実はドMのボクが後輩に淫語連発で焦らされる…徹底的になぶられ【チンぐり返し】で辱められちゃう【連続5射精】中出しVR 浜崎真緒（5月21日、こあらVR）
- これが… 悪女の大本命。低速⇔高速のギアチェンジ顔騎にボクは完全に壊れてしまいました。浜崎真緒（5月30日、KMPVR-彩-）
- 極M HEALTH 浜崎真緒（7月14日、KMPVR-bibi-）
- 入院中に院内で愉しむ為のVR（7月16日、CASANOVA）
- 天井特化アングルVR ～生理前の真緒ちゃんは欲求不満～（8月3日、KMPVR）
- アヘ顔WピースVR（8月18日、KMPVR）
- シコってたら下着姿のエロいお姉さんがあらわれて耳舐め/ベロキス/顔面舐められまくりの濃厚セックスをした【生ハメ】焦らされベロキス手コキと淫語囁き対面座位と顔めちゃ近い正常位とバックと至近距離で顔ジ～っと見つめられ杭打ちピストン騎乗位【中出し】 浜崎真緒（8月31日、アリスJAPAN）
- ノーモザイクパイズリ射精VR 5人の乳テクで気持ちよすぎる連続発射（9月7日、RADICAL）
- 超リアルカラオケVR 久しぶりのデートで発情した浜崎真緒とラブラブ店内セックスしちゃった!?（9月10日、ナチュラルハイ）
- パンチラ × 太もも × ニーソ 絶対領域VR 5（10月2日、CRYSTAL VR）
- 浜崎真緒BEST ぷるぷる巨乳潮吹き娘のマジイキSEX（10月15日、ブイワンVR）※単体ベスト
- 【KMPVR5周年メモリアル作品】男は1人だけ!? 肉食巨乳ヤリマンJD5人にメチャクチャ抜かれまくるヤリサー温泉旅行 高瀬りな 新村あかり 浜崎真緒 百永さりな 若宮はずき（10月29日、KMPVR-彩-）
- すっぴん顔面特化VR（11月1日、KMPVR）
- 天井特化アングル×JOI VR（11月11日、KMPVR）
- この相部屋は… 絶対ヤバい。わざと仕組まれた密室空間、贅沢すぎる痴女沼コンビネーションで何度も搾り取られたボク 浜崎真緒 百永さりな（11月30日、KMPVR-彩-）
- 舐め特化VR（12月1日、KMPVR）
- ただひたすらに動かなくていい過激ランジェリーW性交 女上司2人のパワハラSEX 大槻ひびき 浜崎真緒（12月28日、KMPVR-彩-）

- 黒パンスト足顔騎VR（1月12日、KMPVR）
- 【KMPVR-bibi-リニューアル記念特別版】ヨーロッパ最大最強風俗が日本上陸!? 本番オールOKの奇跡! その名もFKK!! 男の夢×ロマンを完全に凝縮!! 紳士の国でしか味わえない風俗の祭典へ大潜入!!（2月10日、KMPVR）
- 〈バイノーラルで聴覚刺激! 多人数罵倒足コキ! 豪華15人160分収録!〉‘女子○生寮の管理人（下僕人）の僕は、寮生の足コキおもちゃにされてます…’【寮や学校など至る所で罵倒され、足でチンコをイジメられてるけど快感すぎて責められ好きの僕にとってはご褒美で…（3月2日、SODクリエイト）
- 《領域展開/地面特化×天井特化》究極4P密着サンドイッチセックス。前後左右に完全包囲で全身女汁まみれになりながらも射精してもやめてもらえない絶頂射精ヘルス 汗! 涎! イキ潮! オシッコ! 顔面直浴びSP!! 大槻ひびき 浜崎まお 望月あやか（3月16日、SODクリエイト）
- レズ体感VR 女のオーガズムは男の10倍! 女目線で自分の身体がイキまくる! 数多くの女子たちにレズの手ほどきをしてきたあおいれなが選んだ女体イカセの達人に責められる絶頂レズ3P! あおいれな 波多野結衣 浜崎真緒（3月16日、SODクリエイト）
- 瞳で犯される。一泊二日の安息、頭が真っ白になるまでボクを求め続けた危ない不倫旅行。 浜崎真緒（4月14日、KMPVR）
- 天真爛漫な淫乱小悪魔 ’はままお’ 完全版!! 潮吹きQueen浜崎真緒BEST（4月17日、KMPVR）※単体ベスト
- 9830ml大量放尿! 浴びて! 飲んで! ほぼ溺れます! 超スプラッシュハーレム聖水VR 浜崎真緒 大槻ひびき（4月26日、痴女ヘブン）
- MAX-A30周年記念 VR&DVDコラボ作品 いきなり過ぎて何が起きてるのかわからないまま夢のハーレム! 突然チョー贅沢6P! 咲野瑞希 最上一花 大槻ひびき 波多野結衣 浜崎真緒（5月4日、MAX-A）
- どエロいふたりのどえらいほどに下品なWビッチVR!! 浜崎真緒 百瀬あすか（5月25日、MOODYZ）
- 1泊2日射精し終えるまでエンドレスに快楽中枢を刺激する逆夜這い旅館 浜崎真緒（5月30日、KMPVR）
- 逆ルーインドオーガズム 浮気妻には制裁を。イク瞬間に完全放置し、何も刺激のないまま無条件で潮吹き絶頂を繰り返し… 浜崎真緒（6月30日、KMPVR-彩-）
- 自宅でゲス不倫していたら突然、会社から帰ってきた妻。こんな時に限って妻とエロい雰囲気に…! 最悪の状況で妻と愛人と交互にセックスするドキドキ感がたまらなく興奮する!! 浜崎真緒 大浦真奈美（7月14日、SODクリエイト）
- JOIされながら私のオナニー見たいんでしょ?（7月29日、KMPVR）
- 絶倫様大歓迎! 回転式3点責めヘルス ‘ペロペロアタック’渋谷店‘ 至極の90分出し放題! ち●こも乳首もカッチカチ! キンタマ空っぽになるまで思う存分出し尽くす僕! ※5射精以上で裏オプご褒美SEX!! 浜崎真緒 宇野栞菜 安藤もあ（8月1日、SODクリエイト）
- スペイシーギャルパンストフェチクラブ 浜崎真緒（8月5日、CASANOVA）
- いっぱい乳首で感じて♪（10月4日、KMPVR）
- TSF女体化で絶頂イキしてみませんか?（11月18日、KMPVR）
- 卑猥な舌で体中を徹底的に舐められ濃厚唾液まみれ! 最高のベチョなめ体験で何度も射精してしまうッ!! 大浦真奈美 浜崎真緒（12月5日、SODクリエイト）

- 超圧倒的… ヌキやすさ! W挟み撃ちM性感VR コンビネーション超抜群の密着淫語囁き・ビチャビチャ潮吹き・杭打ち逆3P中出しで20発も痴女られたボク 大槻ひびき 浜崎真緒（3月28日、痴女ヘブン）
- Wセックスモンスターと逆ハーレムSPECIAL VR!! 大量唾液 & レズ & 潮吹き & PtoM… 本当にしたかった逆3Pを8K高画質体験!! 浜崎真緒 有村のぞみ（6月4日、レゾレボVR）
- 【お試し8K】パンツ見せつけオナニーサポート 浜崎真緒（7月14日、AQUA）
- 「キミがおかしくなるまで犯してあげる。」 浜崎真緒のマネージャーになったら朝から晩まで何度も抜かれる痴女られ性活（8月25日、KMPVR）
- 「ご主人様いっぱいイカせますね」 休むヒマ無しの強性射精ご奉仕 トリプルメイドのおっぱい神射精サポート24時 有岡みう 浜崎真緒 蘭々（10月2日、KMPVR）
- ただシンプルに四つん這い尻を愛でるVR（10月20日、AQUA）

- Tバック尻が素敵な眼鏡メイドは隠れ痴女 ボクのことを好き過ぎるご奉仕メイドとのなんともうらやましい日常 浜崎真緒（1月27日、CRYSTAL VR）
- 泥酔女上司の家で体液にまみれた濃密でぬちゃぬちゃな交わり 浜崎真緒（4月5日、AQUA）
- 眼前のチ●ポから目が離せない女達のセンズリ鑑賞VR 2（4月26日、AQUA）
- M性感でメスイキを経験したあの日から僕は前立腺の虜 浜崎真緒（5月17日、AQUA）
- 猛接近限界着エロVR ～最高の言葉責めと魅惑のコスチュームの絶頂コンボ!～ 浜崎真緒（5月17日、ハンラシン）
- 8K VR! 昭和・平成・令和世代すべて楽しめる煩悩風俗ビルが存在した!! 美園和花 浜崎真緒 さつき芽衣 沙月恵奈（5月17日、KMPVR-bibi-）
- 【8K・超高画質VR】外では真面目で綺麗なのに… 家ではお風呂にも入らないで下品でだらしなさすぎるダウナー系カノジョとおほ声セックス 浜崎真緒（5月23日、VRパラダイス）
- 15作品ノーカット578分どっぷりはままお! 最高敏感ボディと極上テクニックを持つパーフェクト爆美女 浜崎真緒VR福袋（6月21日、CASANOVA）※単体ベスト
- 「ギリギリ着エロVR 露出狂の女」 圧巻変態痴女降臨! 変則衣装で極上女体晒し。 浜崎真緒（6月21日、ハンラシン）
- HQ 劇的超高画質 巨乳逆バニーヌルヌル風俗フルコース! 様々な風俗体験が出来る凄テクご奉仕SPサービス 浜崎真緒（7月5日、ブイワンVR）
- HQ 劇的超高画質 ゲリラ豪雨でギャル先輩とホテルで雨宿透けブラ誘惑SEX 「髪も体もオマ●コもビショ濡れなの…」 淫語連発で逆NTR撃チン 浜崎真緒（8月2日、ブイワンVR）
- 【8K】【本番NGのマットヘルス】で逆バニー美巨乳BODY嬢と媚薬キメキメ生ハメ! うさぎの早漏イクイク敏感キメパコ中出し 浜崎真緒（8月6日、こあらVR）
- 完全ノーカットでお届け! 浜崎真緒PREMIUMベスト! 名作大集合な10時間OVER!!（8月11日、KMPVR）※単体ベスト
- はしたないアクメ顔で何度もイキまくるアへ顔セレブ妻 旦那には見せない痴態をセフレにだけ解放する昼下がりの密会SEX 浜崎真緒（8月16日、KMPVR）
- 【KMPVR-彩-7周年記念特別版】聖レズ学院 貧乏の僕がテスト生として転校した先はまさかの女子校!? 百合色の匂いが充満した教室ではみんなレズ! レズ!! レズ!!! 花ざかりの男子禁制ハーレムLIFE 沙月恵奈 弥生みづき 小那海あや 皆月ひかる 須崎美羽 東雲あずさ 浜崎真緒（10月27日、KMPVR-彩-）※浜崎は担任教師「まお先生」役で出演。
- VR 緊縛調教妻 浜崎真緒（12月10日、グローバルメディアアネックス）
- 一瞬でエロキャパOVER!! レズでマゾのW痴女と超過激な逆3PSEXVR 大槻ひびき 浜崎真緒（2月18日、KMPVR-bibi-）
- ヤリマンJDはデンジャラスコンビ!? ザーメンを搾り取る激烈騎乗位3PSEX 浜崎真緒 × 百永さりな（3月3日、KMPVR-彩-）
- ハーレム過ぎるヤリサー温泉旅行! 全方位エロすぎ飲酒乱交パーティー 高瀬りな 新村あかり 浜崎真緒 百永さりな 若宮はずき（4月1日、KMPVR-彩-）

### アダルト配信
- 素人個人撮影、投稿。163 アイコ 18歳 アルバイト（2012年6月30日、シロウトTV）「アイコ」名義[34][出典無効]

- MAI（10月10日、すっごくカラダのE子ちゃん）[35][出典無効]
- さゆり (osh057)（11月5日、応募即撮りH系）[36][出典無効]
- No.473（11月22日、TOKYO247）[37]
- まおみ（12月17日、ビニ本本舗）

- まお (tokyo287)（9月5日、Tokyo247）
- まお (scute361)（11月19日、S-Cute）

- KUMI (ako197)（2月10日、A子さん）
- MAO (porno376)（2月27日、PORNOGRAPH）
- まお (bat016)（4月7日、Beauty）
- まお (urutora048)（4月25日、ウルトラの膣）
- まお (garea307)（5月31日、G-AREA）
- まお (pwife179)（7月10日、P-WIFE）
- まお（7月14日、KAKUJITSU）
- 真緒 & あずみ（7月25日、KAKUJITSU）
- 真緒（8月9日、お母さん.com）
- 真緒 & あずみ 2（8月22日、KAKUJITSU）
- 募集ちゃん 006 まお 21歳 お弁当屋の工場勤務（9月30日、ARA）
- まお (oretd002)（10月2日、俺の素人）

- 【スマホ推奨】mao 2（1月29日、S-Cute）
- 真緒（2月13日、ピュアスタイル）
- プールナンパ 02 (スパ施設内) in 福島 真緒 23歳 牧場スタッフ ゆりあ 25歳 家畜作業員（3月5日、ナンパTV）
- まお (htut003)（4月20日、人妻空蝉橋）
- Mao (oretd038)（6月13日、俺の素人）
- 真緒（12月26日、E-DOGA）

- 真緒（2月10日、ウルトラの膣）
- 真緒 & あずみ 2（2月14日、KAKUJITSU）
- まお (ore222)（2月18日、俺の素人）
- 真緒 2（3月11日、ウルトラの膣）
- 一人暮らし女を催眠でメロメロに洗脳してセックスしまくるビデオ（7月4日、催眠研究所）
- 真緒 2（7月7日、E-DOGA）
- まお (htut174)（9月1日、人妻空蝉橋）
- 真緒 3（12月8日、E-DOGA）
- 真緒 4（12月15日、E-DOGA）

- 真緒（1月19日、北池袋盗撮倶楽部）
- 百戦錬磨のナンパ師のヤリ部屋で、連れ込みSEX隠し撮り 040 まお 22歳 アパレル関係（3月1日、ナンパTV）
- 【ロケット型おっぱい】23歳【セフレは常時5～6人確保】まおちゃん参上! 雑貨屋で働く彼女の応募理由は『SEXが好き過ぎてたどり着きました♪』週6はSEX! 1日はみっちりオナニー日を作る生粋の【SEX中毒者】シャイな一面を見せるも、マ○コはやっぱりシャイじゃなく【大量潮吹き】自分からデープスロートする【衝撃的フェラ】一流男優の鬼ピストンにイキまくり続けて【失神 & 失禁状態】ロケット型おっぱいが暴れ過ぎてもはや目視不可能!? スロー再生をお勧め致します。（3月21日、ARA）
- まお (gerk076)（6月4日、ゲリラ）
- まお (per054)（6月23日、%OFF）
- mao (mgmr085)（9月6日、素人ホイホイ）
- mao 2 (mgmr087)（9月13日、素人ホイホイ）
- 真緒 (tjng293)（10月25日、鉄人2号さん）
- 二葉様（11月19日、オンナ同士）
- 片瀬様（11月22日、オンナ同士）
- 松岡様（11月24日、オンナ同士）
- まおちゃん（12月20日、エチケット）

- まお（1月15日、チジョール）
- まお 2（1月25日、チジョール）
- 大槻様（2月22日、オンナ同士）
- 水城様（2月22日、オンナ同士）
- さくら様（2月22日、オンナ同士）
- ＜エロい娘限定ヤリマン数珠つなぎ!! ～あなたよりエロい女性を紹介してください～ 15発目＞ 超ド級潮吹き13発超え! 天然? ぶりっ子? 不思議系巨乳美女はお酒が精力増強剤♪ 酒を飲んだら即発情!! 蛇口のパッキンがぶっ壊れたかの如くマ○コのタンクが空になるまで大量無限噴射! 世界レベルの潮吹きSEXモンスターを見逃すな! あんな 24歳 変態男喰いナース（3月17日、プレステージプレミアム）
- まお (ynawa027)（3月22日、やり好き縄女）
- まお 2 (ynawa028)（3月22日、やり好き縄女）
- 仕事中に生ち●ぽでイキまくる巨乳OL。凄技グラインドに連続ハメ潮! 最後は連続中出しで白昼SEXを満喫!! まお（4月5日、しろうとまんまん）
- 「久しぶりすぎて、セックスの仕方忘れちゃいました…」 ブランクを感じさせないセルフピストンで大量潮吹きナース まこ（5月10日、しろうとまんまん）
- 見ないで! マジで教えたくない…!! 見たら行きたくなる事間違いなしの超〝激レア〟どエロ風俗!! 以前（シリーズ第9弾）で取り上げた『ゲリラ裏風俗』のオーナーが新たに始めたゲリラ移動式風俗バス!! マジックミラー越しに〝激カワ激エロ女子〟のあんな姿こんな姿を、超至近距離で眺め放題!!! もちろん女子との直接交渉でどんな事だってできちゃう、正に夢のような〝裏〟風俗!! …ホンットに夢の様な時間でした…マジで教えたくない…：夜の巷を徘徊する〝激レア素人〟!! 23 まお (仮名 / 23歳) さく(仮名 / 22歳)（7月4日、プレステージプレミアム）
- しょうこ（11月11日、素人道）
- むにゅっ! ふわっ! 美少女たちの柔らかおっぱい揉みしだきっ! 極上過ぎるおっぱいプレイの連続!（7月11日、DOC）
- まお (merc076)（11月23日、みなみ工房）
- まお 2 (merc077)（11月23日、みなみ工房）
- まお 3 (merc084)（11月25日、みなみ工房）
- まお 4 (merc085)（11月25日、みなみ工房）
- まお (merc094)（11月27日、みなみ工房）
- まお 2 (merc095)（11月28日、みなみ工房）
- れな (hamenets247)（12月2日、ハメドリネットワークSecondEdition）
- MAO (ore604)（12月19日、俺の素人）
- れな & いくみ（12月23日、ハメドリネットワークSecondEdition）

- まお 2 (gerk217)（1月20日、ゲリラ）
- まお (jneta007)（1月31日、THE WORLD）
- 真緒さん（2月21日、嗚呼、妄想）
- 真緒（3月26日、シロウトタッチ）
- 顔面直撃イキ潮連発!! 常連に愛想振りまくあざと可愛いイケイケ女子! スポーツバー店員マオマオちゃん! 媚薬でキマり快楽の絶頂へ! 抑えきれない欲望でチ○ポをしゃぶって離さない! ぶるんぶるん揺れる柔乳! 意識朦朧、理性ぶっ飛びアヘ顔でウレション絶頂! 凄まじいイキ潮を噴き上げる! 【ビヤクで××しませんか? ～酒場のギャル店員が蛇口マ○コで潮爆射!の巻き～】 まお 25歳 スポーツバー勤務（4月12日、SUKEKIYO）
- 表紙モデルのガチハメ収録 真緒（4月18日、シロウトタッチ）
- 天まで届く大量潮吹き19回!? 漏れギャルまおちゃんに革命を。イク度放出される潮! 巨乳揺らし快感上限突破!! 生チ●コもディルドも平等にイラマチオ! 潮も涎ダラダラのぐしょ濡れセックスでオーガズム累積大爆発www【しろうと変態革命6人目】 まおちゃん 23歳 天元突破潮噴射ギャルダンサー（5月3日、SUKEKIYO）
- 涼香（5月15日、e-エステ）
- まゆり（5月15日、e-エステ）
- ベアトリックス（5月15日、e-エステ）
- まお (gerk262)（5月19日、ゲリラ）
- まこ (ad024)（5月20日、アイドリ）
- まお (orec532)（5月30日、俺の素人）
- ゆい（6月19日、しろうと目線）
- 【コスプレイヤー×個撮】拒絶してたのに電マを当てられ理性崩壊!! 失禁と絶頂を繰り返す巨乳レイヤーの卑猥なアへ顔が流出ww よぃよぃちぃ（6月27日、黒船）
- マジ軟派、初撮。 1503 まお 22歳 アパレル店員 札束を道端に置いといたら…? 拾ってくれた女子をホテルに連れ込み賞金100万円の企画にチャレンジ! しかし内容は次第にHな展開へ… 流され続けて気づけばハメ潮飛ばしまくりの中イキSEX!（7月12日、ナンパTV）
- 【#裏垢女子】モナ【#エロ垢#オナ動画】「オナ動画欲しい人★私のオナでシコってくれる人いますか?」 SNSで激シコ動画を垂れ流す美人をオフパコに誘って本人許諾のハメ撮り!! 中出し潮吹き痙攣絶頂!! 数え役満だ!! オラアアア（7月20日、黒船）
- 【ギャルしべ長者SP まりりん & りおちゃん】 【神乳神回SP×中出しハメ潮ジェットコースター】 ギャルの歴史にまた1ページ! 奇跡が奇跡を呼ぶ190分の超大作! 絶頂が絶頂を呼ぶ絶頂RUSH! 潮が潮を呼ぶ爆潮乱舞! 誰もこいつらを止められない! 次回予告「ホントに本当に抜き過ぎ注意の巻」予算オーバー絶対見てくれよな!（8月8日、Jackson）
- 麻央さん（8月13日、人妻探訪）
- まき (srtd174)（9月9日、素人道）
- まおさん（10月7日、個撮ちゃん）
- Mao (ore711)（10月8日、俺の素人）
- 潮も滴るイイ女♪ ほろ酔いでオマ○コ蛇口が決壊!! あざと可愛いF乳水着ギャルとズブ濡れSEXで「特別な夏」をマンキツｗｗｗ 潮も滴るイイ女♪ほろ酔いでオマ○コ蛇口が決壊!! あざと可愛いF乳水着ギャルとズブ濡れSEXで「特別な夏」をマンキツwww まお（11月1日、まんまんランド）
- マオ 3（11月6日、ゲリラ）
- まお (fan068)（12月3日、五反田マングース）
- まなみ (fan069)（12月3日、五反田マングース）

- まお (fan087)（1月6日、五反田マングース）
- マオ (fan094)（1月6日、五反田マングース）
- まおさん（1月29日、シロウトさん）
- MAO (ttjm078)（2月12日、鉄人2号さん）
- MAO 2 (ttjm079)（2月12日、鉄人2号さん）
- どちゃクソ淫乱ムスメ【はままお】が満を持して降臨!!! 持ち前の愛嬌とエロテクで童貞のハートと股間を鷲掴み!!! 感度最高のどエロボディは心配になるほど絶頂 &潮吹きまくり!!! AV史に残る(!?) 筆下ろし系作品史上初のハプニングも…!? とにかく観ればわかる! ウチのセックスドキュメントは本気”マジ”だぜ!!! ほんで本気”マジ”が一番エロいんだって!!!（2月25日、GOOD-BYE-CHERRYBOY）
- まお (fryd024)（2月26日、フライデー）
- まお (pcotta415)（3月8日、パコッター）
- まお 2 (pcotta431)（3月8日、パコッター）
- Mさん (frin026)（4月2日、フライデー）
- まお (orec735)（4月8日、俺の素人-Z-）
- マオ（7月30日、えちえち素人）
- まおさん (ore785)（8月4日、俺の素人）
- まおちゃん（8月20日、＃素人しか勝たん）
- 【イ●スタやりたガール。】まりりん 25歳 ガールズバー店員 【神ギャル降臨SP】イ●スタにエロい自撮りを載せる、爆乳ガールズバー店員をSNSナンパ!! 極秘ルートで仕入れた素人ギャルはエロ偏差値MAX!!! ハメ潮が止まらないびっしょびしょSEXに撮影カメラ機材が大破しましたが、とんでもないエロ映像が撮れたので本望です!!! 生意気ギャルがイってイってイキまくり、最後はあまりの気持ち良さに号泣!!?? 淫語とハメ潮まみれのどちゃくそエロい絡みを目撃せよ!!!「止めないで!! まりのおマ◯コ壊してぇええっ!!!」（8月22日、Jackson）
- まお（8月30日、S-Cute）
- まおさん 2 (ore790)（9月9日、俺の素人）
- まおさん (orex304)（9月21日、俺の素人）
- まこ (inst169)（9月30日、いんすた）
- Hさん（10月7日、ゲリラ）
- まおさん 2 (orex305)（10月14日、俺の素人）
- まお（11月4日、ゲリラ）
- まゆ (bini307)（11月13日、ビニ本本舗）
- まお（12月3日、＃素人しか勝たん）
- 【W爆乳おっぱい × W上目遣いフェラ×W激イキ絶頂】全てが倍プッシュな神回クリパ乱交SP!!! SSS級美女ツートップとほろ●い酒! Hなトーク & ゲームでデカ乳が弾むッ弾むぅッッ!! ●うと敏感になるドスケベボディは即絶頂! おもらし爆潮!! イキ潮連発ッッ!!! レズっちゃう程テンションあげあげ激ハメSEXで最高の性夜にしようぜッッ!!!：朝までハシゴ酒 87 in クリスマスムードの田町駅周辺 まお 26歳 シャンパンガール先輩 & さりな 24歳 シャンパンガール後輩（12月17日、プレステージプレミアム）

- まこ（1月15日、アイドリ）
- まーちゃん（1月28日、ギャルpay）
- 【神回生9連発圧倒的SP】【ダブルG乳】【ダブルハメ潮】【ダブルキャバ嬢】【追撃連続中出し祭り】【痙攣絶頂やりたい放題】神回爆誕!! ダブルG乳ハメ潮キャバ嬢降臨! 潮飲み! 中出し精子飲み! 何でもアリの至福の宴！圧倒的205分! 時間にすると3時間飛んで25分!! まさに、悦の極み! 故に、ザーメンタンク空ッカラ!【ギャルすたグラム#037】 【圧倒的中出し生9連発】あゆか & まみ ダブルG乳ダブルハメ潮キャバ嬢（2月11日、ギャルすたグラム）
- あゆか & まみ（2月18日、ギャルすたグラム）
- まい (srtf022)（2月24日、素人道）
- 被害者H（4月3日、ゲリラ）
- 【新レーベル『Volare』始動!!】 NTR 特別企画:素人カップルガチ寝取り!! 彼女にバレずに彼氏を寝取れ!! 難易度MAXの極秘セックスミッションに浜崎真緒が挑戦! 街行くカップルに声かけしてAV撮影に持ち込め! ネット番組の取材のテイで交渉すること数時間、1組のカップからようやくOKが…! 2人の自宅でマジで彼氏を寝取ります!! 衝撃の『NTR』AVここに爆誕!!（4月9日、Volare）
- Mao & Yuzu（4月29日、素人CLOVER）
- まおみん（5月17日、東狂ハメンジャーズ）
- KUMI 2発目（7月2日、A子さん）
- Mさん (ore853)（7月25日、俺の素人）
- まゆ（9月11日、Dutch Wife ～清楚系妻との肉欲性交録～）
- まおさん (ore866)（9月17日、俺の素人）
- How to学園 観たら【絶対】SEXが上手くなる教科書AV 初級編 百瀬あすか 美園和花 浜崎真緒 大槻ひびき（10月1日、バレマンッ!!/妄想族）
- How to学園 観たら【絶対】SEXが上手くなる教科書AV 中級編 美園和花 百瀬あすか 浜崎真緒 大槻ひびき（11月11日、バレマンッ!!/妄想族）
- まゆ 2（11月13日、Dutch Wife ～清楚系妻との肉欲性交録～）
- まゆ 2 (bini361)（12月10日、ビニ本本舗）
- How to学園 観たら【絶対】SEXが上手くなる教科書AV 上級編 浜崎真緒 百瀬あすか 美園和花 大槻ひびき（12月12日、バレマンッ!!/妄想族）
- 伝説の性感マッサージ　VS　浜崎真緒（フェザーズ　3月11日）

- マオさん (ore900)（1月8日、俺の素人）
- まゆ 3 (bini369)（1月14日、ビニ本本舗）
- メイ & MAO & うみ（2月5日、いんすた）
- MAO（2月26日、いんすた）
- 【いきなり強引逆ハーレムから始まる最凶T☆kT●ker2人と乱れに乱れる大乱交! 2.5h快楽FESTIVAL!】まさにエロ特化W巨乳 × W潮吹きBODY! 天国or地獄!? 3P神テク責めに射精不可避!! 絶倫しかいねぇ大乱交スプラッシュ4P! オイル追加で全身ヌルヌル! 潤滑ピストンにイキかた凄すぎ! 圧巻の濃密7射精SEX!【なまハメT☆kTok Report.67】【Nene Mao】（7月1日、街角シロウトナンパ）
- 【夏真っ盛り! お肉とオトコが大好物! 潮潮潮! クジラ系肉食美女登場!!】【F～Gいまだ成長中のふわふわ美巨乳】【誰でもできる!? クジラ美女によるHow to潮吹かせ!】【チクニー玩具で大エクスタシー! ノーハンド潮噴射】【乳射! 尻射! 腕射! 中出し! まさにカオス! 潮とザーメンにまみれる大量射精5連発!!!!!】【まお】（7月22日、街角シロウトナンパ）
- 【エンドレス爆裂潮吹き】スレンダーFカップ巨乳ギャルのインフルエンサーをイ○スタナンパ! どの体位でも潮吹いちゃう超敏感ボディ & 男優が圧倒されるほど性欲つよつよで4回も抜かれちゃいましたwww ちゃうちる（8月30日、まんまんランド）
- あーーーーにゃ（9月24日、ぎがdeれいん）
- まや (srtf079)（10月14日、素人道）
- （仮）暗黒081さん（11月3日、暗黒）
- まゆ 3（11月12日、Dutch Wife ～清楚系妻との肉欲性交録～）
- ちゃうちる（11月30日、まんまんランド）
- 『IKUNA＃5.0』乙アリスvs浜崎真緒 全セクシー界GAMANKO最潮対決 噴水警報級女王頂上決戦! いつもイキ潮まくるAVスター競演＜イキガマン狂い＞絶頂決戦『IKUNA』シーズン2開幕! イキガマンの果てに手にする絶頂は恍惚か! 失神か！失禁か! 最高の絶頂女王は誰だ! 「金髪の蛇神」乙アリス 「落とと汐の魔術師」浜崎真緒（12月1日、BOTAN）※2024年3月7日にDVDとしても発売。
- まゆ 4（12月10日、Dutch Wife ～清楚系妻との肉欲性交録～）
- まお（12月21日、二代目素人商店）
- 【落書き凌●連続中出しSEX】メガネの奥に隠されたド淫乱な本性が露に! 今回の裏垢美女は【魔性のまじめ爆乳ギャル】自己肯定感低めのムッツリスケベ → 受け責め両対応なビッチ痴女に変貌!! 喉奥深いバキュームフェラでチ●ポ丸呑み!! 甘ったるくてあざとい淫語を囁きながら男に跨り肉尻揺らす腰振り騎乗位!! おま●こダム決壊で止まらぬハメ潮スプラッシュッ!! 【撮影OK #裏垢タダマン】【ミオ】（12月23日、街角シロウトナンパ）

- 【止まらないハメ潮】パンチラを見せつける巨乳で美尻なスケベギャルをゲット! ホテル前にトイレでぐっぽり喉奥フェラ! ハメ潮止まらぬ敏感体質を容赦なく突きまくる！ビシャビシャベッドで首●め中出しパーティー!! 【もしも。】【まお】（1月7日、街角シロウトナンパ）
- まゆ 5（1月14日、Dutch Wife ～清楚系妻との肉欲性交録～）
- 真緒（2月5日、048奥さま）
- Mさん (orena006)（2月28日、俺の素人）
- まお (pkpk027)（3月29日、素人プカプカ）
- 『IKUNA＃10.0』浜崎真緒 vs 日向ひかげ 全セクシー界GAMANKO最脚対決 業界最狂美脚R級最脚頂上決戦! いつもイキ潮まくるAVスター競演＜イキガマン狂い＞絶頂決戦『IKUNA』シーズン3! イキガマンの果てに手にする絶頂は恍惚か! 失神か! 失禁か! 最高の絶頂女王は誰だ! 究極のイキ我慢対戦（4月5日、BOTAN）※DVD版は6月20日発売。
- 浜崎（5月10日、E★エステDX）
- まお (uinac009)（5月15日、ハメドリネットワークSecondEdition）
- まおたん（6月3日、パコッター）
- 利用者No.009 M様（6月3日、レンタルなんもしないけど勃起はする人）
- まゆ 6（6月9日、Dutch Wife ～清楚系妻との肉欲性交録～）
- 魔王（6月11日、オモチカエリ）
- まおしゃふ & にいしゃふ（6月14日、パコッター）
- まおたん 2（6月19日、パコッター）
- まおしゃふ & にいしゃふ 2（6月30日、パコッター）
- かな & まお（7月23日、素人ムクムク-ハーレム-）
- 有名なコーヒーチェーンの店員さん（8月10日、素人ムクムク-職-）
- MAO（8月18日、素人ムクムク-塩PP-）
- まお (prgo104)（8月21日、ペロン・ゲリオン）
- まおさん (eqt486)（8月31日、エチケット）
- 【爆裂潮吹きギャル】シンプルにエロいオンナ! 突くたびにイク淫乱裏垢美女と精子枯れ果てるまでSEXしましたww にゃお（9月12日、まんまんランド）
- 篠崎 (peep052)（9月23日、素人盗撮倶楽部）
- まお & ありす (refuck106)（10月4日、Re:Fuck）
- まゆ 4 (bini458)（10月12日、ビニ本本舗）
- まゆ 5 (bini462)（11月9日、ビニ本本舗）
- まお (gerk616)（11月11日、ゲリラ）

- まおちゃん (anan045)（1月9日、素人あんあん）
- まおちゃん 2 (anan046)（1月9日、素人あんあん）
- まお (prgo256)（1月22日、ペロン・ゲリオン）
- マチアプで出会ったカフェ店員をお持ち帰りして、男二人で3Pハメ撮り撮影。ギャルのオマ○コに大量中出し。 さえり（1月26日、まんまんランド）
- まお (dht1148)（1月31日、BiBiD）
- まゆ 7 (dw277)（2月9日、Dutch Wife ～清楚系妻との肉欲性交録～）
- まお (dht1089)（2月28日、BiBiD）
- WAKO & MAHO (gasp005)（3月7日、GALちゃん。）
- 真緒 (ttjn396)（4月4日、鉄人2号さん）
- まお 2 (gerk639)（5月2日、ゲリラ）
- まゆ 6 (bini490)（6月14日、ビニ本本舗）
- まゆさん 7 (bini493)（7月12日、ビニ本本舗）
- まおちん (yryr018)（7月22日、ヤリサーちゃん。）※下記作品(yryr019)と一部同一内容を収録。
- さくら (yryr019)（7月25日、ヤリサーちゃん。）※上記作品(yryr018)と一部同一内容を収録。

### 女性向けアダルト作品
- スイート・トラブル・ハウス（8月6日、SILK LABO）

- タイムトラベラー源○物語 有馬芳彦 浜崎真緒（3月8日、GIRL'S CH）

- Maison de Room（9月27日、GIRL'S CH）

- Gossip & Scandal focus 001（2月6日、SILK LABO）

- hug you 有馬芳彦 浜崎真緒（9月15日、SILK LABO）
- nursing 有馬芳彦 浜崎真緒（9月22日、SILK LABO）
- 36℃ 及川大智（10月20日、SILK LABO）

- なにもかも、運命。西島伊吹 浜崎真緒（3月23日、SILK LABO）※オムニバス作品「ONE NIGHT TOUCH #1」（2024年4月11日発売）に収録されDVD化。
- PS. I love you 東惣介 浜崎真緒（3月30日、SILK LABO）※オムニバス作品「恋するサプリ 5錠目 ～運命のカレ～」（2024年3月7日発売）に収録されDVD化。
- agitation 及川大智 浜崎真緒（3月30日、SILK LABO）※オムニバス作品「After work II シークレットオフィス」（2023年10月12日発売）に収録されDVD化。

- 快楽堕ちした男の潮吹き イってもイっても手加減なし! 追撃手コキで射精より凄い激イキ快楽地獄へ… 輝大 真木今日子 浜崎真緒（1月26日、カゲキっch）
- 止まらない連続絶頂 何度イっても止まらない快楽を貪りあう究極のオーガズムSEX 成宮仁 浜崎真緒（2月16日、カゲキっch）

- 『IKASE Howto』セクシー男優の実践実技テクニック vs はま!まお! 浜崎真緒 矢野慎二 いち（4月19日、BOTAN）

- メンズエステ革命 3.0 【セラピスト:まお】※オプションあり特別版（7月12日、あんでるへん）

### 女性向けアダルトVR
- 「AV女優になってみた!!」 【AV女優デビュー疑似体験VR】―人気AV男優【向理来】と初めてのハメ撮り撮影―（2021年4月16日、こあらVR）

### イメージビデオ
- Mao 挑発!ツンデレガール（12月6日、グラッツコーポレーション）※DVD版 & BD版同時発売。

- 美少女採集 浜崎真緒（8月23日、AQUA）
- Nude & Beauty 浜崎真緒（12月23日、INTEC Inc）

- Panty Panic（2月26日、スパークビジョン）※「京野恵理奈」名義[38]

- 全裸ヨガ教室 vol.5 〜浜崎真緒編〜（7月30日、オルスタックソフト販売）
- Shuku-sai（12月10日、スパークビジョン）
- MAO’S BOOTCAMP 浜崎真緒（12月26日、オルスタックピクチャーズ）

- エロティックボディコンマエバリダンス（4月23日、LEMON HEART）

- Aphrodite 浜崎真緒（11月2日、ファインピクチャーズ）※DVD版 & BD版同時発売。

- good job 浜崎真緒（5月15日、CRANE）※DVD版 & BD版同時発売。
- Kusuguri Time 浜崎真緒（7月26日、スパークビジョン）
- Tickling X 浜崎真緒（9月26日、スパークビジョン）

- ヘアーヌード ～無修正・Fカップロケット乳・エロボディ～ 浜崎真緒（7月3日、スパークビジョン）※DVD版 & BD版同時発売。

### 写真集
- はままお!（2019年5月25日、ジーウォーク、撮影：天野功）ISBN 978-4-86297-887-5

### モデル
- Best Nude Pose ベスト・ヌードポーズ「ヌード編2」 浜崎真緒（2016年2月23日、オークス、撮影：横山こうじ、監修：綾波リュウ）ISBN 978-4-7990-0836-2

### デジタル写真集
- Aphrodite デジタル写真集 浜崎真緒（11月22日、ファインピクチャーズ、撮影：河本広幸）

- デジグラ・デラックス 浜崎真緒 001（7月12日、PAD）
- デジグラ・デラックス 浜崎真緒 002（8月9日、PAD）
- デジグラ・デラックス 浜崎真緒 003（8月30日、PAD）
- デジグラ・デラックス 浜崎真緒 004（9月20日、PAD）
- デジグラ・デラックス 浜崎真緒 001（10月4日、PAD）

- FLOWER 浜崎真緒（2月21日、ジーウォーク、撮影：天野功）
- ジューシーハニー THE DELUXE 2019 浜崎真緒（6月10日、ジューシーハニー、撮影：篠原潔）
- ヘアーヌード 〜無修正・Fカップロケット乳・エロボディ〜 浜崎真緒（6月20日、スパークビジョン）

- MAO 浜崎真緒（8月27日、プレステージ出版、撮影：柳沢康太）※【グラビア写真集】と【ヌード写真集】の2種類あり。
- 絶対的スーパーナチュラルポーズブック 浜崎真緒（12月31日、プレステージ出版、撮影：keisuke takahash）

- 絶対的透け透けテカテカポーズブック 浜崎真緒（2月11日、プレステージ出版、撮影：keisuke takahash）

- DokkiriQueen 浜崎真緒（1月25日、シーガル）

- AV大好きキャンペーン2024フォトブック（1月19日、FANZA BEAUTY COLLECTION）※FANZA「【AV大好きキャンペーン】I LOVE AV♡」のキャンペーンガール7名の写真を収録。FANZA限定配信。
- 浜崎真緒 イッツ パイ ライフ FRIDAYデジタル写真集（3月15 日、講談社、撮影：篠原潔）[39]

- 浜崎真緒 撮り下ろしBEST PREMIUM EXCLUSIVE CUT vol.01（4月18日、プレステージ出版）※写真集『MAO マオ』のペストショットと未公開ショットを収録した作品集。【グラビア写真集】と【ヌード写真集】の2種類あり。

## 製品

### トレーディングカード
- ジューシーハニー THE DELUXE 2019 阿部乃みく 紗倉まな 高橋しょう子 浜崎真緒（2019年8月25日、株式会社ミント）
- ジューシーハニーコレクションカード PLUS ＃8 相沢みなみ 白石茉莉奈 浜崎真緒 深田えいみ（2020年10月24日、株式会社ミント）
- ジューシーハニーコレクションカード LUXURY EDITION 2024  miru 伊藤舞雪 希島あいり 浜崎真緒（2023年12月23日、株式会社ハバロッサ）

### アダルトグッズ
オナホール
- 極上女器 04 浜崎真緒（2015年10月26日、ケイ・エム・プロデュース）
- 激フェラ 超絶ベロテク 浜崎真緒（2017年12月11日、日暮里ギフト）
- AV ONA CUP ＃004 浜崎真緒（2017年12月21日、日暮里ギフト）
- 浜崎真緒のエロ尻 裏ま●こ（2018年12月5日、日暮里ギフト）
- イイオンナ、ヤリ放題。浜崎真緒（2019年7月3日、JAPAN-TOYZ）
- オ・ン・ナ♀ざかり、ヤリ放題。浜崎真緒（2022年1月20日、JAPAN-TOYZ）

ローション
- まおまんじる 80ml / 150ml（2017年12月11日、日暮里ギフト）
- 浜崎真緒 濃厚擬似精液ローション 150ml（2017年12月11日、日暮里ギフト）
- 痴女ナースの淫汁 浜崎真緒 200ml（2018年8月8日、日暮里ギフト）
- 浜崎真緒のア●ルローション 80ml（2018年12月5日、日暮里ギフト）

バイブ
- 浜崎真緒がイっちゃったバイブ!（2017年8月20日、日暮里ギフト）

## 出演・掲載

### テレビ
- ざっくりハイタッチ（2015年9月13日、テレビ東京）※BPO（放送倫理・番組向上機構）審議入りした回[40]
- 阿部乃ちゃんねる（2015年3月5日, 4月2日, 2016年2月4日, 3月3日, 2017年8月4日, 2020年8月2日2日, 9月2日, 9月11日, 10月3日、エンタ!959）
- SPICE×BOYS #9（2015年9月、エンタ!959）
- 澁谷果歩のたわわチャレンジ（2017年7月2日、2019年5月4日、エンタ!959）
- ダラケ! 〜お金を払ってでも見たいクイズ〜（2018年12月6日、20日、BSスカパー!）
- もう!バカリズムさんの超H! #12（2020年4月29日、フジテレビONE）
- スカパー! アダルト放送大賞2022 授賞式〜スカパー! アダルトの歴史が変わる。新時代のアダルトクイーン決めちゃいますスペシャル!!〜（2022年3月15日、BSスカパー!）[41]

### 映画
- 情欲怪談 呪いの赤襦袢（2018年8月3日、オーピー映画）主演・分間宮冴子 役[42]
  - 怪談 呪いの赤襦袢（2018年、OP PICTURES） - 分間宮冴子 役（「情欲怪談～」の一般公開用編集版）[43]

### オリジナルビデオ
- ダメージングヒロイン01 神秘戦隊ガイアレンジャー 危うし瑞樹! 変身解除機能停止!（2018年11月9日、ZENピクチャーズ）- 波斗瑞樹/ガイアブルー 役
- 犯す女～愚者の群れ～（2019年11月2日、アメイジングD.C.）- 果純 役
- エクスタシー霊媒師ミコ ～死者の恋わずらい～（2020年3月4日、竹書房）- 陽子 役

### 舞台
- GIGA スーパーヒロインライブ Vol.15（2024年2月3日、東京・from scratch）- セーラーアリス/ダイナウーマン 役[44]

### Web配信
- トイズハートプレゼンツ「とりあえずナマで!」（2019年5月11日、Youtube/トイズハートチャンネル）＊第13回ゲスト[45][46]
- ゲオTVアダルトニュースMANGO　「おっぱい調査団」第4回ゲスト[47]
- ココだけの際どい話: 日本編（原題：성+인물: 일본 편／英題：Risqué Business: Japan）（2023年4月25日、Netflix）[48]

### ネットラジオ
- 有村のぞみののんのんらじお♪（2023年4月16日、ラジオクロニクル）[49]

### ゲーム
- ゲオTVドアップ25【OPPAIパネル出題】二つ名は「天然スーパーボディちゃん」（2020年10月1日、ゲオTV）[50][51][52]

### パチンコ
- Pジューシーハニー3（2021年2月、サンセイアールアンドディ）[53]
- PジューシーハニーH（ハーレム）（2023年5月、サンセイアールアンドディ）

### 雑誌
- 月刊DMM 2013年1月号（2012年11月22日、ジーオーティー）※プレステージ専属女優のひとりとして
- 月刊DVD Dream 2014年8月号（2014年7月8日、三和出版）
- 漫画ボンジュール 2016年5月号（2016年3月25日、大都社）- グラビア
- 実話ナックルズ 6月号（2016年4月28日、ミリオン出版）
- 週刊実話 2017年1月5・12日合併号（2016年12月22日、日本ジャーナル出版）- 「新春初出し告白! 人気AV女優10人「私の名器自慢」
- 週刊実話 2018年5月31日号（2018年5月17日、日本ジャーナル出版）- 袋とじ「「名器の秘密」教えます!!  波多野結衣・浜崎真緒・優月まりな etc.」
- 写真月刊バブル 2019年2/3月号 Vol.84（2019年2月15日、香港バブルエンターテインメント ）
- 週刊大衆 2019年4月15日号（2019年4月1日、双葉社）- グラビア
- 週刊実話 2019年5月23日号（2019年5月8日、日本ジャーナル出版）- 袋とじ「星野ナミ&浜崎真緒  バスルームよりパイを込めて」
- 週刊大衆 2019年6月3日号（2019年5月20日、双葉社）- グラビア「白衣の天使ヘア」
- 週刊実話 2019年7月4日号（2019年6月20日、日本ジャーナル出版）- グラビア「美裸身解放」
- 週刊実話増刊 ザ・タブー 2019年11月8日号（2019年9月25日、日本ジャーナル出版）- グラビア「あふれ出す肉欲」
- 実話BUNKAタブー 2021年12月号（2021年10月15日、コアマガジン）- 袋とじ「【豪華愛蔵袋とじ】Eカップ美乳 浜崎真緒 畳の上の密着ヘア」

### WEBグラビア
- GRAPHIS
- デジグラ
- Girlz HIGH!
- s-cute #349 Mao
- SPG(Special Photo Gallery)